# Julio César
Cayo o Gayo Julio César (en latín: Gaius Iulius Caesar; 12 o 13 de julio de 100 a. C.-15 de marzo de 44 a. C.) fue un político y militar romano del siglo I a. C., miembro de los patricios Julios Césares, que alcanzó las más altas magistraturas del Estado romano y dominó la política de la República tras vencer en la guerra civil que le enfrentó al sector más conservador del Senado.
Nacido en el seno de la gens Julia, una familia patricia de escasa fortuna, estuvo emparentado con algunos de los hombres más influyentes de su época, como su tío Cayo Mario, quien influiría de manera determinante en su carrera política. En 84 a. C., a los dieciséis años, el popular Lucio Cornelio Cinna lo nombró flamen Dialis, cargo religioso del que fue relevado por Sila, con quien tuvo conflictos a causa de su matrimonio con la hija de Cinna. Tras escapar de morir a manos de los sicarios del dictador Sila, fue perdonado gracias a la intercesión de los parientes de su madre. Trasladado a la provincia de Asia, combatió en Mitilene como legado de Marco Minucio Termo. Volvió a Roma a la muerte de Sila en 78 a. C., y ejerció por un tiempo la abogacía. En 73 a. C. sucedió a Cayo Aurelio Cota como pontífice, y pronto entró en relación con los cónsules Pompeyo y Craso, cuya amistad le permitiría lanzar su propia carrera política. En 70 a. C. César sirvió como cuestor en la provincia de la Hispania Ulterior y como edil curul en Roma. Durante el desempeño de esa magistratura ofreció unos espectáculos que fueron recordados durante mucho tiempo por el pueblo.
En 63 a. C. fue elegido pretor urbano al obtener más votos que el resto de candidatos. Ese mismo año murió Quinto Cecilio Metelo Pío, pontifex maximus designado durante la dictadura de Sila, y, en las elecciones celebradas para sustituirle, venció César. Al término de su pretura sirvió como propretor en Hispania, donde capitaneó una breve campaña militar contra los lusitanos. En 59 a. C. fue elegido cónsul gracias al apoyo de sus dos aliados políticos, Pompeyo y Craso, los hombres con los que César formó el llamado Primer Triunvirato. Su colega durante el consulado, Marco Calpurnio Bíbulo, se retiró para así entorpecer la labor de César que, sin embargo, logró sacar adelante una serie de medidas legales, entre las que destaca una ley agraria que regulaba el reparto de tierras entre los soldados veteranos.
Tras su consulado fue designado procónsul de las provincias de la Galia Transalpina, Iliria y la Galia Cisalpina, esta última tras la muerte de su gobernador, Céler. Su gobierno se caracterizó por una política muy agresiva con la que sometió a prácticamente la totalidad de los pueblos celtas en varias campañas. Este conflicto, conocido como la guerra de las Galias, finalizó cuando el general republicano venció en la batalla de Alesia a los últimos focos de oposición, encabezados por un jefe arverno llamado Vercingétorix. Sus conquistas extendieron el dominio romano sobre los territorios que hoy integran Francia, Bélgica, Países Bajos y parte de Alemania. Fue el primer general romano en penetrar en los inexplorados territorios de Britania y Germania.
Mientras César terminaba de organizar la estructura administrativa de la nueva provincia que había anexionado a la República, sus enemigos políticos trataban en Roma de despojarle de su ejército y cargo utilizando el Senado. César, a sabiendas de que si entraba en la capital sería juzgado y exiliado, intentó presentarse al consulado in absentia, a lo que los optimates se negaron. Este y otros factores le impulsaron a desafiar las órdenes senatoriales y protagonizar el famoso cruce del Rubicón, momento en el que, al parecer, pronunció la inmortal frase alea iacta est («la suerte está echada»). Inició así una nueva guerra civil, en la que se enfrentó a los optimates, que estaban liderados por su antiguo aliado, Pompeyo. Sus victorias en las batallas de Farsalia, Tapso y Munda sobre los conservadores, le hicieron el amo de la República. El hecho de que estuviera en plena guerra civil no evitó que se enfrentara a Farnaces II en Zela y a los enemigos de Cleopatra en Alejandría. A su regreso a Roma se hizo nombrar cónsul y dictador perpetuo, e inició una serie de reformas económicas, urbanísticas y administrativas.
A pesar de que bajo su gobierno la República experimentó un breve periodo de gran prosperidad, algunos senadores vieron a César como un tirano que ambicionaba restaurar la monarquía romana. Con el objetivo de eliminar la amenaza que suponía el dictador, un grupo de senadores formado por algunos de sus hombres de confianza como Marco Junio Bruto y Cayo Casio Longino y antiguos lugartenientes como Cayo Trebonio y Décimo Junio Bruto Albino urdieron una conspiración con el fin de eliminarlo. Dicho complot culminó cuando, en los idus de marzo, los conspiradores asesinaron a César junto a la estatua de Pompeyo, en un templo cercano al foro. Su muerte provocó el estallido de un largo periodo de guerras, en las que los partidarios del régimen de César, Marco Antonio, Octavio y Lépido, derrotaron en la doble batalla de Filipos a sus asesinos, liderados por Bruto y Casio. Al término del conflicto, Octavio, Antonio y Lépido formaron el Segundo Triunvirato y se repartieron los territorios de la República, aunque, una vez apartado Lépido, finalmente volverían a enfrentarse en Accio, donde Octavio, heredero de César, venció a Marco Antonio y se convirtió en el primer emperador romano, Augusto.
Al margen de su carrera política y militar, César destacó como orador y escritor. Redactó, al menos, un tratado de astronomía, otro acerca de la religión republicana romana y un estudio sobre el latín, ninguno de los cuales ha sobrevivido hasta nuestros días. Las únicas obras que se conservan son sus Comentarios de la guerra de las Galias y sus Comentarios de la guerra civil. Se conoce el desarrollo de su carrera como militar y gran parte de su vida a través de sus propias obras y de los escritos de autores como Suetonio, Plutarco, Veleyo Patérculo o Eutropio.

## Familia

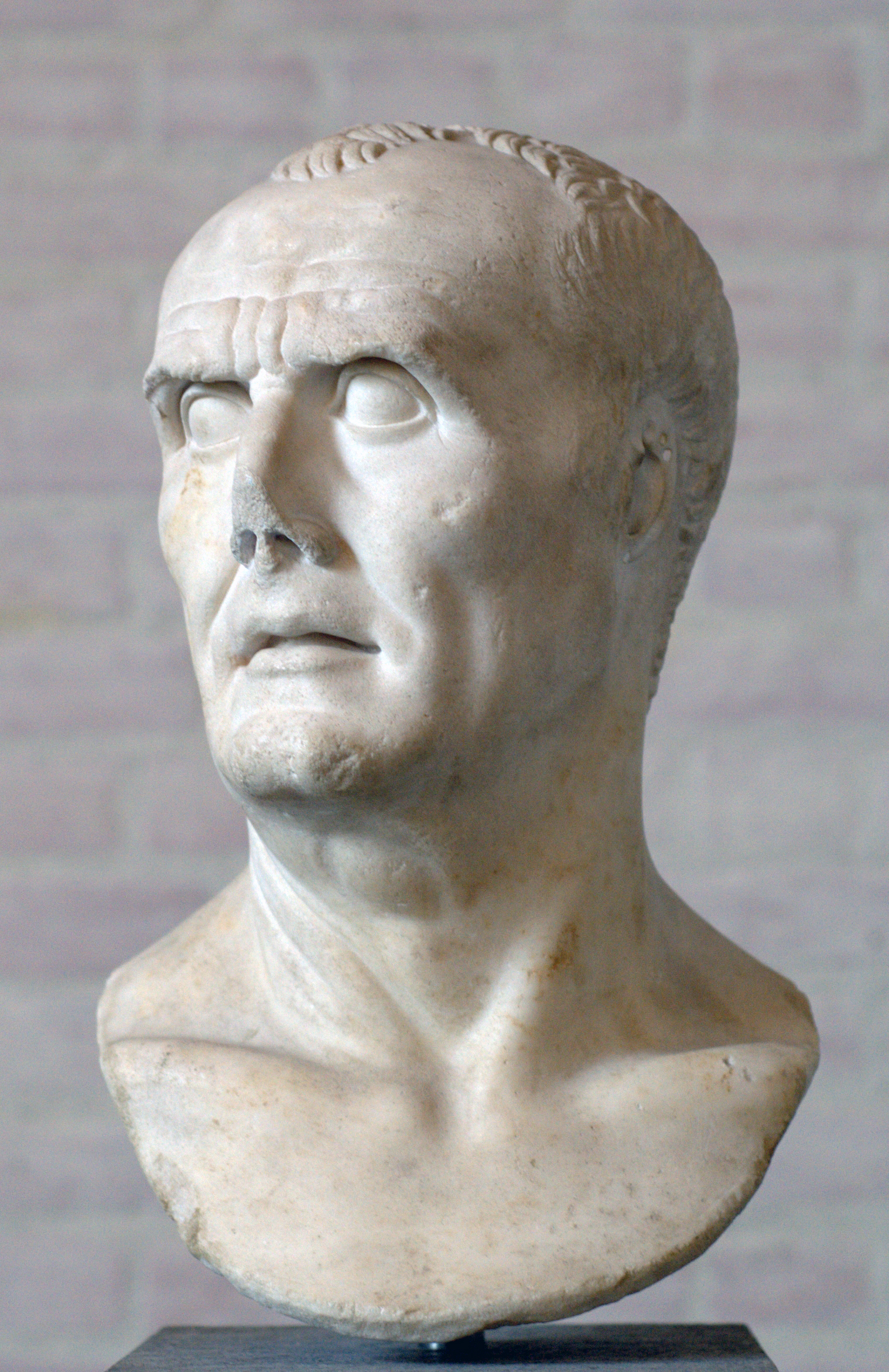
Busto de época augústea atribuido tradicionalmente a Cayo Mario. El carisma de este líder popular fue explotado en sus inicios políticos por Julio César para atraerse las simpatías del pueblo.

Julio César fue miembro de los Julios Césares, una familia patricia de la gens Julia que aparece por primera vez en los registros históricos a finales del siglo III a. C., durante la segunda guerra púnica. Sin embargo, no es hasta la República tardía, cuando se habían dividido en dos ramas —adscritas en tribus diferentes—, que los Julios Césares se sitúan entre las familias aristocráticas principales.
Su padre, homónimo suyo, fue un senador de rango pretorio que se apartó de la política tras un gobierno provincial en Asia. Su madre fue Aurelia, miembro de los Aurelios Cotas, una destacada familia de la nobleza plebeya. Varios miembros de esta familia alcanzaron el consulado a finales del siglo II a. C. y principios del siguiente, lo que supondría una notable ayuda para la progresión política del futuro dictador. Más decisiva sería la relación con Cayo Mario, quien contrajo matrimonio con Julia, la tía paterna de Julio César. Mario y sus seguidores (el partido mariano) dominaron la política romana a finales del siglo II a. C. y fue esta relación la que aprovechó Julio César en sus inicios políticos.
Además de su tía Julia, el cónsul del año 91 a. C., Sexto Julio César, pudo haber sido también hermano de su padre. Sus dos hermanas, de las que apenas se sabe nada, se casaron con acaudalados miembros de la aristocracia itálica: la mayor con un miembro de la gens Pedia; la menor con Marco Acio Balbo, emparentado con los Pompeyos. De otro matrimonio de la mayor de sus hermanas descendía Lucio Pinario Escarpo.
Julio César estuvo casado al menos en tres ocasiones. En primer lugar con Cornelia, hija de Lucio Cornelio Cinna, de familia patricia. Cinna era partidario de Mario y enemigo de Lucio Cornelio Sila, por lo que Julio César reforzaba sus lazos con los principales dirigentes de la Roma de los años ochenta del siglo I a. C. No obstante, tras la muerte de Cornelia, se casó con Pompeya, nieta del propio Sila y de familia consular, de la que se divorció tras un escándalo durante las celebraciones de la Bona Dea. Su último matrimonio fue con Calpurnia, hija de Lucio Calpurnio Pisón Cesonino, un destacado miembro del Senado, como parte de la política matrimonial del primer triunvirato.
De su primer matrimonio, tuvo una hija, Julia, casada con su colega triunviral Cneo Pompeyo el Grande  y que murió al dar a luz. Sin herederos directos, adoptó por vía testamentaria a su sobrino nieto Cayo Octavio, el futuro emperador Augusto.

## Nacimiento
Julio César nació en Roma el 12 o 13 de julio del año 100 a. C. Siguiendo las fuentes clásicas, la mayoría de estudiosos modernos coinciden en el año, excepto Theodor Mommsen (102 a. C.) y Jérôme Carcopino (101 a. C.), que se basaron en presupuestos de las leges annales. En cuanto al día, mientras unos autores sostienen el 13, otros prefieren el 12 y aún otros no se decantan por ninguno. Las dudas proceden de una cita de Casio Dion en la que dice que Julio César nació el día 13, pero se cambió al 12 por una ley triunviral. Este cambio se debió a que el 13 de julio se celebraban unos juegos en honor de Apolo y, según un oráculo, ningún otro festival en honor a una divinidad podía tener lugar el mismo día. El resto de fuentes clásicas refieren el 12 de julio como fecha de nacimiento.

## Primeros años

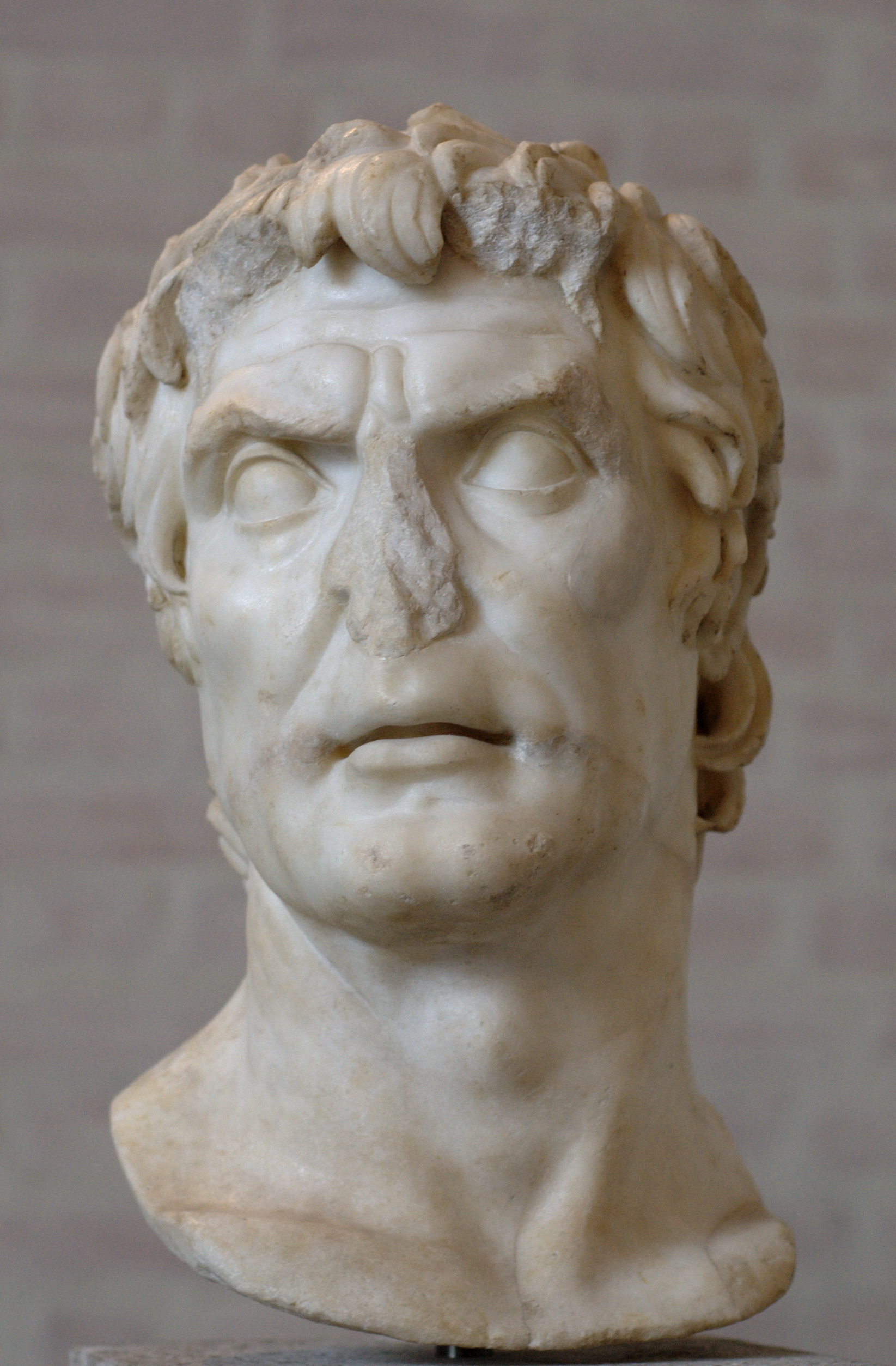
Busto de época augústea atribuido tradicionalmente a Sila. Julio César se negó a divorciarse de su esposa cuando el dictador se lo ordenó. Por esta temeridad, tuvo que alejarse de Roma un tiempo.

Julio César entra en la historia en el año 84 a. C., cuando Cinna lo escogió para ser flamen Dialis y lo casó con su hija Cornelia tras romper el compromiso previo del joven con Cosucia. Por entonces Cinna controlaba la República. Sin embargo, la guerra civil que siguió a la muerte de este terminó con el triunfo de Sila y la anulación de todo su programa. Julio César recibió la orden de divorciarse de Cornelia. Su negativa impulsó a Sila a proscribirlo y obligó a aquel a huir de Roma. Fue la intervención de sus parientes y el respaldo de las vírgenes vestales, lo que permitió que el joven César evitara el destino de otros proscritos, acordando que mantendría su matrimonio y renunciaría al sacerdocio. Según Suetonio y Plutarco, en aquella ocasión Sila dijo que había en el joven muchos Marios.
Al percatarse de que el perdón de Sila podía ser revocado en cualquier momento, César juzgó que lo más seguro era alejarse de Roma durante un tiempo y decidió viajar a Oriente para participar en la guerra contra Mitrídates VI del Ponto bajo las órdenes del propretor, Marco Minucio Termo. Durante el sitio de Mitilene en 81 a. C., se le ordenó ir a Bitinia para solicitar a Nicomedes IV la cesión de una pequeña flota con la que asaltar la ciudad rebelde. Al parecer, el rey asiático quedó tan deslumbrado con la belleza del joven mensajero romano que lo invitó a descansar en su habitación y a participar en un festín donde sirvió de copero real durante el banquete. La aventura de César en Asia llegó muy pronto a oídos de los ciudadanos de Roma. En la política romana, acusar a alguien de mantener relaciones homosexuales pasivas era una estrategia común, pues la homosexualidad pasiva, a diferencia de la activa, era considerada una práctica vergonzosa. Sus enemigos políticos proclamaron que se había prostituido con un rey bárbaro y le apodaron «la reina de Bitinia», causando así un gran daño a su reputación. Sin embargo, César siempre desmintió este hecho. El resto de la campaña le valió una mejor reputación, porque mostró una gran capacidad de mando y un arrojo y valor personal encomiables, por los que Minucio Termo, tras la toma de Mitilene, le concedería la corona cívica, la condecoración al valor más alta que se otorgaba en la República Romana.
Después de la muerte de Sila en el 78 a. C., César regresó a Roma e inició una carrera como abogado en el Foro romano, con la que se dio a conocer por su cuidada oratoria. Su primer caso fue dirigido contra Cneo Cornelio Dolabela, un protegido de Sila que en el año 81 a. C. había sido elegido cónsul y después, al año siguiente, procónsul en Macedonia, y donde al parecer había malversado los fondos del Estado. Dolabela, al enterarse del proceso en su contra, contrató para su defensa a uno de los más ilustres abogados de la época, Quinto Hortensio (llamado «El Bailarín» por su manera de moverse en los estrados), y al eminente Lucio Aurelio Cota —el propio tío de César, pero esto era normal—. A pesar de estos formidables enemigos, César mostró su calidad de orador, que, aunque no le sirvió para ganar la causa, sí le procuró la fama que buscaba.
Al año siguiente unas ciudades griegas que habían sido saqueadas por Cayo Antonio Híbrida durante la campaña de Sila en Grecia, le confiaron la defensa de su causa. César habló ante el pretor Marco Terencio Varrón Lúculo con mucha elocuencia y ganó el juicio, pero Híbrida apeló a los tribunos de la plebe, quienes ejercieron su derecho al veto, y dejaron en suspenso la sentencia dictada en su contra. En el año 73 a. C. la muerte de su tío le abrió las puertas para ser elegido pontifex en su lugar y entró de esa manera en el Colegio de Pontífices, un organismo religioso de gran calado en la vida piadosa de Roma.
A pesar de este éxito, César decidió viajar a Rodas para ampliar su formación estudiando filosofía y retórica con el gramático Apolonio Molón, que era considerado el mejor de la época. Sin embargo, durante el viaje, su barco fue asaltado a la altura de la isla Farmacusa por los piratas, que lo secuestraron. Cuando exigieron un rescate de veinte talentos de oro (un talento equivalía a veintiséis kilos aproximadamente), César se rio y los desafió a pedir cincuenta. En su cautiverio se dedicó a componer algunos discursos, teniendo por oyentes a los piratas, a quienes trataba de ignorantes y bárbaros cuando no aplaudían. Treinta y ocho días después, el rescate llegó y César fue liberado después de un cautiverio bastante cómodo, durante el cual, a pesar de tratar a sus secuestradores con amabilidad, les avisó en varias ocasiones de su negro futuro. Así, una vez recuperada su libertad, organizó una fuerza naval que partió del puerto de Mileto, capturó a los piratas en su refugio y los llevó a la prisión en Pérgamo. Una vez capturados fue en busca de Junio, gobernante de Asia, porque le competía a este castigar a los apresados. Junio se interesó más en el botín y dejó a los bandidos a juicio de César, quien los mandó crucificar, tal como les había prometido, aunque en un gesto de «compasión» ordenó que primero los degollaran.
En 69 a. C., Cornelia falleció mientras daba a luz a un niño que nació muerto y poco después César perdió a su tía Julia, viuda de Mario, a quien se había sentido muy unido. En contra de las costumbres de la época, César insistió en organizar sendos funerales públicos. Ambos funerales sirvieron también para desafiar las leyes de Sila, pues en el sepelio de Julia se exhibieron las imágenes de Gayo Mario y del hijo que había tenido con ella y que también había luchado contra Sila: su difunto primo, Gayo Mario el Joven; y en el sepelio de Cornelia, la imagen de su padre Lucio Cornelio Cinna. Todos ellos habían sido proscritos y las leyes del dictador prohibían mostrar sus imágenes en público, pero César no vaciló en quebrar las reglas. Este desafío fue muy apreciado por los plebeyos y los que formaban la facción de los populares, y, en la misma medida, repudiado por los optimates.

## Ascenso político
César fue elegido cuestor por los Comicios en el 69 a. C., con treinta años de edad, como estipulaba el cursus honorum romano. En el sorteo subsiguiente, le correspondió un cargo en la provincia romana de Hispania Ulterior, situada en lo que es hoy día Portugal y el sur de España. Según cuenta una leyenda local, en el Templo de Hércules Gaditano (Herakleión) de la ciudad de Gades, situado en lo que actualmente es el Islote de Sancti Petri, Julio César tuvo un sueño que le predecía el dominio del mundo después de haber llorado ante el busto de Alejandro Magno por haber cumplido su edad sin haber alcanzado un éxito importante. Allí, como cuestor, conoció a Lucio Cornelio Balbo el Mayor, el cual posteriormente se convirtió en consejero y amigo del futuro dictador y propretor de la Hispania Ulterior en el año 61 a. C. Gades proporcionó un gran apoyo a la flota romana en su campaña de Lusitania, donde Balbo ya era praefectus fabrum, esto es, una especie de jefe de ingenieros, perteneciente a la plana mayor de las legiones.

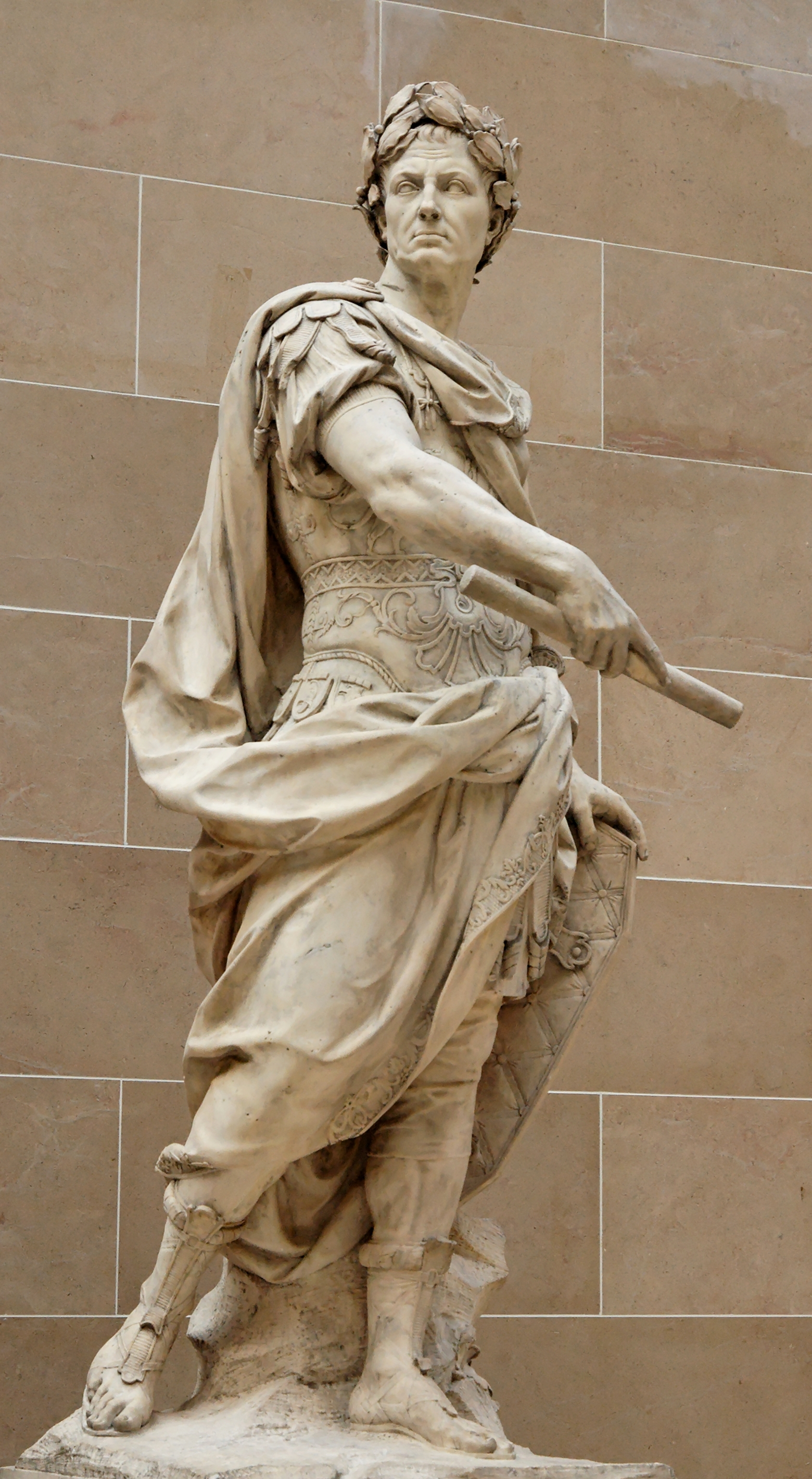
Julio César. Obra de Nicolas Coustou.

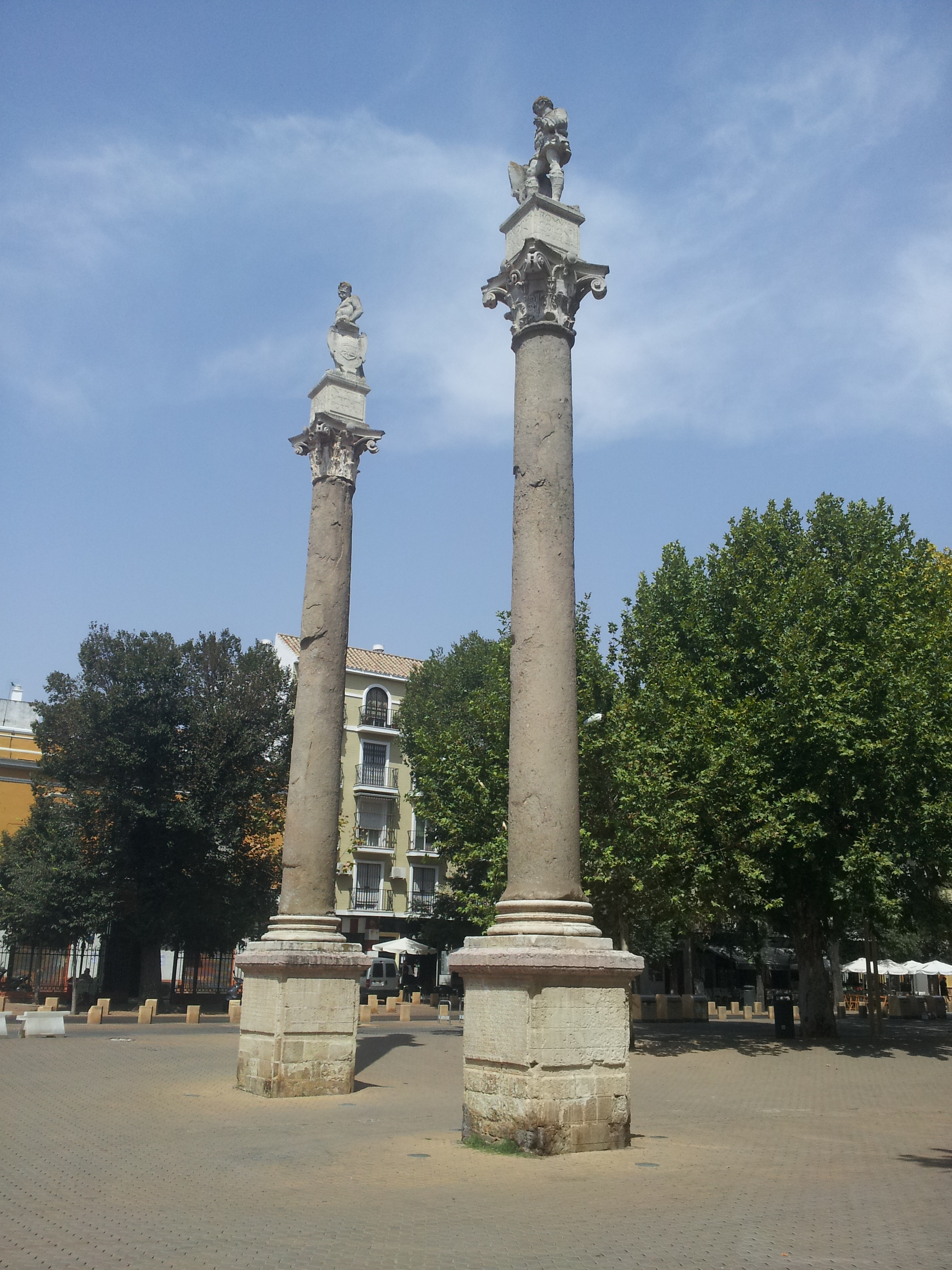
Columnas de un templo romano con las estatuas de Hércules y Julio César. Alameda de Hércules. Sevilla (la antigua Híspalis). Julio César llamó a la ciudad Iulia (por su nombre) Rómula (por Roma) Híspalis y, en el año 45 a. C., le dio el estatuto de colonia. También se le ha considerado el constructor de sus murallas.

De vuelta en Roma, César prosiguió su carrera como abogado hasta ser elegido edil curul en el año 65 a. C., el primer cargo del cursus honorum que se ejercía dentro de Roma. Las funciones de un edil pueden ser equiparadas, en cierto modo, a las de un moderno presidente de una junta municipal, e incluían la regulación de las construcciones, del tránsito, del comercio y otros aspectos de la vida diaria, entre otras las funciones de jefe de policía. Pero el cargo, el primer peldaño público para llegar a la magistratura suprema del consulado, podía ser también el último que se desempeñara, pues incluía la organización de los juegos en el Circo Máximo, lo que, debido a lo limitado del presupuesto público, exigía al edil la utilización de fondos personales. Esto fue especialmente verdad en el caso de César, que pretendía realizar unos juegos memorables para impulsar su carrera política. Y, de hecho, empleó todo su ingenio para conseguirlo, llegando a desviar el curso del Tíber e inundar el Circo para ofrecer una naumaquia (un combate entre barcos). Acabó el año con deudas del orden de varios cientos de talentos de oro.
Sin embargo, su éxito como edil fue una ayuda importante para que, después de la muerte de Quinto Cecilio Metelo Pío en el año 63 a. C., César fuera elegido Pontifex Maximus dignidad que dotaba al electo de enorme auctoritas y dignitas. El día de su elección había sospechas de un atentado contra él, lo que obligó a Julio César a decir a su madre: 

Madre, hoy verás a tu hijo muerto en el Foro o vistiendo la toga del sumo pontífice.
Suetonio

 El cargo implicaba una casa nueva en el Foro, la Domus Publica, la presidencia del Colegio de Pontífices y una cierta preeminencia en la vida religiosa de Roma, así como la asunción de los deberes y derechos del paterfamilias sobre las Vírgenes Vestales.
Su estreno como Pontifex Maximus fue marcado por un escándalo. Después de la muerte de Cornelia, César se había casado con Pompeya (hija de Cornelia Sila y Quinto Pompeyo Rufo), nieta de Sila. Como esposa del Pontifex Maximus y una de las mujeres más importantes de Roma, Pompeya era responsable de la organización de los ritos de la Bona Dea en diciembre, una liturgia exclusivamente femenina, donde los hombres no podían participar. Pero durante las celebraciones del año 62 a. C., Publio Clodio Pulcro (un joven líder demagogo, considerado como peligroso) consiguió entrar en la casa disfrazado de mujer, al parecer movido por el lascivo propósito de yacer con Pompeya. En respuesta a este sacrilegio, del cual ella probablemente no era culpable, Pompeya recibió una orden de divorcio. César declaró en público que él no la consideraba responsable, pero justificó su acción con la célebre máxima: 

La mujer de César no solo debe ser honrada; además debe parecerlo.
Plutarco

 Clodio fue perdonado por voluntad del pueblo, ya que nada había sido probado y el propio César no quiso declarar contra él.
En las elecciones para el 63 a. C., Marco Tulio Cicerón salió elegido cónsul senior. Fue un año particularmente difícil no solo para César, sino también para Roma. Durante su consulado, Cicerón reveló una conspiración para destituir a los magistrados electos y reducir la funcionalidad del Senado, complot liderado por Lucio Sergio Catilina, un patricio frustrado por su falta de éxito político. Si bien no se celebró juicio contra ellos, en el sentido estricto del término, lo cierto es que casi todos los acusados en la conspiración, y desde luego Catilina, estuvieron presentes en las sesiones del Senado en las que se les «juzgó». En la tercera reunión, Cicerón descargó su responsabilidad sobre la curia haciendo que los senadores debatieran la pena a la que habría de condenarse a los conjurados. El resultado fue una sentencia de muerte para cinco prominentes romanos aliados de Catilina y para el propio Catilina. Todos estos extremos quedaron para la posteridad en las famosas Catilinarias escritas por el propio Cicerón.
César se opuso a la pena de muerte usando para esos fines su mejor oratoria, pero fue vencido por la insistencia de Marco Porcio Catón el Joven y los cinco hombres fueron ejecutados ese mismo día. Fue también en esta dramática reunión del Senado en la que el romance de César con Servilia, hermana de Marco Porcio Catón, salió a la luz. Los opositores políticos de César lo acusaron de formar parte de la conspiración de Lucio Sergio Catilina, lo que nunca fue probado ni perjudicó su carrera.
César fue elegido pretor urbano para el 62 a. C., el puesto de pretor más distinguido, ya que era el que se ocupaba de los asuntos entre ciudadanos romanos. Apoyó al tribuno de la plebe Quinto Cecilio Metelo Nepote cuando este presentó algunas leyes en favor de Pompeyo. Sin embargo, dichas leyes fueron vetadas por Catón y se produjeron luchas callejeras entre ambos bandos. Después de su complicado año como pretor, César fue nombrado propretor de Hispania Ulterior.

## El primer triunvirato
El gobierno de César en la provincia de Hispania no se encuentra bien documentado; se sabe que lideró una pequeña y rápida guerra en el norte de Lusitania que quizá le proporcionara algo de botín para saldar parte de las deudas generadas en su gestión como edil, y ganarse un buen crédito como líder castrense. Sin duda, el éxito militar fue importante, ya que el Senado le concedió un triunfo.
César abandonó su provincia antes incluso de la llegada de su sustituto y marchó a Roma con celeridad. Al llegar al Campo de Marte tuvo que detenerse a la entrada de la ciudad, —pues aún ostentaba el imperium— hasta haber celebrado el triunfo. Ante la imposibilidad de entrar en Roma, se instaló en la Villa Pública y se apresuró en presentar su candidatura al consulado por persona interpuesta o bien mediante una misiva al senado, pues no hay constancia de que este se reuniera extra-pomerium, es decir «fuera del pomerio», para escuchar la petición. Tras demorarse un día, parecía que el Senado no tendría problemas en validarla.

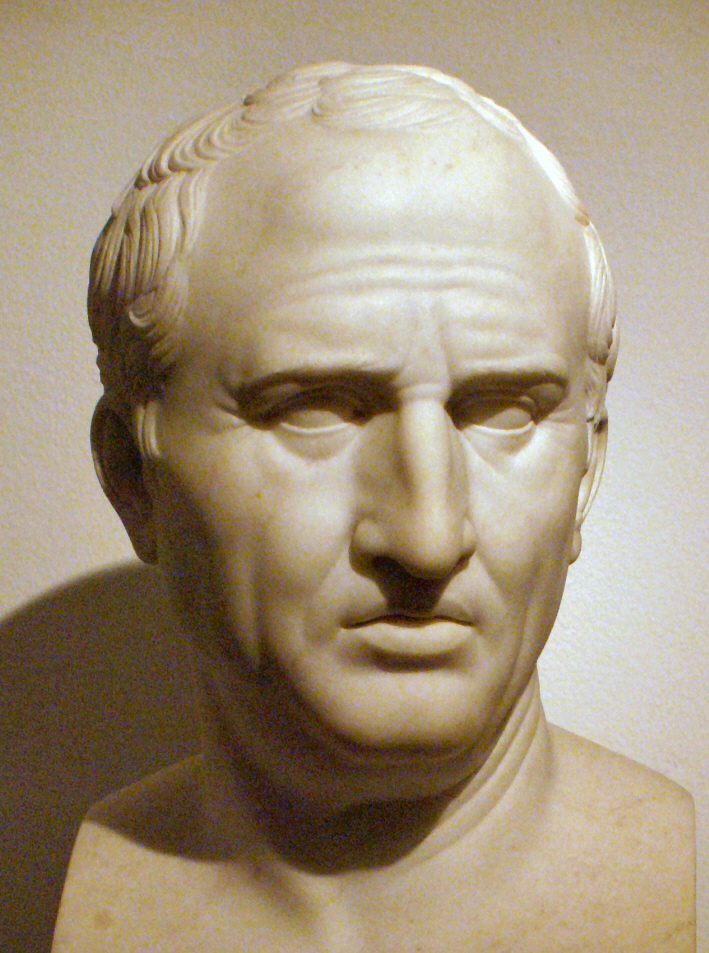
«Cedant arma togae («Cedan las armas a la toga»). Marco Tulio Cicerón no dejó que nadie olvidara nunca su afirmación de que en el 63 a. C., con la derrota de la conspiración de Catilina, él había salvado la República.

Catón, portavoz de la facción optimate más conservadora, era reacio a que un político popular obtuviese el consulado y más aún si este político era César, a quien detestaba, y sabiendo que se debía votar antes de la puesta del Sol, siguió hablando hasta bien entrada la noche, por lo que no se pudo aprobar la moción anterior. Ante ello, César decidió prescindir de los laureles de su triunfo y presentarse personalmente como candidato.
Tras no haber podido neutralizar la entrada de César en las elecciones, los optimates se movieron rápidamente para encontrar un candidato que equilibrase la balanza, y que perteneciera a la esfera de las ideas conservadoras, con el fin de contrarrestar las medidas que César pudiese tomar. Pompeyo mientras tanto había empezado a repartir dinero entre su clientela y votantes, gastando cuanto fuese necesario para comprar los dos consulados. Mientras, Catón eligió como candidato a su yerno Marco Calpurnio Bíbulo, quien para los optimates interpretaba el papel de salvador de la República. En las elecciones del año 59 a. C. César fue primero con diferencia y Bíbulo quedó en segundo puesto.
Todo parecía transcurrir con naturalidad para los conservadores, que, tras bloquear políticamente a Pompeyo, y ante la perspectiva para ellos inaceptable de permitir que un hombre como César, tan sediento de gloria y con dotes militares, fuese gobernador de una provincia, iniciaron maniobras para evitarlo. Catón planteó al Senado que una vez acabado el mandato de los cónsules, y estando Italia plagada de forajidos y bandidos tan solo diez años después de la rebelión de Espartaco, sería en bien de la República encargar a los cónsules que acabaran con ellos en una misión de un año de duración. El Senado acogió favorablemente la idea, que se convirtió en ley. La voluntad de Catón se cumplió perfectamente y parecía que César terminaría su consulado como policía, entre aldeanos y pastores italianos.
Fue una decisión arriesgada, no obstante, pero al tomarla el Senado se aseguraba de que si César no la aceptaba tendría que recurrir a la fuerza para revocarla y sería declarado un criminal, un segundo Catilina. La estrategia de Catón consistió siempre en identificarse con la tradición y arrinconar a sus enemigos contra ella hasta obligarlos a tomar el papel de revolucionarios. En el Senado los aliados de los optimates liderados por Catón mantenían una mayoría sólida, contando con Craso y su poderoso bloque, pues todo el mundo esperaba que este se opusiese a cualquier medida de Pompeyo.
En la primera reunión del Senado durante el consulado de César, este trató de ofrecer un generoso acuerdo para recompensar a los veteranos de Pompeyo. Catón no estaba dispuesto a que se aprobara y empezó a utilizar su táctica favorita: habló y habló hasta que César le impidió seguir, indicándoles con un gesto de la cabeza a sus lictores que se lo llevaran. Al verlo, algunos senadores comenzaron a abandonar sus puestos; al ser interrogados por César para conocer por qué se marchaban, uno de ellos le contestó que «prefiero estar en la cárcel con Catón, que en el Senado contigo».
Ante ello, se vio obligado a rectificar, pero su retirada fue puramente estratégica: llevó la campaña de su ley agraria directamente ante los Comicios. Roma empezó a llenarse de veteranos de Pompeyo, lo que alarmó a los conservadores. Sin embargo, César podía hacer que fuera aprobada por el pueblo la propuesta con fuerza de ley, pero ir contra la voluntad del Senado era una táctica poco ortodoxa, que arruinaría su crédito entre sus colegas y su carrera habría terminado. La estrategia de César se desveló en la recta final de la votación: no sorprendió a nadie que la primera persona en hablar en favor de sus veteranos fuese Pompeyo; pero la identidad de la segunda persona que apoyó la moción fue sorpresiva: Marco Licinio Craso. Los optimates, desbordados, vieron cómo caían todas sus esperanzas. Juntos los tres hombres, podrían repartirse la República como gustasen. Los historiadores designan esta unión como el primer triunvirato, o el gobierno de los tres hombres. Para confirmar la alianza, Pompeyo se casó con Julia, la única hija de César, y a pesar de la diferencia de edades y de ambiente social, el matrimonio fue un éxito.
Las razones por las que estas tres personalidades de la vida pública romana decidieron unirse no deben buscarse más que en los intereses de cada uno. Pompeyo necesitaba a César para que se aprobaran las leyes agrarias que dotaran de tierras a sus veteranos; Craso quería un mando proconsular que le proporcionara verdadera gloria, que no había conseguido en su represión de la revuelta de Espartaco y César necesitaba del prestigio de Pompeyo y de los fondos de Craso para poder conseguir la provincia que ansiaba. Desde luego, no debe pensarse que el acercamiento de estos tres grandes personajes de la República fuera súbito, por más que constituyera una sorpresa para sus coetáneos, fue una maniobra política de cuya existencia se dieron cuenta más bien gradualmente.
Marco Bíbulo y los conservadores que lo apoyaban iniciaron una estrategia en la retaguardia: empezaron a usar el veto para oponerse a las propuestas de César; pero César no estaba dispuesto a que no le dejaran legislar, y llevó sus proyectos directamente ante los Comicios, donde se aprobaban, entre otras cosas, por el decidido apoyo físico de los veteranos de Pompeyo. Sin embargo, cuando en un altercado algunos elementos del populus arrojaron una cesta de estiércol a la cabeza de Bíbulo, este optó por retirarse de toda la vida política, aunque sin renunciar a su magistratura, con el pretexto de dedicarse a la observación de los cielos en busca de presagios. Esta decisión, aparentemente de espíritu religioso, estaba destinada a impedir a César aprobar leyes durante su consulado, pero César ignoró sistemáticamente los augurios desfavorables que publicaba diariamente Bíbulo y se apoyó para la toma de decisiones en los tribunos de la plebe y en los Comicios.
Como es sabido, los romanos denominaban los años por el nombre de los dos cónsules que regían dicho período. El año 59 a. C., tras la nula participación de Bíbulo, fue llamado por los propios romanos (con sentido del humor) el «año de Julio y César».

## La guerra de las Galias

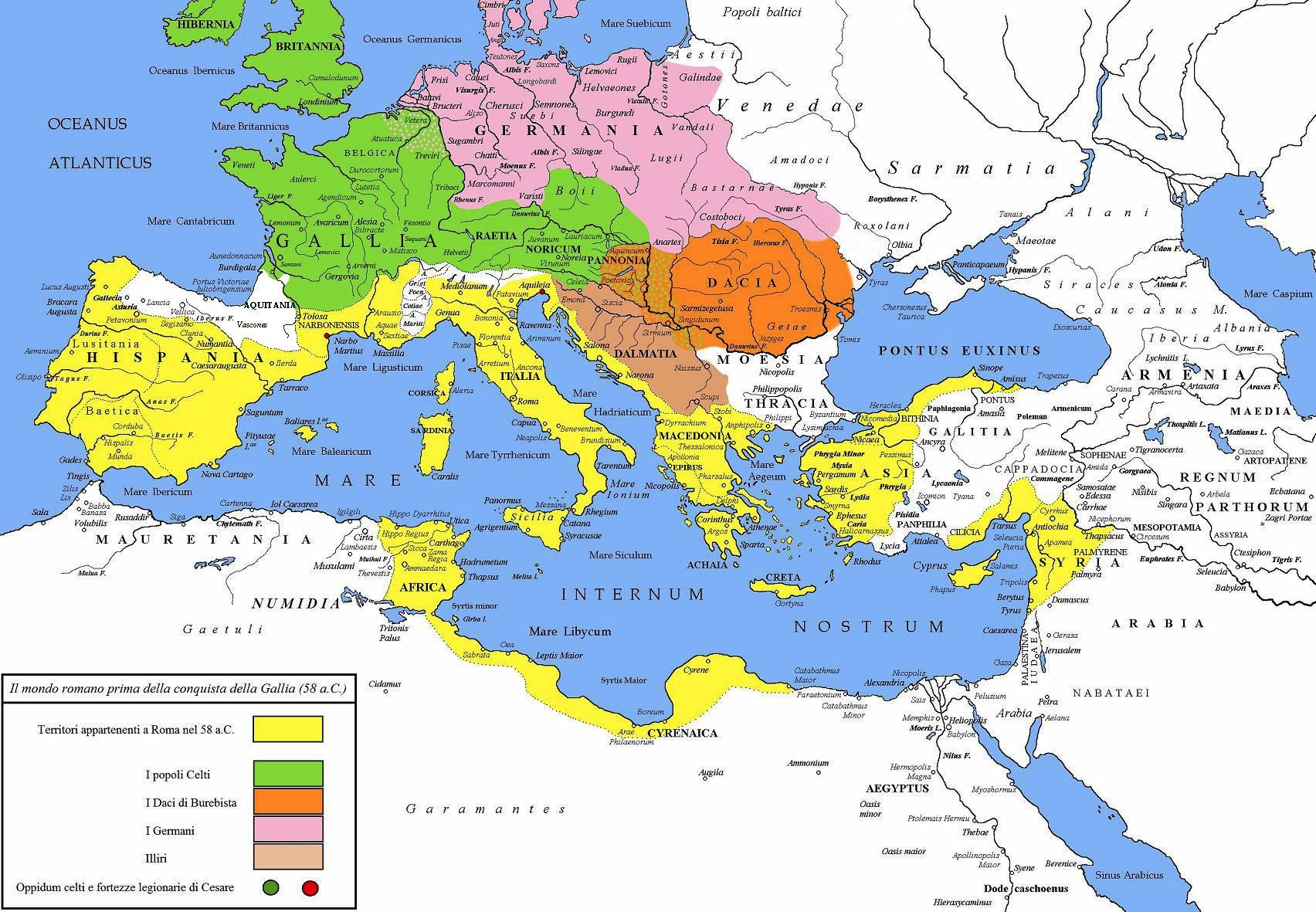
El mundo romano antes de la guerra de las Galias.

Tras su año consular, César recibió poderes proconsulares para gobernar las provincias de la Galia Transalpina (actualmente el sur de Francia) e Iliria (la costa de Dalmacia) durante cinco años, gracias al apoyo de los otros dos miembros del triunvirato, que cumplieron con la palabra dada. A estas dos provincias se añadió la Galia Cisalpina tras la muerte inesperada de su gobernador, Quinto Cecilio Metelo Céler. Eran unas provincias muy buenas para alguien que, como César, y siguiendo la típica mentalidad del procónsul romano, no tenía intenciones de gobernar pacíficamente, pues estaba necesitado de bienes para pagar las fabulosas sumas que adeudaba.
La oportunidad se le presentó mediante una teórica amenaza de los helvecios, que pensaban emigrar al oeste de las Galias. Decidido a impedirlo y con la excusa política de que se acercarían demasiado a la provincia de la Galia Cisalpina —los helvecios querían instalarse en pago Santón, al norte de la Aquitania— reclutó tropas e inició las operaciones bélicas que, a la postre, darían lugar a lo que más tarde se denominó guerra de las Galias (58-49 a. C.), en la que conquistó la llamada Galia Comata o Galia melenuda (actualmente Francia, Países Bajos, Suiza y partes de Bélgica y Alemania), en varias campañas. César hizo una demostración de fuerza construyendo por dos veces un puente sobre el Rin e invadiendo en dos ocasiones Germania sin intención de conquistarla, e hizo otro alarde de fortaleza cruzando el canal de la Mancha también por dos veces hacia las islas británicas, si bien es cierto que estas dos incursiones tenían un sentido más estratégico que colonial.
Entre sus legados (comandantes de legión) se contaban Lucio Julio César, Marco Antonio, Marco Licinio Craso, hijo de su compañero de triunvirato, Tito Labieno, cliente de Pompeyo, y Quinto Tulio Cicerón, el hermano más joven de Marco Tulio Cicerón, todos hombres que habrían de ser personajes importantes en los años siguientes.
En materia de tácticas, Julio César usó con gran resultado lo que se conoció como celeritas caesaris, o «rapidez cesariana» (que puede compararse, salvando las distancias, a la denominada guerra relámpago del siglo XX), aparte de su genio militar tanto en batallas campales como en asedio de ciudades. Además, supo conjugar sabiamente la fuerza, la diplomacia y el manejo de las rencillas internas de las tribus galas, para separarlas y vencerlas.

Vercingétorix depone las armas a los pies de César. Cuadro de Lionel Royer, c. 1899.

César derrotó a pueblos como los helvecios en 58 a. C., a la confederación belga y a los nervios en 57 a. C. y a los vénetos en 56 a. C. Finalmente, en 52 a. C., César venció a una confederación de tribus galas lideradas por Vercingétorix en la batalla de Alesia. Sus crónicas personales de la campaña están registradas en sus Comentarios a la guerra de las Galias (De bello Gallico).
De acuerdo con Plutarco, la guerra se cerró con un balance de ochocientas ciudades tomadas, trescientas tribus sometidas, un millón de galos reducidos a la esclavitud y otros tres millones muertos en los campos de batalla. Plinio el Viejo habla de más de un millón de muertos y más o menos los mismos prisioneros y Veleyo Patérculo dice que murieron cuatrocientos mil galos y muchos más fueron tomados prisioneros, aunque las cifras de los antiguos historiadores deben tomarse con mucha precaución, incluidas las del propio Julio César.
Utilizó en varias ocasiones la táctica de sorprender al enemigo apareciendo ante él como por ensalmo y, a despecho de los días de marcha, hacía que sus soldados se enfrentasen directamente con el adversario, pese a que este consideraba que el cansancio invalidaría el empuje de sus legiones. Fue igualmente brillante en los asedios de ciudades, llegando al culmen en el sitio de Alesia, en donde ordenó construir una doble línea de fortificaciones de varios kilómetros de extensión, para blindarse frente a los casi trescientos mil galos que intentaban ayudar a los ochenta mil soldados de Vercingetórix asediados, a los que César tenía acosados dentro de la plaza fuerte. César, con menos de cincuenta mil efectivos correspondientes a diez legiones nunca completas tras ocho años de guerras en las Galias, venció a unos y a otros en la misma batalla en la que se decidió el destino de los galos.

## Crisis política

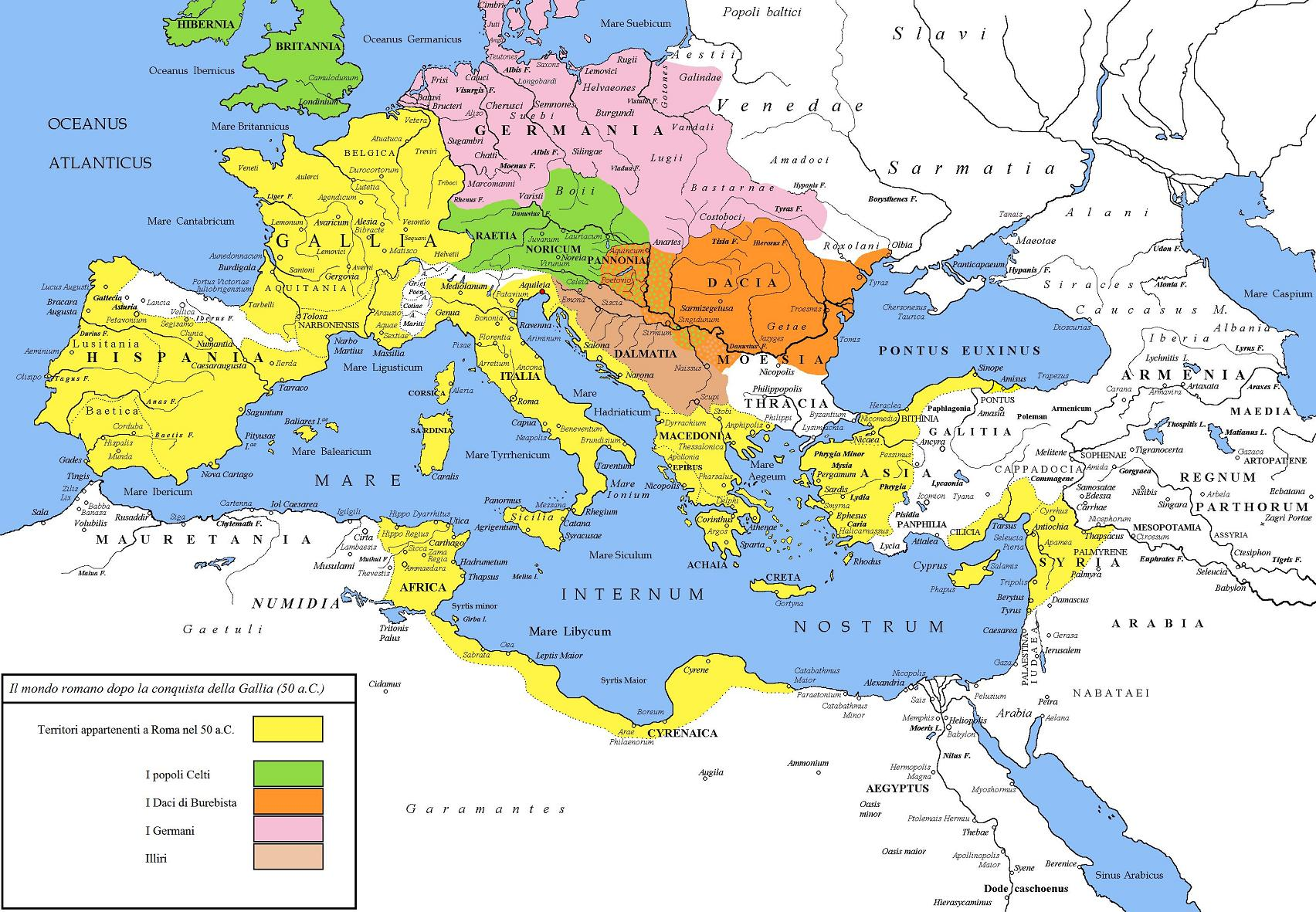
El Mundo Romano tras las conquistas de César.

Pero a pesar de sus éxitos y de los beneficios que la conquista de Galia llevó a Roma, César continuaba siendo impopular entre sus pares, en particular entre los conservadores que temían su ambición.
En el 56 a. C., el triunvirato se tambaleaba, pues Pompeyo no se fiaba de Craso y creía que era el que mantenía en la sombra a Clodio y sus secuaces, que estaban sembrando la violencia en Roma. Ante esta situación, que amenazaba su proconsulado, César convocó a una reunión a sus dos aliados en la ciudad de Lucca, pues él no podía ir a Roma sin renunciar a su imperium. Al parecer, a dicho encuentro no solo asistieron ellos, sino unos doscientos senadores (las dos terceras partes del Senado); en este concilio se acordó que tanto Pompeyo como Craso se presentaran al consulado al año siguiente y que, una vez cónsules, promulgarían una ley por la que el proconsulado de César se alargaría cinco años más. Este pacto se conoce en la Historia como el «Convenio de Lucca». Al año siguiente, como era de prever, sus aliados Cneo Pompeyo Magno y Marco Licinio Craso fueron elegidos cónsules y honraron el acuerdo establecido con César.
Sin embargo, en 54 a. C., Julia murió durante un parto, dejando al padre y marido muy apenados. Marco Licinio Craso, por su parte, murió en el 53 a. C. en la batalla de Carrhae, frente a los partos, durante la desastrosa campaña de Persia, condenada al fracaso desde el inicio por una pésima planificación. Todavía en la Galia, César trató de asegurarse la alianza con Cneo Pompeyo Magno proponiéndole matrimonio con una de sus sobrinas, pero este prefirió casarse de nuevo con Cornelia, hija de Quinto Cecilio Metelo Escipión, perteneciente a la facción optimate.
El desastre de la batalla de Carrhae en la que Craso murió con sus legiones al enfrentarse a los partos y la muerte de Julia acabó por romper el triunvirato. Días después, tras la victoria de César en Alesia, Celio, como tribuno, lanzó una propuesta de ley adicional: César sería dispensado de la obligación de acudir a Roma para presentar su candidatura al consulado. Esta medida suponía que los opositores y enemigos de César que pretendían procesarle por los supuestos crímenes de su primer consulado perderían toda posibilidad de juzgarle, puesto que César en ningún momento dejaría de desempeñar una magistratura. Mientras fuese procónsul, César tendría inmunidad judicial, pero si se veía obligado a entrar en Roma para presentarse al consulado perdería su cargo y, durante un tiempo, podría ser atacado con toda una batería de demandas de sus enemigos.
El poder de César era visto por muchos senadores conservadores como una amenaza. Si César regresaba a Roma como cónsul, no tendría problemas para hacer que se aprobaran leyes que concediesen tierras a sus veteranos, y con él una reserva de tropas que superase o rivalizase con las de Pompeyo. Catón y los enemigos de César se opusieron frontalmente, con lo que el Senado se vio envuelto en largas discusiones sobre el número de legiones que debería de tener bajo su mando y sobre quién debería ser el futuro gobernador de la Galia Cisalpina e Iliria.

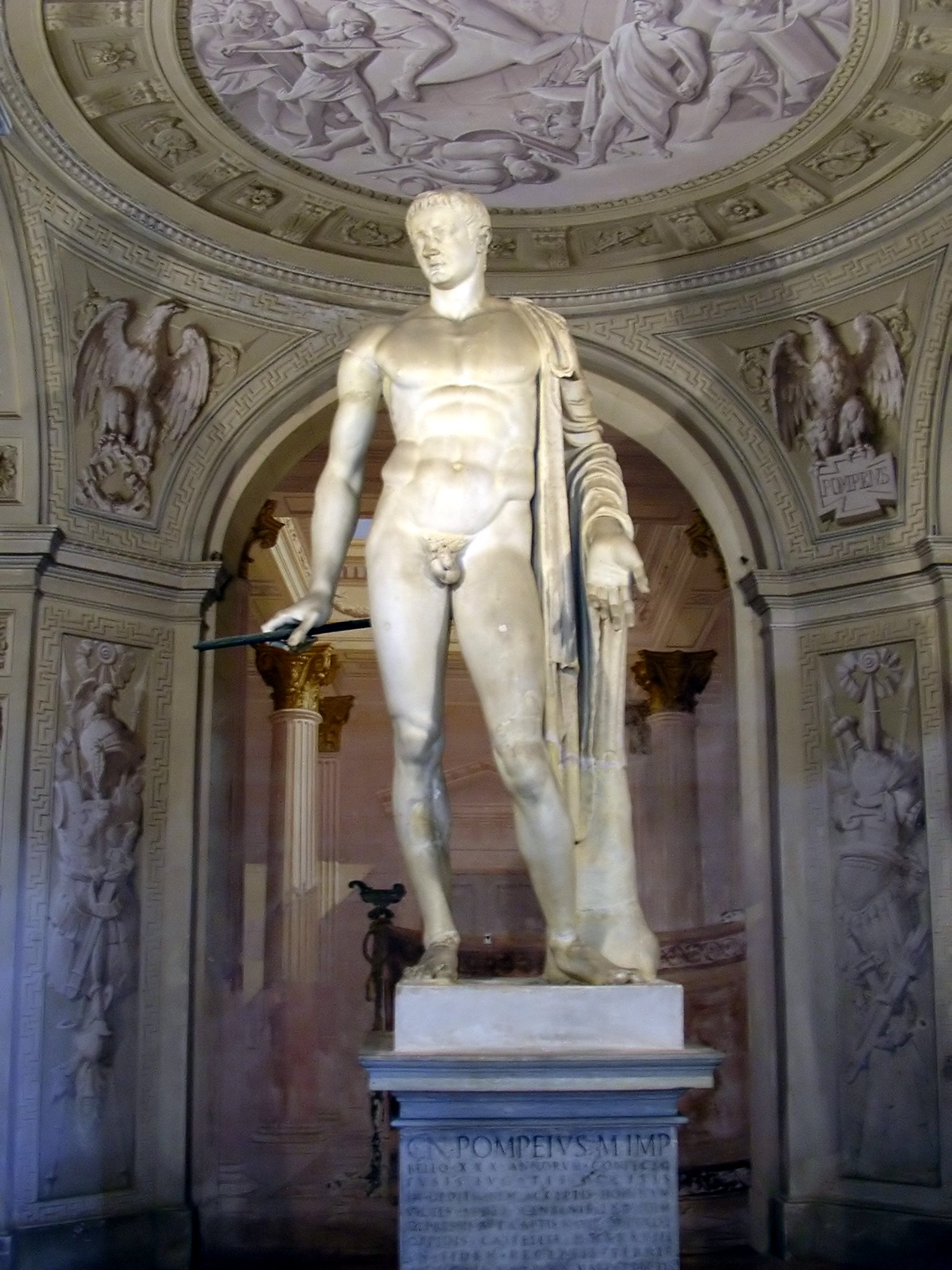
Estatua de Cneo Pompeyo Magno en la Villa Arconati, Italia.

Pompeyo finalmente se decantó por favorecer a los tradicionalistas y emitió un veredicto claro: César debía abandonar su mando la primavera siguiente, cuando faltaban todavía meses para las elecciones al consulado, tiempo más que suficiente para juzgarle. Sin embargo, en las siguientes elecciones para tribuno de la plebe fue elegido Curión, que se reveló como cesariano, y vetó todos los intentos de apartar a César de su mando en las Galias. Jurídicamente, todos los intentos consulares de apartar a César de sus tropas se veían anulados por la tribunicia potestas.
A finales del mismo año, César acampó en Rávena con la XIII legión. Pompeyo tomó el mando de dos legiones en Capua y empezó a reclutar levas ilegalmente, un acto que, como era predecible, aprovecharon los cesarianos en su favor. César fue informado de las acciones de Pompeyo personalmente por Curión, que en esos momentos ya había finalizado su mandato. Mientras tanto, su puesto de tribuno fue ocupado por Marco Antonio, que lo desempeñó hasta diciembre.
Pero cuando el Senado le contestó definitivamente impidiéndole concurrir al consulado y poniéndole en la disyuntiva de licenciar a sus legiones o ser declarado enemigo público, comprendió que, escogiera la alternativa que escogiera, se entregaba inerme en manos de sus enemigos políticos. El 1 de enero de 49 a. C., Marco Antonio leyó una carta de César en el Senado, en la cual el procónsul se declaraba amigo de la paz. Tras una larga lista de sus muchas gestas, propuso que tanto él como Pompeyo renunciaran al mismo tiempo a sus mandos. El Senado ocultó este mensaje a la opinión pública.
Metelo Escipión dictó una fecha para la cual César debería haber abandonado el mando de sus legiones o considerarse enemigo de la República. La moción se sometió inmediatamente a votación. Solo dos senadores se opusieron, Cayo Escribonio Curión y Marco Celio Rufo. Marco Antonio, como tribuno, vetó la propuesta para impedir que se convirtiera en ley. Tras el veto de Marco Antonio a la moción que obligaba a César a abandonar su cargo de gobernador de las Galias, Pompeyo notificó no poder garantizar la seguridad de los tribunos. Antonio, Celio y Curión se vieron forzados a abandonar Roma disfrazados como esclavos, acosados por las bandas callejeras.
El 7 de enero, el Senado proclamó el estado de emergencia y concedió a Pompeyo poderes excepcionales, nombrándole cónsul sine collega. Catón y Marcelo instaron al Senado a que pronunciara la famosa frase:

Caveant consules ne quid detrimenti res publica capiat
Cuiden los cónsules que la república no sufra daño alguno.

que equivalía a dictar la ley marcial, e instaron a Pompeyo a trasladar inmediatamente sus tropas a Roma. La crisis había llegado a su punto álgido.

## Guerra civil
En vista del cariz que tomaban los acontecimientos, César arengó a una de sus legiones, la decimotercera, y les explicó a sus componentes la situación preguntándoles si estaban dispuestos a enfrentarse con Roma en una guerra donde serían calificados de traidores en caso de perderla. Los legionarios respondieron a la arenga de su general con la decisión de acompañarlo.

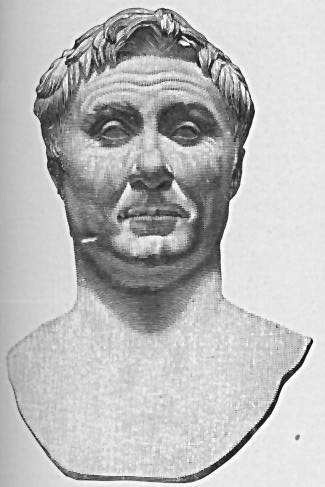
Cneo Pompeyo Magno.

Entre el 7 y el 14 de enero de 49 a. C. —muy probablemente el 10 de enero—, César recibió la noticia de la concesión de los poderes excepcionales a Pompeyo, e inmediatamente ordenó que un pequeño contingente de tropas cruzara la frontera hacia el sur y tomara la ciudad más cercana. Al anochecer, junto con la Legio XIII Gemina, César avanzó hasta el Rubicón, la frontera entre la provincia de la Galia Cisalpina e Italia y, tras un momento de duda, dio a sus legionarios la orden de avanzar. Algunas fuentes han sugerido que fue entonces cuando pronunció el famoso: Alea iacta est (La suerte está echada).

Las circunstancias históricas reales del cruce son desconocidas. No se puede descartar que César pasara el Rubicón antes del día 7 de enero y que los tribunos de la plebe lo encontrasen en Rímini, debido a que para César era importante demostrar que no fue él quien inició la guerra civil. Por eso la tradición, que le ha sido favorable, presenta los hechos como si el cruce del confín hubiera sucedido después del 7 de enero.
Kovaliov, S. I. , Historia de Roma (pág. 506, nota 201)

Cuando los optimates conocieron la noticia, abandonaron la ciudad declarando enemigo de Roma a todo aquel que se quedase en ella. Luego, marcharon hacia el sur, sin saber que César estaba acompañado solo por su decimotercera legión. César persiguió a Pompeyo hasta el puerto de Brundisium en el sur de Italia, con alguna esperanza de poder rehacer su alianza, pero este se replegó hacia Grecia con sus seguidores. Entonces, hubo de tomar una decisión: o perseguía a Pompeyo hasta Grecia, dejando sus espaldas desguarnecidas y expuestas a un ataque por parte de las legiones pompeyanas establecidas en Hispania o, dejando organizarse a Pompeyo en Grecia, se dirigía a Hispania para asegurar su retaguardia.
Tras ponderar la situación, César se dirigió a Hispania en una marcha forzada de apenas 27 días, para derrotar a los seguidores de Pompeyo en esa poderosa provincia. Allí había establecidas varias legiones al mando de legados pro-pompeyanos, a lo que había que añadir que la generalidad de las poblaciones autóctonas habían jurado fidelidad al propio Pompeyo (que seguía siendo Procónsul de esa provincia). Tras varias escaramuzas y batallas, César se midió contra sus enemigos en la batalla de Ilerda, cerca de la actual Lérida, donde los derrotó definitivamente.
Solo cuando consideró segura la retaguardia, y después de organizar las instituciones políticas en Roma, que había caído en la anarquía, César se dirigió a Grecia. El 10 de julio de 48 a. C., César fue derrotado en la batalla de Dirraquium. Sin embargo, Pompeyo no supo o no pudo aprovechar esta victoria para acabar con César, y este consiguió huir con su ejército casi intacto para luchar en otro momento. El encuentro final se dio poco después, el 9 de agosto, en la batalla de Farsalia. César obtuvo una victoria aplastante, gracias a un ardid táctico. Sin embargo, sus enemigos políticos consiguieron huir: Cneo Pompeyo Magno partió hacia Rodas y de ahí a Egipto; Quinto Cecilio Metelo Escipión y Marco Porcio Catón marcharon hacia el norte de África.
De regreso a Roma, fue nombrado dictador, con Marco Antonio como Magister equitum, y fue, junto a Publio Servilio Vatia Isáurico como colega júnior, electo cónsul por segunda vez.

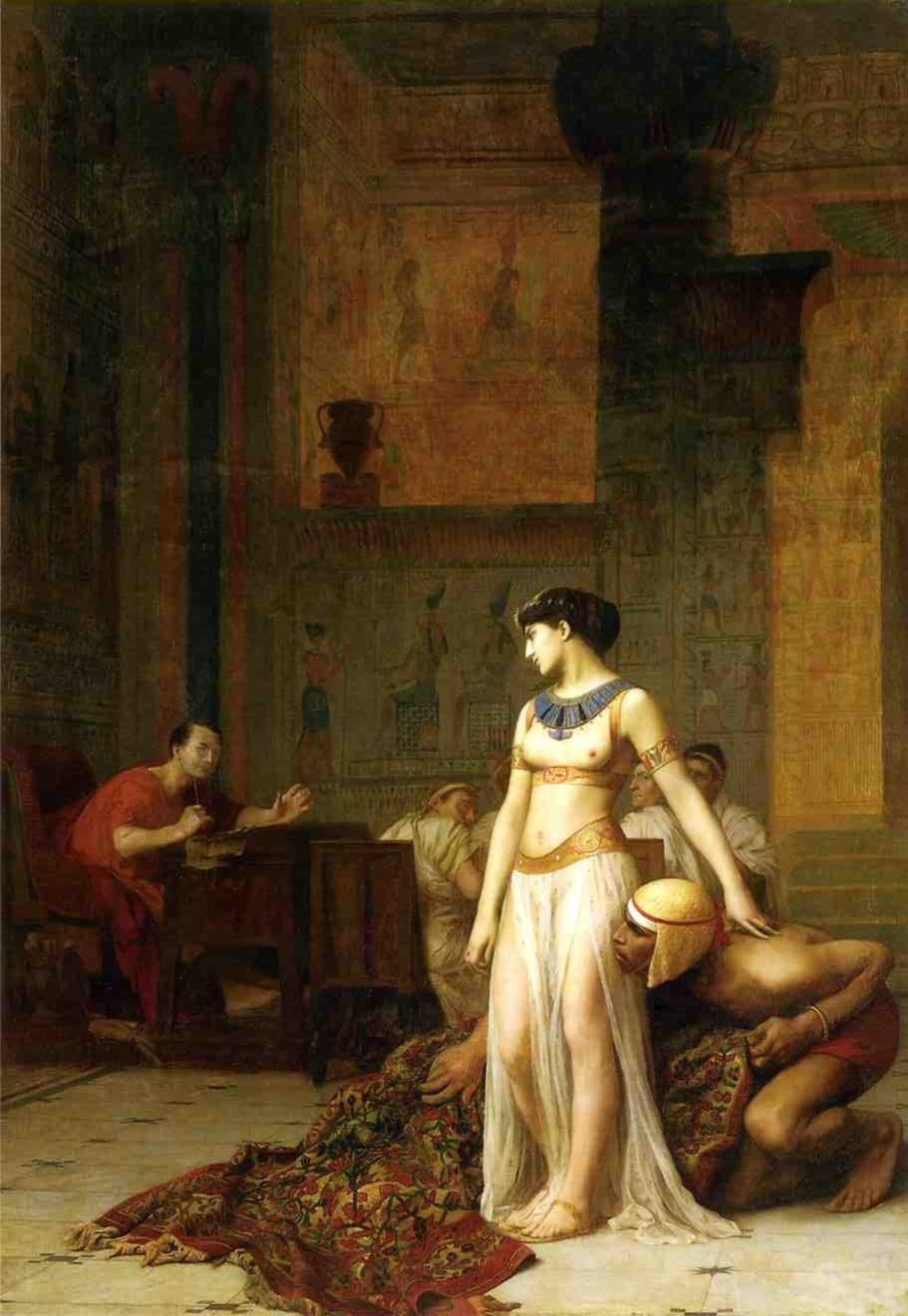
Cleopatra y César, pintura de 1866 de Jean-Léon Gérôme.

En 47 a. C., César se dirigió a Egipto en busca de Pompeyo, pero le sorprendió el hecho de que el viejo aliado y enemigo había sido asesinado el año anterior. Al saber de su suerte, César quedó apenado por su asesinato y por haber perdido la oportunidad de ofrecerle su perdón. Tal vez debido a esto y a los intereses de Roma en Egipto, César decidió intervenir en la política egipcia y substituyó al rey Ptolomeo XIII de Egipto, que ya tenía la dignidad de faraón, por su hermana Cleopatra que creía más afín a Roma. Durante su estancia, quemó sus naves para evitar que las usaran en su contra, lo que parece que provocó el incendio de un almacén de libros anexo a la Biblioteca de Alejandría. César tuvo un romance con la reina de Egipto y de la relación parece que nació un niño, el futuro Ptolomeo XV de Egipto (Cesarión), que sería el último faraón de Egipto, si bien César nunca llegó a reconocerlo oficialmente como hijo suyo.
Después de las campañas de Egipto, César se dirigió al Asia Menor, donde derrotó rápidamente a Farnaces rey del Ponto en la batalla de Zela, tras la que pronunció la famosa frase: Veni, vidi, vici. Después se dirigió al norte de África para atacar a los líderes de la facción conservadora allí refugiados. En la batalla de Tapso en 46 a. C., César obtuvo una victoria más y vio desaparecer a dos de sus más encarnizados enemigos: Quinto Cecilio Metelo Escipión y Marco Porcio Catón. Pero los hijos de Pompeyo, Cneo y Sexto Pompeyo, así como su antiguo legado principal en las Galias, Tito Labieno, consiguieron huir a las provincias de Hispania.

## Tras la victoria
César regresó a Roma a finales de julio de 46 a. C. La victoria total de su facción dotó a César de un poder enorme y el Senado se apresuró a legitimar su victoria nombrándolo dictador por tercera vez en la primavera del 46 a. C., por un plazo sin precedentes de diez años.
En septiembre, celebró sus triunfos, ofreciendo cuatro desfiles triunfales que se desarrollaron entre el día 21 de septiembre y el día 2 de octubre. Galos, egipcios, asiáticos y africanos desfilaron encadenados ante la multitud, mientras jirafas, carros de guerra britanos y batallas en lagos artificiales dejaban boquiabiertos a sus conciudadanos. La guerra entre romanos fue enmascarada por las victorias contra extranjeros y las celebraciones no tuvieron precedentes en sus dimensiones y duración.

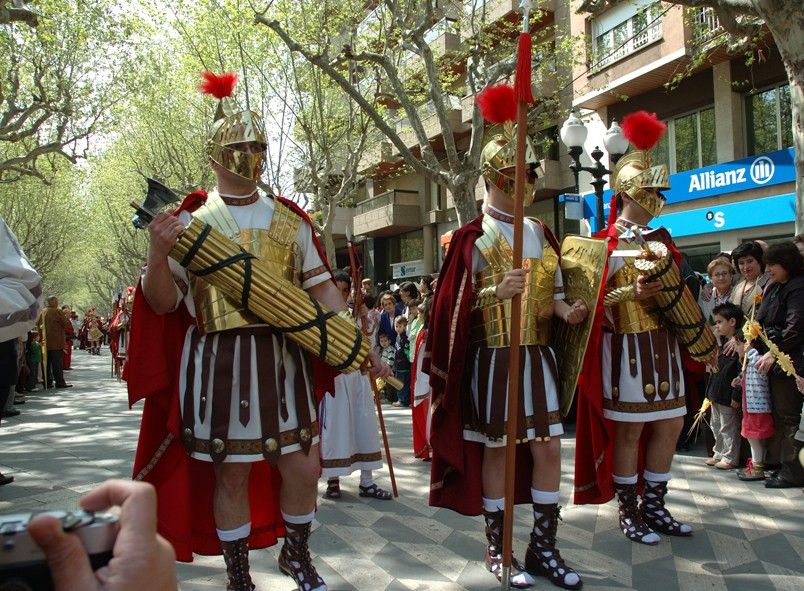
Recreación de la vestimenta de los lictores. Cada cónsul iba precedido por doce y el dictador por veinticuatro.

Durante las celebraciones fue ejecutado ritualmente Vercingetórix, que había permanecido en una cárcel de plata desde su captura después de Alesia; en ese mismo desfile, se rompió el eje de su carroza y estuvo a punto de caer al suelo. El desfile triunfal contra Farnaces II, contó con una carroza que portaba el lema «Veni, vidi, vici».
César no olvidó recompensar a sus tropas, y así entregó a cada legionario cinco mil denarios, equivalentes a lo que ganarían en los dieciséis años de servicio obligatorio, a cada centurión, diez mil y a cada tribuno y prefecto, veinte mil denarios. Además les asignó también terrenos, aunque no cercanos a Roma, para no despojar a ciudadanos y establecer así colonias romanas en territorios recientemente conquistados. Distribuyó al pueblo diez modios de trigo por cabeza y otras tantas libras de aceite con trescientos sestercios, en cumplimiento de una antigua promesa que le había hecho, a los cuales agregó cien más por la demora. Rebajó el alquiler de las casas: en Roma hasta la suma de dos mil sestercios, en el resto de Italia hasta quinientos. A todo ello añadió la distribución de carnes, y después del triunfo sobre Hispania dos festines públicos, y no considerando el primero bastante digno de sus magnificencias, el que ofreció cinco días después fue mucho más abundante. Dio también espectáculos de varios tipos, incluyendo combates de gladiadores y comedias en todos los barrios de la ciudad, que desempeñaron actores de todas las naciones y en todos los idiomas. Juegos en el circo, atletas y una naumaquia completaron el programa.
En el Foro, combatieron entre los gladiadores Furio Leptino, en cuya familia figuraban pretores, y Quinto Calpeno, que había formado parte del Senado y defendido causas delante del pueblo. Los hijos de muchos príncipes de Asia y de Bitinia bailaron la pírrica. El ciudadano romano Décimo Liberio representó en los juegos un mimo de su composición, recibiendo quinientos mil sestercios y un anillo de oro y pasó después desde la escena, por la orquesta, a sentarse entre los equites.

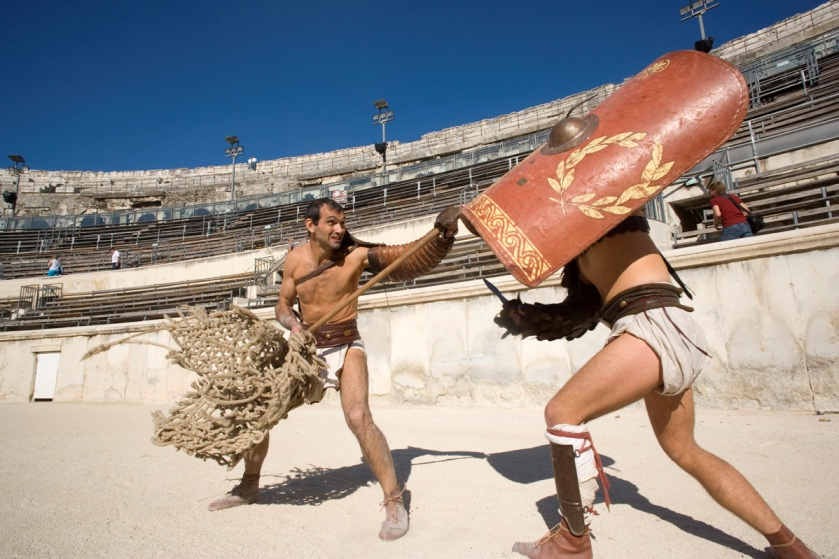
Recreación moderna de una lucha de gladiadores.

En el Circo se ensanchó la arena por ambos lados; abrieron alrededor un foso, que llenaron de agua, y jóvenes nobilísimos corrieron en aquel recinto cuadrigas y bigas, o saltaron en caballos adiestrados al efecto. Niños divididos en dos bandos, según la diferencia de edad, ejecutaron los juegos llamados troyanos. Se dieron cinco días de combates de fieras, y finalmente se dio una batalla entre dos ejércitos: cada uno comprendía quinientos infantes, treinta jinetes y veinte elefantes. Con objeto de dejar a las tropas mayor espacio, habían quitado las barreras del circo, formando a cada extremo un campamento.
Durante tres días lucharon atletas en un estadio construido expresamente en las inmediaciones del Campo de Marte. Se hizo un lago en la Codeta menor (un lugar del otro lado del Tíber) y allí trabaron combate naval: birremes, trirremes, cuatrirremes, figurando dos flotas, una tiria y otra egipcia, cargadas de soldados. El anuncio de estos espectáculos había atraído a Roma a una gran cantidad de forasteros, cuya mayor parte durmió en tiendas de campaña, en las calles y las plazas, y muchas personas, entre ellas dos senadores, fueron aplastadas o asfixiadas por la multitud.
En el invierno del año 46 a. C., estalló una nueva rebelión en Hispania, liderada por los hijos de Pompeyo. Usando la antigua influencia de su padre y los recursos de la provincia, los hermanos Pompeyo y Tito Labieno consiguieron reunir un nuevo ejército de trece legiones compuestas por los restos del ejército constituido en África, las dos legiones de veteranos, una legión de ciudadanos romanos de Hispania, y el alistamiento de la población local. A finales del 46 a. C. tomaron el control de casi toda Hispania Ulterior, incluyendo las colonias romanas de Itálica y de Corduba, la capital de la provincia. César, ante el peligro, regresó a Hispania y tras algunas escaramuzas, los derrotó finalmente en la batalla de Munda.
Mención aparte merece la actividad constructiva de César, que durante su dictadura emprendió numerosos proyectos de reforma de los edificios públicos de Roma y creó otros muchos nuevos, en general en torno al campo de Marte y el nuevo complejo del Foro. Cabe destacar entre ellos, el Foro Julio o Foro de César, construido en 46 a. C. en las pendientes del Capitolio y finalizado por Augusto; en el centro de la plaza se alzaba la estatua ecuestre de César, ante el templo de su divina antepasada, Venus Genetrix, obra destacada igualmente. En dicho templo se encontraba la estatua de la diosa, instalada en el ábside del templo, y que era obra de Arcesilas, cuyos bocetos alcanzaban según Plinio precios astronómicos.

## El poder absoluto
Debe señalarse que no está históricamente demostrado que la intención de César fuera proclamarse rey y, de haber querido serlo, no puede saberse qué tipo de rey, si un rex a la manera etrusca, como lo habían sido Servio Tulio o Lucio Tarquinio Prisco, uno a semejanza del faraón egipcio o, simplemente, al estilo de los basileus helénicos. Lo cierto es que un análisis ponderado de los hechos, según han llegado de las fuentes, parece indicar que pensaba en instaurar un régimen autocrático de algún tipo, o, al menos, lo pensaban en las esferas más cercanas a él.

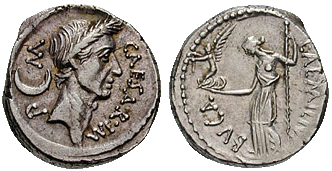
Denario cesariano del año 44 a. C. En el anverso, el busto de César laureado y la leyenda CAESAR IM P M; en el reverso, la diosa Venus portando un cetro y a Victoria y la leyenda L AEMILIVS BVCA.

César, después de vencer tras el último intento de los pompeyanos, dirigido por Cneo Pompeyo, hijo de Pompeyo Magno, se mostró desconfiado, pensando en la posibilidad de un inminente intento de asesinato. Muestra de ello es que en diciembre del año 45 a. C., en vísperas de las Saturnales, fue a pasar unos días con el suegro de Gayo Octavio (su sobrino nieto) en la residencia que este poseía cerca de Puteoli (hoy Pozzuoli) e hizo que lo acompañara una escolta de dos mil hombres.
Cicerón, cuya villa colindaba con la de Lucio Marcio Filipo, había pedido a César que le hiciera el honor de cenar con él. El dictador aceptó. Los sucesos de aquella noche quedaron registrados en una célebre carta de Marco Tulio Cicerón a Tito Pomponio Ático. Según Cicerón, César llegó a la villa acompañado de toda la guardia. Tres salones especiales recibieron al séquito de César. La cena fue un gran éxito. «Como él [César] se había purgado», precisa Marco Tulio Cicerón, «bebió y comió con tanto apetito como energía». César se mostró conversador brillante e ingenioso. «Por otra parte», añade su anfitrión, «ni una palabra de asuntos serios. Conversación enteramente literaria». Al día siguiente, 20 de diciembre, partió a Roma.
El Senado había aprovechado la ausencia de César para votar en bloque los decretos relativos a los honores que le eran conferidos. «Así», explica Dión Casio, «esta labor no debía parecer el resultado de una coacción, sino la expresión de su libre voluntad». Cuando César estaba ya de regreso en Roma, antes de colocar los decretos a los pies de Júpiter Capitolino como era tradicional, los senadores decidieron presentárselos personalmente. De este modo, se subrayaba aún más la importancia del homenaje que el Senado le rendía.
César estaba en el vestíbulo del templo de Venus Genetrix, ocupado en discutir los planos de los trabajos que los arquitectos y artistas habían venido a someterle. Cuando se le anunció que el Senado in corpore había venido a verlo, precedido de los magistrados en ejercicio y de una multitud de ciudadanos de diversos rangos, hizo como que no le daba importancia alguna y continuó, sin interrumpirla, la conversación con sus colaboradores.

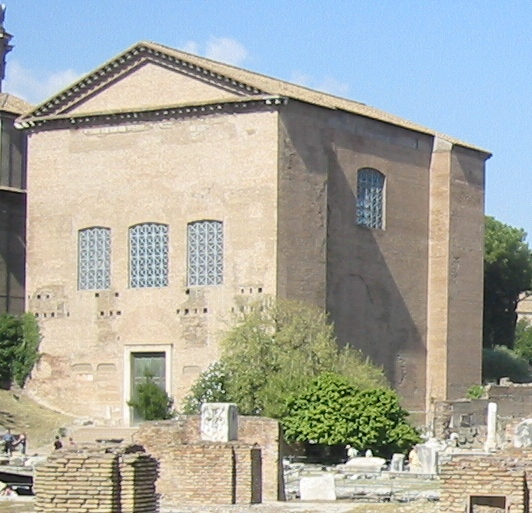
La Curia Julia, lugar de reunión del Senado Romano, mandada edificar por César durante su dictadura, pero terminada por Octavio Augusto, tras la destrucción de la Curia Hostilia, por los seguidores de Clodio.

Uno de los senadores se adelantó para pronunciar un discurso apropiado a las circunstancias. Entonces César se volvió hacia él y se preparó a escucharlo, sin dignarse siquiera a levantarse de su asiento. Probablemente, se trataba de poner en evidencia su disgusto con la afrenta que le infligió el tribuno Aquila tres meses antes. Asimismo, su respuesta dejó anonadados a los senadores: En vez de alargar la lista de honores a él acordados, insistió más bien en reducirlos... Pero, no obstante, los aceptó. Esta actitud produjo una tremenda indignación entre los miembros del Senado y en la multitud que asistió a esta solemnidad.
César no se limitó a aceptar las distinciones honoríficas con las que lo había colmado el Senado, sino que, al mismo tiempo supo apoderarse de múltiples prerrogativas de un carácter más realista que le permitieron reunir en sus manos la totalidad del poder gubernamental. Exigió y obtuvo que todos sus actos fuesen ratificados por el Senado, los funcionarios públicos fueron obligados a prestar juramento, desde su entrada en funciones, de no oponerse jamás a medida alguna emanada de él y se hizo atribuir los privilegios de los tribunos de la plebe, con lo que obtuvo la tribunicia potestas y la inmunidad sacrosanta que los distinguía.
Como consecuencia, el Senado perdía su poder, permaneciendo como una asamblea consultiva que aprobaba resoluciones, resoluciones que el dictador podía pasar por alto, sin dar siquiera una explicación para hacerlo. En lo sucesivo sería César quien tendría el derecho exclusivo de disponer de las finanzas del estado, y quien prepararía la lista de los candidatos al consulado y demás magistraturas.
Así, de hecho, ya poseía todos los poderes de un monarca. No le faltaba más que el título. A este respecto, empezó una propaganda insinuante emprendida por ciertos agentes para preparar a la opinión pública, que era muy hostil a la idea de volver a la monarquía. Sus enemigos esperaban poder arruinarlo más fácilmente explotando su ambición y se organizaron para actuar. Como resultado, seguiría una guerra solapada, pero implacable.
Esta comenzó cuando la estatua de oro que acababa de ser erigida de César en los rostra fue coronada con una diadema portando una cintilla blanca, distinción de la realeza. Se trataba de una primera tentativa, todavía muy discreta, de sondear el terreno y simular un deseo popular en favor de la coronación de César como rey. Dos tribunos del pueblo ordenaron arrancar la diadema y lanzarla lejos, hecho esto simularon erigirse en defensores de la reputación cívica de César.
En los últimos días de enero tenían lugar en el Monte Albano, en las cercanías de Roma, las tradicionales fiestas latinas. César estaba llamado a asistir bien como Pontífice Máximo o como dictador. Optó por esta última calidad, lo cual le permitía, usando el privilegio que le había concedido el Senado, figurar en estas ceremonias vistiendo la toga púrpura y calzando las altas botas rojas. Al concluir las fiestas, César hizo su entrada en Roma a caballo. En medio de la multitud que lo esperaba, y desde que se le vio aparecer, resonaron aclamaciones, escuchándose voces que lo saludaban con el título de rey, quizá provenientes de satélites debidamente aleccionados. Inmediatamente el partido opuesto intervino y se escucharon exclamaciones de protesta. César salvó la situación respondiendo: «Mi nombre es César y no Rex», lo cual, en rigor, podría interpretarse como que él solo veía en los saludos de que era objeto una alusión a su parentesco con la gens Marcci Reges, a la que pertenecía su madre.

César rechaza la diadema (obra de 1894), cuando fue ofrecida por Marco Antonio durante la fiesta de las Lupercales.

Otro acto estaba previsto para el 15 de febrero, día de las fiestas Lupercales. Para asistir a ellas César usó el mismo ropaje que había usado en las fiestas latinas y ocupó un sitial de oro sito en medio de la tribuna de las arengas, delante del cual debía pasar la procesión conducida por Marco Antonio. Junto al dictador se situó el cuerpo de magistrados en ejercicio: su jefe de caballería Marco Emilio Lépido, los pretores, los ediles... Mientras desfilaba delante de la tribuna el colegio de sacerdotes Julianos, uno de ellos, Licinio, apareció a nivel del estrado y depositó a los pies de César una corona de laurel entrelazada con la cintilla de la diadema real, momento en que estallaron los aplausos. Entonces, Licinio subió a la tribuna y puso la corona sobre la cabeza de César que hizo un gesto de protesta y se dirigió a Lépido para que lo ayudara, pero este no hizo nada.
Gayo Casio Longino, se adelantó y, quitando la corona de la cabeza de César, la puso sobre sus rodillas, pero César la rechazó. En el último minuto, Marco Antonio trató de componer las cosas. Escaló los rostra, se apoderó de la corona y la colocó de nuevo sobre la cabeza del dictador, pero César esta vez se quitó él mismo la corona y la arrojó lejos de sí. Esto le valió los aplausos de la multitud, pero algunos espectadores le pidieron que aceptara la ofrenda del pueblo. Marco Antonio aprovechó el momento para recoger el emblema, tratando de ceñírselo de nuevo y se escucharon gritos de ¡Salud, oh rey!, pero con ellos se mezclaban protestas indignadas. César se quitó la corona y ordenó llevarla al templo de Júpiter «donde será mejor colocada», y requirió al redactor de los actos públicos que hiciera constar allí «que habiéndole ofrecido el pueblo la realeza de manos del cónsul, él la había rechazado».
Mientras tanto, se recurrió a los libros sibilinos que, habiendo sido consumidos por las llamas en tiempos de Lucio Cornelio Sila, habían sido reemplazados desde entonces por copias espurias. Los encargados de la custodia de dichos libros anunciaron que ciertos pasajes dejaban entender que los ejércitos romanos no obtendrían la victoria sobre los partos en la guerra que iba a comenzar de un momento a otro, hasta que estuviesen mandados por un rey. Pronto circuló en Roma el rumor de que en la próxima sesión del Senado, que debía tener lugar el 15 de marzo, el quindecenviro Lucio Aurelio Cota, tío del dictador, tomaría la palabra para proponer que fuese conferido el título de rey a su sobrino.

## Proyectada campaña contra Partia y Dacia
César, poco antes de su muerte, había proyectado dos campañas militares: una contra el reino dacio de Berebistas y otra contra el Imperio parto de Orodes II. No había dudas de que ambos pueblos representaban un peligro potencial para el poderío romano, sin embargo, no puede olvidarse que una guerra de conquista de tal magnitud nacía más por un deseo de dominar el mundo. Ahora César se sentía invencible y deseaba emular a Alejandro Magno conquistando el Oriente. También podía estar motivado simplemente en la búsqueda de venganza por la derrota y muerte de Craso. Así es como dos historiadores de la Antigüedad describían su ambición:

Sus continuadas victorias no fueron parte para que su grandeza de ánimo y su ambición se contentaran con disfrutar de lo ya alcanzado, sino que, siendo un incentivo y aliciente para lo futuro, produjeron designios de mayores empresas y el amor de una gloria nueva, como que ya se había saciado de la presente; así, su pasión no era entonces otra cosa que una emulación consigo mismo, como pudiera ser con otro, y una contienda de sus hazañas futuras con las anteriormente ejecutadas. Meditaba, pues, y preparaba hacer la guerra a los Partos, y vencidos estos por la Hircania, rodeando el mar Caspio y el Cáucaso, pasar al Ponto, invadir la Escitia y, recorriendo luego las regiones vecinas a la Germania y la Germania misma, por las Galias volver a Italia y cerrar este círculo de la dominación romana con el Océano, que por todas partes la circunscribe.

César concibió la idea de una larga campaña contra los getas [dacios de Berebistas] y los partos. Los getas son una nación que ama la guerra y una nación vecina que iban a ser atacados primero, los partos tenían que ser castigados por la traición usada contra Craso…

Ya en el otoño del año 45 a. C. César comenzó con intensos preparativos para la guerra y a establecer su control político sobre los tribunos, ya que se esperaba una larga ausencia del dictador. En Apolonia de Iliria se estaba concentrando un enorme ejército de dieciséis legiones y diez mil jinetes (en total unos noventa mil hombres) y se esperaba que la campaña comenzaría en la primavera del 44 a. C., tres días después del Idus de marzo. Con la muerte de César el proyecto se canceló, aunque Marco Antonio intentaría continuarlo sin éxito años más tarde y sería en parte completado por Trajano con las guerras dacias y con la anexión de Mesopotamia.

## Complot y asesinato

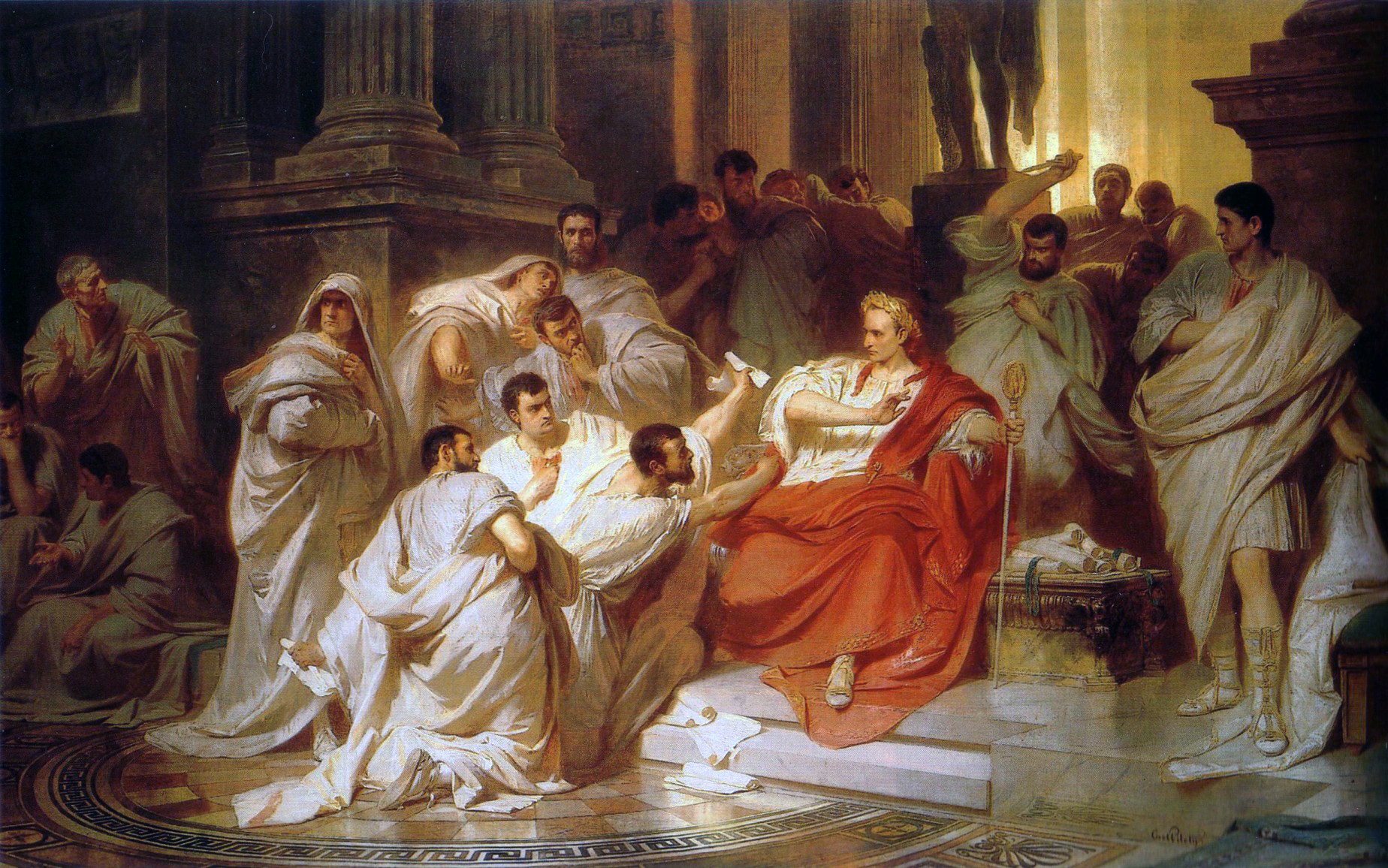
Muerte de César, de Carl Theodor von Piloty.

No es posible saber con certeza qué condiciones fueron las que llevaron a un grupo de senadores a pensar en el asesinato de César. Los intentos de establecer un régimen autocrático tal vez tuvieron mucho que ver, pero no se puede descartar que hubiera otras motivaciones no tan nobles.
El solo hecho de que un número relativamente alto de senadores estuviera dispuesto a participar en el complot y a matar a César en el propio senado —lo que constituía un sacrilegio— da muestra del estado de cosas al que se había llegado.

### La conspiración
Los últimos acontecimientos acaecidos y, en particular, el rumor de lo que se preparaba para el 15 de marzo en el Senado, motivaron que lo que quedaba de la facción optimate y, entre ellos, Gayo Casio Longino, decidiesen pasar a la acción. Gayo Casio Longino se dirigió a algunos hombres en los que creía poder confiar, y que a su juicio compartían su idea de dar muerte al dictador librando así a Roma del destino que él creía que le esperaba: un nuevo imperio cosmopolita, dirigido desde Alejandría.
Sin embargo, Gayo Casio Longino no era probablemente el hombre adecuado para ser la cabeza visible de este tipo de acción, y se acordó tantear a Marco Junio Bruto, considerado como el personaje indicado para este papel.
Se especula que, tras una serie de reuniones, ambos estaban de acuerdo en que la libertad de la República estaba en juego, pero no tenían los mismos puntos de vista de cómo actuar; Marco Junio Bruto no pensaba asistir al Senado el día 15, sino que abogaba por la protesta pasiva (la abstención); pero Gayo Casio Longino le replicó que como ambos eran pretores, podían obligarlos a asistir. Entonces respondió Bruto: «En ese caso, mi deber será, no callarme, sino oponerme al proyecto de ley, y morir antes de ver expirar la libertad». Gayo Casio Longino rechazó de lleno esta solución, pues entendía que no era dándose muerte cómo se iba a salvar la República, y lo exhortó a la lucha, a pasar a la acción. Su elocuencia terminó por convencer a su interlocutor.
El nombre de Marco Junio Bruto atrajo varias adhesiones valiosas, no en vano se decía descendiente de aquel otro Bruto (Lucio Junio Bruto) que había dirigido la expulsión del último rey de Roma, Tarquinio el Soberbio en 509 a. C.; entre otras adhesiones a la trama, se produjo la de Décimo Junio Bruto Albino, un familiar del dictador, en quien este tenía entera confianza. En total, el número de los conjurados parece haber sido de unos sesenta. Durante las reuniones preliminares se elaboró un plan de acción. Se decidió por unanimidad atentar contra César en pleno Senado. De este modo, se esperaba que su muerte no pareciera una emboscada, sino un acto para la salvación de la patria, y que los senadores, testigos del asesinato, inmediatamente declararían su solidaridad. Los planes de los conjurados no solamente preveían el asesinato de César, sino que además deseaban arrastrar su cadáver al Tíber, adjudicar sus bienes al Estado y anular sus disposiciones.
Hay que tener en cuenta que las motivaciones de los magnicidas eran muy heterogéneas, ya que los había movidos por un auténtico sentido de salvación de la República y estos se les habían unido otras personas movidas por el rencor, la envidia, o por la idea de que si César acaparaba las magistraturas, a ellos no les tocaría nunca llegar al poder.
También se debe señalar que muchos de los conspiradores eran ex pompeyanos reconocidos, a los que César había perdonado la vida y la hacienda, incluso confiando en ellos para la administración del Estado (Casio y Bruto fueron gobernadores provinciales, nombrados por César).

### El magnicidio

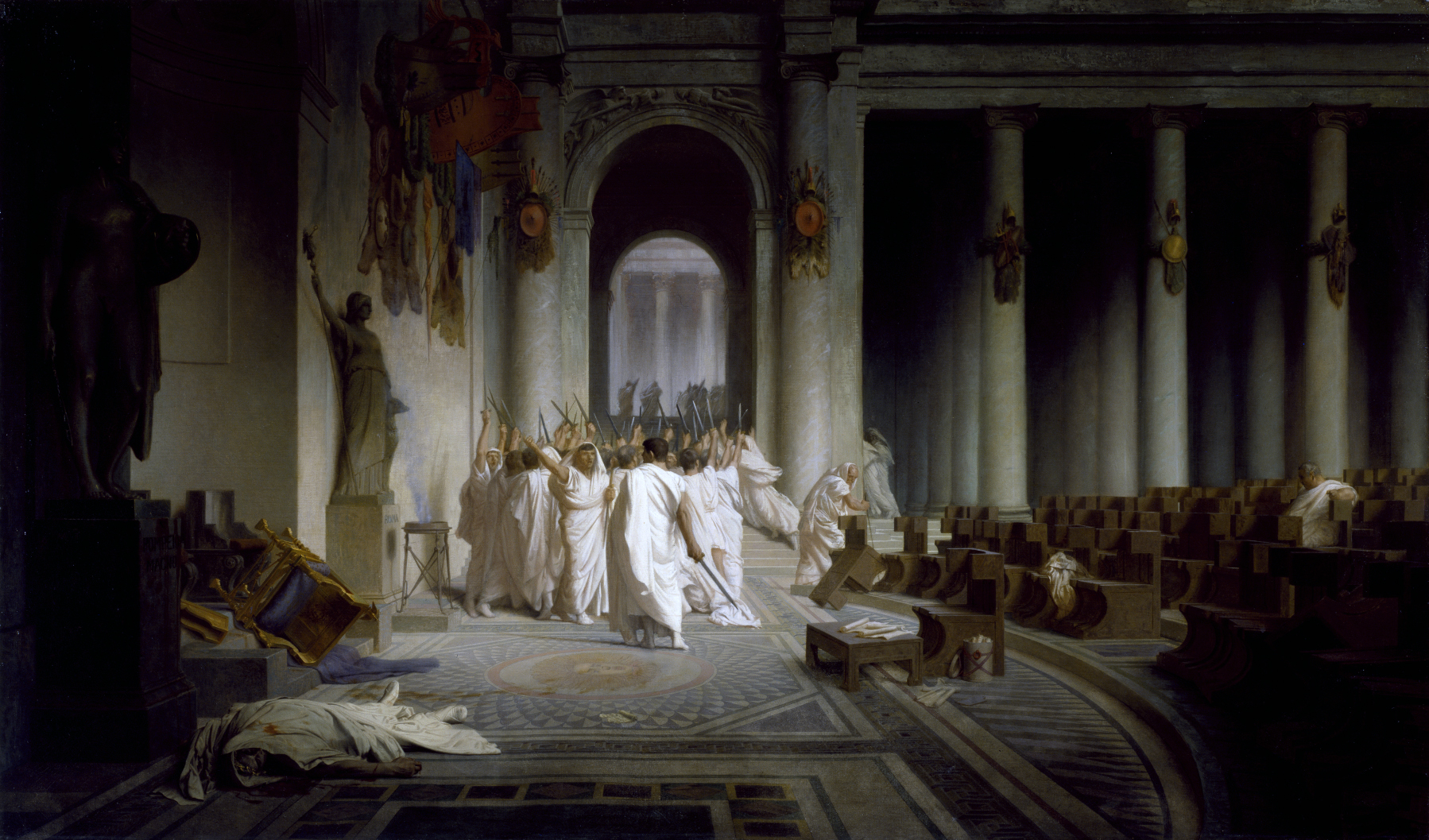
Muerte de César, de Jean-Léon Gérôme, 1867.

En los idus de marzo del año 44 a. C., un grupo de senadores, pertenecientes a la conspiración arriba citada, convocó a César al Foro para leerle una petición, escrita por ellos, con el fin de devolver el poder efectivo al Senado. Marco Antonio, que había tenido noticias difusas de la posibilidad del complot a través de Publio Servilio Casca, temiendo lo peor, corrió al Foro e intentó parar a César en las escaleras, antes de que entrara a la reunión del Senado.
Pero el grupo de conspiradores interceptó a César justo al pasar al Teatro de Pompeyo, donde se reunía la curia romana, y lo condujo a una habitación anexa al pórtico este, donde le entregaron la petición. Cuando el dictador la comenzó a leer, Tulio Cimber, que se la había entregado, tiró de su túnica, provocando que César le espetara furiosamente Ista quidem vis est? «¿Qué clase de violencia es esta?» (no debe olvidarse que César, al contar con la sacrosantidad de la tribunicia potestas, y, por ser Pontifex Maximus, era jurídicamente intocable). En ese momento, el mencionado Casca, sacando una daga, le asestó un corte en el cuello; el agredido se volvió rápidamente y, clavando su punzón de escritura en el brazo de su agresor, le dijo: «¿Qué haces, Casca, villano?», pues era sacrilegio portar armas dentro de las reuniones del Senado.
Casca, asustado, gritó en griego ἀδελφέ, βοήθει!, (adelphe, boethei! = «¡Socorro, hermanos!»), y, en respuesta a esa petición, todos se lanzaron sobre el dictador, incluido Marco Junio Bruto. César, entonces, intentó salir del edificio para recabar ayuda, pero, cegado por la sangre, tropezó y cayó. Los conspiradores continuaron con su agresión, mientras aquel yacía indefenso en las escaleras bajas del pórtico. De acuerdo con Eutropio y Suetonio, al menos sesenta senadores participaron en el magnicidio. César recibió veintitrés puñaladas, de las que, si creemos a Suetonio, solamente una, la segunda recibida en el tórax, fue la mortal.
Las últimas palabras de César no están establecidas realmente, y hay una polémica en torno a las mismas, siendo las más conocidas:
- Καὶ σὺ τέκνον. Kai sy, teknon? (en griego: ‘¿tú también, hijo mío?’). Suetonio.[121]
- Tu quoque, Brute, filii mi! (traducción al latín de la frase anterior: ‘¡Tú también, Bruto, hijo mío!’).
- ¿Et tu, Brute? (Latín, ‘¿Tú también, Bruto?’, versión inmortalizada en la pieza de Shakespeare).[122]
- Plutarco nos cuenta que no dijo nada, sino que se cubrió la cabeza con la toga tras ver a Bruto entre sus agresores.[123]

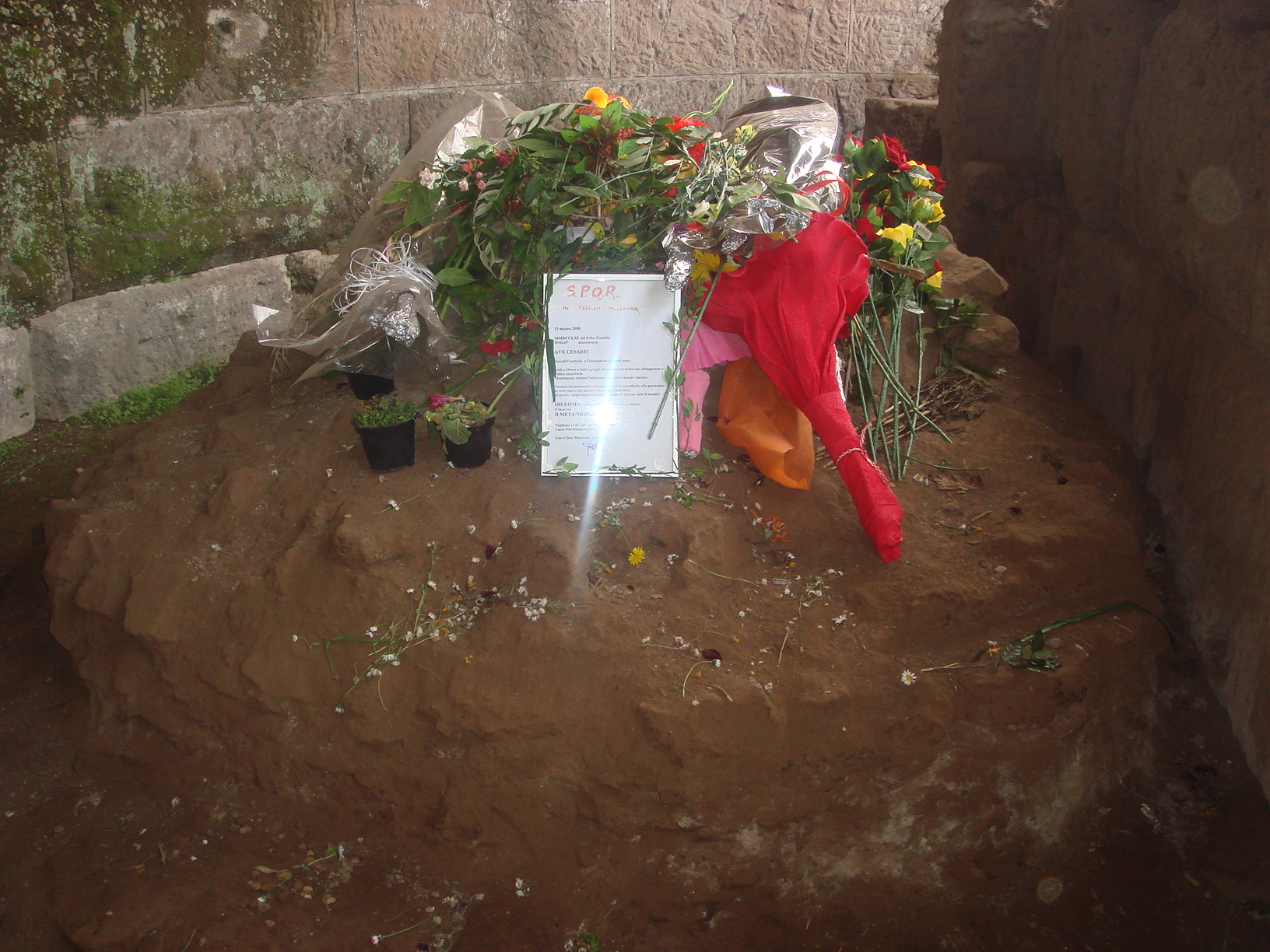
Tumba de Julio César en el Foro Romano.

Tras el asesinato, los conspiradores huyeron, dejando el cadáver de César a los pies de una estatua de Pompeyo, donde quedó expuesto por un tiempo. De allí, lo recogieron tres esclavos públicos que lo llevaron a su casa en una litera, de donde Marco Antonio lo recogió y lo mostró al pueblo, que quedó conmocionado por la visión del cadáver. Poco después los soldados de la decimotercera legión, tan unida a César, trajeron antorchas para incinerar el cuerpo de su querido líder. Luego, los habitantes de Roma, con gran tumulto, echaron a esa hoguera todo lo que tenían a mano para avivar más el fuego.
La leyenda cuenta que Calpurnia, la mujer de César, después de haber soñado con un presagio terrible, advirtió a César de que tuviera cuidado, pero César ignoró su advertencia diciendo: «Solo se debe temer al miedo». En otras se cuenta cómo un vidente ciego le había prevenido contra los Idus de Marzo; llegado el día, César le recordó divertido en las escaleras del Senado que aún seguía vivo, a lo que el ciego respondió que los idus no habían acabado aún.

## Consecuencias del magnicidio

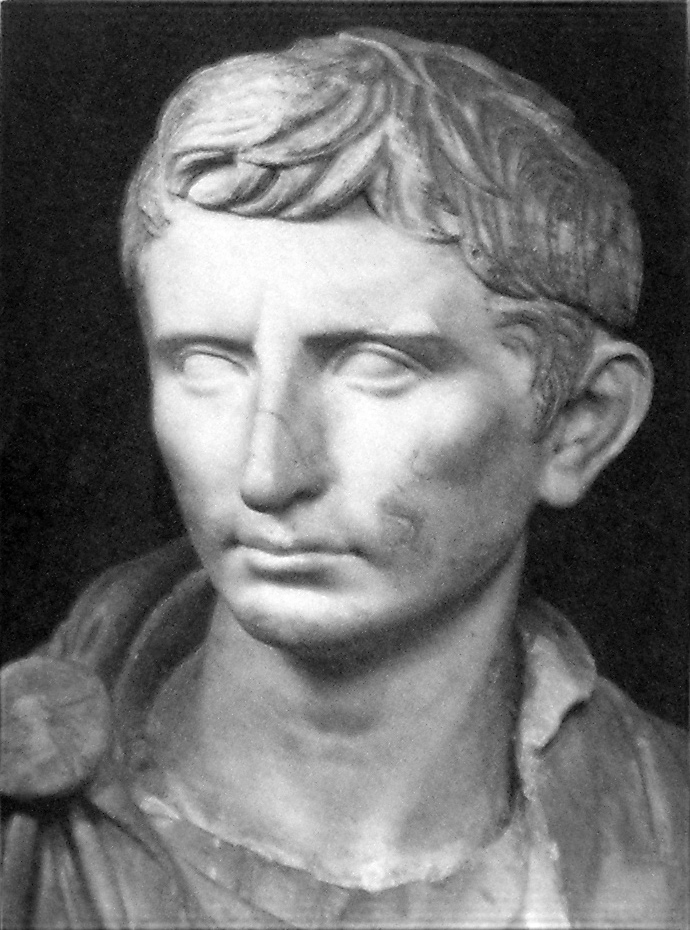
Cayo Julio César «Octaviano», heredero de Julio César.

Las consecuencias de la muerte de César son numerosas, y no se limitan a la guerra civil posterior. El nombre «César», por ejemplo, se convirtió en común a todos los emperadores posteriores, debido a que Augusto, de nombre Cayo Octavio, al ser adoptado oficialmente por el dictador cambió su nombre por el de Cayo Julio César. Dado que todos los emperadores posteriores a Augusto hasta Nerón fueron adoptados, el cognomen César acabó siendo una especie de título más que un nombre, y, así, desde Vespasiano en adelante los emperadores lo ostentaron como tal sin haber sido adoptados por la familia César. Tanto prestigio acumuló el cognomen que de César provienen los apelativos káiser y zar.
Muchas de sus iniciativas quedaron en suspenso a su muerte, entre ellas:
- Reprimir a los dacios, que bajo el reinado de Berebistas se habían extendido hasta el Ponto Euxino y la Tracia;[127] enseguida llevar la guerra al Imperio Parto, pasando por Armenia Menor, y no combatirlos en batalla campal hasta haberles medido sus fuerzas.[128]

- La construcción de un templo a Marte, mayor que cualquier otro del mundo, rellenando hasta el nivel del suelo el lago en que ofreció la naumaquia.[128]

- La construcción de un teatro gigantesco al pie de la Roca Tarpeya.[128]

- Reducir a justa proporción todo el derecho civil, y encerrar en poquísimos libros lo mejor y más indispensable del inmenso y difuso número de leyes existentes.[128]

- Formar bibliotecas públicas griegas y latinas, lo más numerosas posible, y encargó a Marco Terencio Varrón el cuidado de adquirir y clasificar los libros.[128]

- Se proponía secar las lagunas Pontinas, abrir salida a las aguas del lago Fucino, construir un camino desde el mar Adriático hasta el Tíber, a través de los Apeninos y abrir el istmo de Corinto.[128]

En el lugar de la cremación de su cadáver se construyó un altar que serviría de epicentro para un templo a él dedicado, pues en el año 42 a. C. el Senado le deificó con el nombre de Divino Julio (Divus Iulius), acción que se convertiría en costumbre a partir de ese momento, con lo que todos los emperadores desde Augusto fueron deificados a su muerte. Esta práctica es la que, al parecer, inspiró las últimas palabras de Vespasiano, que al sentirse morir parece ser que dijo: «creo que me estoy convirtiendo en dios».
Después de la muerte de César, estalló una lucha por el poder entre su sobrino-nieto César Augusto, a quien en su testamento había nombrado heredero universal, y Marco Antonio, que culminaría con la caída de la República y el nacimiento de una especie de Monarquía, que se ha dado en denominar Principado, con lo que la conspiración y el magnicidio se revelaron a la postre inútiles, ya que no impidieron el establecimiento de un sistema autocrático.

## César el seductor

### Las mujeres de la alta sociedad romana
Según el historiador latino Suetonio, César sedujo a numerosas mujeres a lo largo de su vida y sobre todo a aquellas pertenecientes a la alta sociedad romana.
Según el autor, César habría seducido a Postumia, esposa de Servio Sulpicio Rufo, a Lolia (Lollia), esposa de Aulo Gabinio y a Tértula (Tertulla), esposa de Marco Licinio Craso. También parece haber frecuentado a Mucia, esposa de Pompeyo.
Asimismo, César mantuvo relaciones con Servilia, madre de Bruto, a la que parecía apreciar especialmente. Así, Suetonio refiere los distintos regalos y beneficios que ofreció a su amada, de los cuales destaca una magnífica perla con un valor de seis millones de sestercios. El amor de Servilia hacia César era conocido públicamente en Roma y su relación duró desde que se conocieron en 63 a. C. hasta la muerte del general en 44 a. C.
La inclinación de César hacia los placeres del amor también ha sido confirmada por los versos cantados por sus soldados con ocasión de su triunfo en Roma por las campañas en la Galia, referidos por Suetonio: 

Ciudadanos, vigilad a vuestras mujeres: traemos a un adúltero calvo
Has fornicado en Galia con el oro que tomaste prestado en Roma.

### Las reinas

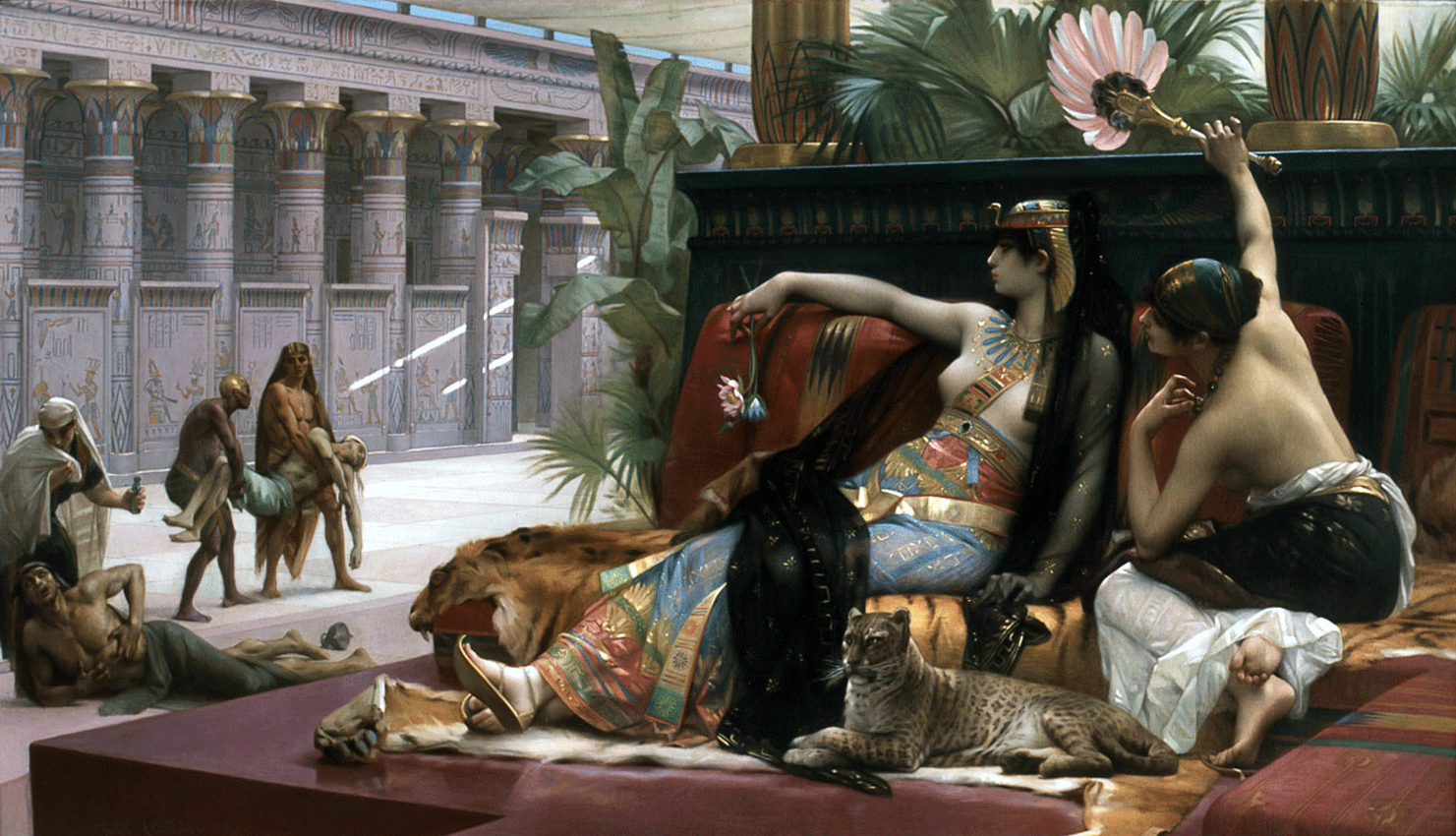
Cleopatra ejerció una profunda fascinación sobre César. Cuadro Cleopatra ensaya venenos en condenados a muerte de Alexandre Cabanel.

César mantuvo relaciones amorosas con Eunoë, esposa de Bogud, rey de Mauritania.
Sin embargo, su relación más famosa fue con Cleopatra VII. Suetonio cuenta que César remontó el Nilo con la reina egipcia en una nave provista de cabinas; y habría atravesado así todo Egipto y penetrado hasta Etiopía, si el ejército no se hubiese negado a seguirlos. La hizo ir a Roma colmándola de honores y de presentes. Para él era un buen modo de sujetar Egipto, donde quedaban presentes tres legiones, y cuyo papel en el aprovisionamiento de cereales para Italia empezaba a ser preponderante. Sea como fuere, Cleopatra estuvo presente en Roma en el momento del asesinato de César y volvió rápidamente a su país después del crimen.

## César como gobernante

Senatvs Popvlvs Qve Romanvs (en español: El Senado y el pueblo romano).

Según Francisco Pina Polo, César «desarrolló una política de reconciliación nacional basada en la clemencia (clementia) para con sus enemigos», y señala que «en la práctica, no hubo proscripciones ni confiscaciones masivas, sino que, por el contrario, César perdonó abiertamente a destacados pompeyanos —entre ellos Cicerón—».
La labor de gobierno de César, como cónsul y como dictador, fue muy amplia, pese a que el tiempo en que realmente estuvo en el poder fue relativamente corto. Sin embargo, y como bien señala Adrian Goldsworthy, un análisis detallado de cada medida o posible medida que tomó sería excesivamente extenso, pues su obra legal fue ardua; aun así, podemos hacernos una idea de su trabajo en este campo por la lista de disposiciones legales que se encuentra en Suetonio y otros autores:
- Corrigió, asesorado por el astrónomo egipcio Sosígenes de Alejandría, el calendario en uso, en el que había tal desorden por culpa de los pontífices y por abuso, antiguo ya, de las intercalaciones, que las fiestas de la recolección no caían ya en estío, ni las vendimias en otoño. Ajustó el año al curso del sol, y lo compuso de 365 días, suprimiendo el mes intercalado y aumentando un día cada cuatro años. Para que este nuevo orden de cosas pudiera comenzar en las calendas de enero del año siguiente, añadió dos meses, entre noviembre y diciembre, teniendo por consiguiente este año quince meses, contando el antiguo intercalario que ocurría en él.[137] Esta trascendental reforma, que conocemos hoy en día como Calendario juliano, consistió en que, partiendo del año 153 a. C. se tomó como inicio del año el 1 de enero, en lugar del tradicional 1 de marzo, para poder planear las campañas del año con tiempo. Consta de 365 días divididos en doce meses, excepto los años bisiestos que tienen 366 días, y añaden un día adicional al mes de febrero. El calendario juliano cuenta como bisiestos uno de cada cuatro años, incluso los seculares. Con este calendario se comete un error de siete días y medio cada mil años. Fue el empleado en Occidente hasta finales del siglo XVI, cuando una nueva reforma para corregir el problema de los años bisiestos dio paso al moderno calendario gregoriano. Aun así, el calendario juliano seguirá siendo el empleado para sus fiestas y liturgia por las iglesias cristianas orientales y la Iglesia ortodoxa.

El orden de los meses y la distribución de los días era así: januarius (31 días); februarius (28, o 29 los años bisiestos); martius (31); aprilis (30); maius (31); junius (30); julius (31) (anteriormente conocido como quintilis y llamado así en honor del propio Julio César, que había nacido durante este mes); sextilis (30) (renombrado agosto (augustus) por la misma razón en el reinado de su hijo adoptivo y sucesor Octavio Augusto); september (31); october (30); november (31); december (30)
- Completó el Senado, diezmado por la guerra civil, aumentando el número de senadores a novecientos y llenándolo de partidarios suyos, en especial caballeros (equites), élites provinciales, y algún que otro escriba, centurión e incluso hijo de liberto. Entre los más destacados y poderosos se encontraron los Balbos.[138]

- Creó nuevos patricios, aumentó el número de pretores, de ediles, de cuestores y de magistrados inferiores, ampliando por ejemplo el vigintivirato a 26 magistrados (vigintisexviratum); rehabilitó a algunos a los que los censores habían despojado de su dignidad o condenado los jueces por cohecho. Compartió con el pueblo el derecho de elección de magistrados; de suerte que, exceptuando sus competidores al consulado, los demás candidatos los designaban por mitades, el pueblo y él. Los suyos los designaba en tablillas que mandaban a todas las tribus conteniendo esta breve inscripción: «César dictador, a tal tribu. Os recomiendo a fulano y a mengano para que obtengan su dignidad por vuestro sufragio.» Admitió a los honores a los hijos de los proscritos.[139]

- Estableció la contratación a extranjeros en las legiones y creó el cargo de Imperator, que sería el comandante del ejército.[139]

- Restringió el sistema judicial a dos clases de jueces, a los senadores y a los caballeros, y suprimió los tribunos del Tesoro (tribuno aurearii), que formaban la tercera jurisdicción.[139]

- Hizo el censo del pueblo, no de la manera acostumbrada, ni en el paraje ordinario, sino por barrios y según padrones de los propietarios de las casas: redujo el número de aquellos a quienes suministraba trigo el Estado, de trescientos veinte mil a ciento cincuenta mil; y para que la formación de estas listas no pudiese ser en lo venidero causa de nuevos disturbios, decretó que el pretor pudiese reemplazar a los que fallecieran, por medio del sorteo, con los que no estaban inscritos.[139]

- Distribuyó a ochenta mil ciudadanos en las colonias de ultramar, y para que no quedase exhausta la población en Roma, decretó que ningún ciudadano mayor de veinte años y menor de sesenta años, que no estuviese obligado por un cargo público, permaneciese más de tres años fuera de Italia; que ningún hijo de senador emprendiese viajes lejanos, si no era en compañía o bajo el patronato de algún magistrado; y por último, que los que criaban ganado tuviesen entre sus pastores, por lo menos, la tercera parte de hombres libres en edad de pubertad.[140]

- Concedió el derecho de ciudadanía a cuantos practicaban medicina en Roma o cultivaban las artes literarias, debiendo este favor fijarlos en la ciudad y atraer a otros.[140]

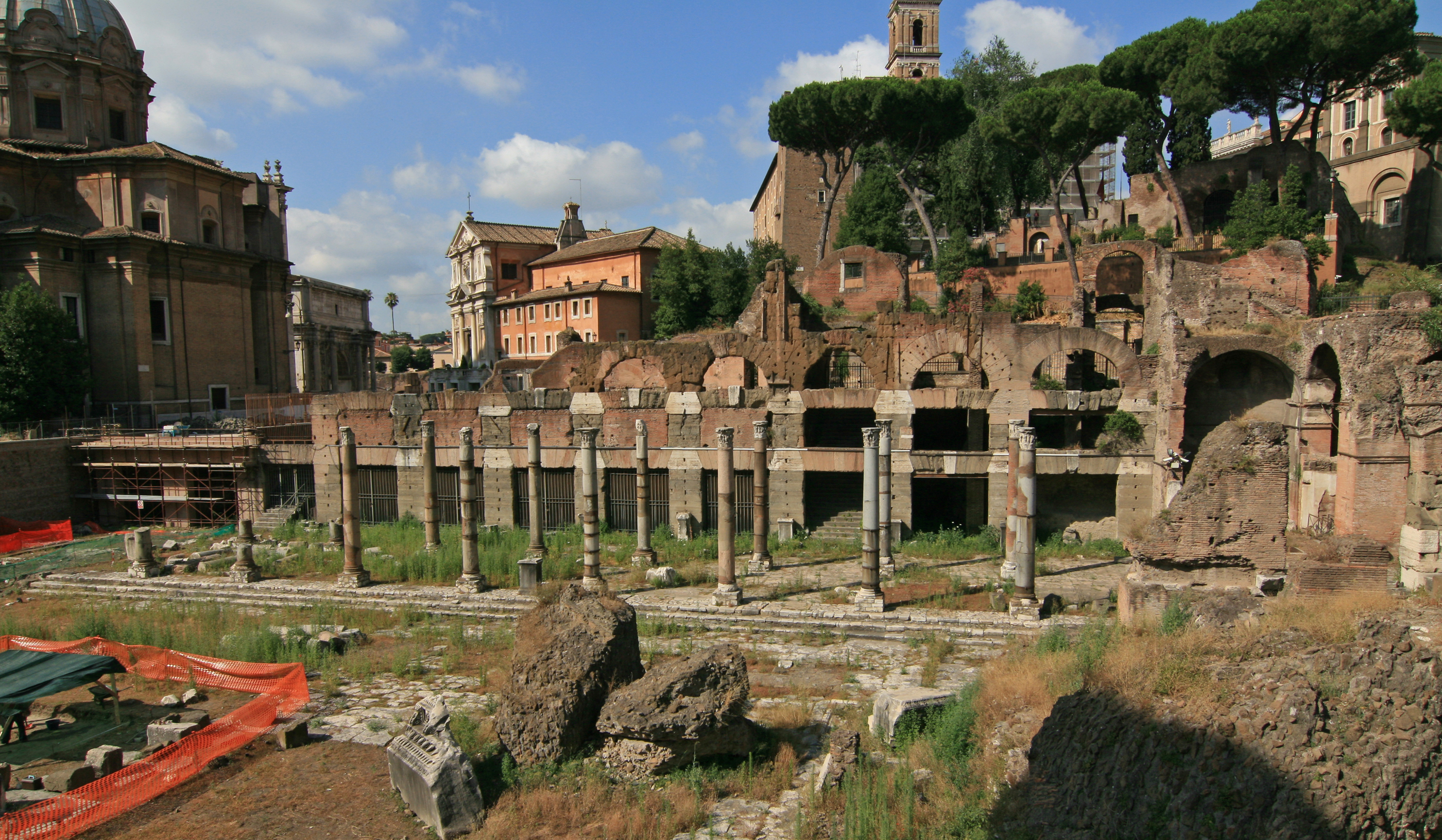
Restos del Foro de César, quien lo mandó edificar en Roma durante su dictadura.

- En cuanto a las deudas, en vez de conceder la abolición, con afán esperada y reclamada sin cesar, decretó que los deudores pagarían según la estimación de sus propiedades y conforme al precio de estos bienes antes de la guerra civil, y que se deduciría del capital todo lo que se hubiese pagado en dinero o en promesas escritas a título de usura, con cuya disposición desaparecería cerca de la cuarta parte de las deudas.[140]

- Disolvió todas las asociaciones, exceptuando aquellas que tenían origen en los primeros tiempos de Roma.[140]

- Aumentó la penalidad en cuanto a los crímenes, y como los ricos los cometían sin perder nada de su caudal, decretó contra los parricidas la confiscación completa y contra los criminales la de la mitad de sus bienes.[140]

- Privó del orden senatorial a los convictos de concusión.[141]

- Declaró nulo el matrimonio de un antiguo pretor que se había casado con una mujer al segundo día de separada de su marido, aunque no se la sospechara de adulterio.[141]

- Estableció impuestos sobre las mercancías extranjeras. Mandaba a los mercados guardias que secuestraran los artículos prohibidos y los llevaran a su casa, yendo algunas veces lictores y soldados a recoger en los comedores lo que había escapado a la vigilancia de los guardias.[141]

- Prohibió el uso de literas, de la púrpura y las perlas, exceptuando a ciertas personas, ciertas edades y en determinados días.[141] Estas medidas derivaron de una ley contra el lujo (lex sumptuaria), y parece que no tuvieron éxito, si bien «conectaba con lo que venía siendo una inquietud creciente en el seno de la aristocracia en relación con el incremento excesivo de sus deudas».[135]

- En cuanto a la moneda, incrementó a cuatro el número de tresviri auro argento aere flando feriundo («triunviros responsables de la fundición y acuñación de oro, plata y bronce»), confiando la dirección de la ceca del templo de Juno Moneta (así como las rentas públicas) a algunos de sus propios esclavos.[142] También creó una ceca privada con la que acuñó regularmente, de 48 a 44 a. C., el oro que obtuvo en la Guerra de las Galias y saqueando el erario (quince mil lingotes).[143] Fijó el peso del aureus en 1/40 de la libra romana (aproximadamente el equivalente a ocho gramos). Tuvieron gran éxito al ser similares en peso y ley a las estáteras macedonias.[144] También fijó el áureo en veinticinco denarios, de modo que una libra de oro equivaliera a mil denarios, tras el descenso del precio del oro (a 750 denarios la libra) que había provocado el caudal de botín traído de las Galias.[143] Debe destacarse asimismo que Julio César fue el primer dirigente romano vivo cuyo rostro apareció en una moneda en circulación (44 a. C.), por autorización del Senado.[145] Sin embargo, no hubo ninguna emisión substancial de bronce bajo su gobierno, por lo que continuó la escasez de numerario propia del siglo I a. C.[146] En un intento de restaurar la liquidez, hizo aprobar una ley que prohibía que nadie acumulara más de quince mil denarios, pretendiendo poner en circulación las monedas atesoradas. Esta ley, como puede suponerse, debió ser sin duda alguna tan ineficaz como inaplicable.[147]

- En lo referente a la natalidad «ofreció compensaciones a todos aquellos que tuvieran un número elevado de hijos», aunque de todos modos «el incremento de la natalidad había sido desde la segunda mitad del siglo II a. C. un asunto de interés para la aristocracia romana (reforma agraria de Tiberio Graco, discurso del censor Metelo Macédonico en 131), vinculado a la supervivencia de la República».[135]

- Para evitar problemas, fue el primer legislador romano que instaló a sus veteranos en colonias fuera de Italia.[148]

## César como militar
Indiscutiblemente, uno de los aspectos más reconocidos de la personalidad de Julio César es, sin duda, su genio militar. Este genio fue puesto a prueba muchas veces a lo largo de su accidentada vida castrense, y César respondió a los retos casi siempre con innovaciones tácticas o añagazas que sorprendieron a sus contrarios y que le hicieron ganar ventajas en un terreno u otro.
Según Suetonio, César era un auténtico soldado, que compartía con sus milites las fatigas de la guerra; era experto en las armas y en equitación.

Era César muy diestro en el manejo de las armas y caballos y soportaba la fatiga hasta lo increíble; en las marchas precedía al ejército, algunas veces a caballo, y con más frecuencia a pie, con la cabeza descubierta a pesar del sol y de la lluvia. Salvaba largas distancias con increíble rapidez, sin equipaje, en un carro de alquiler, recorriendo de esta forma hasta cien millas por día. Si le detenían los ríos, los pasaba a nado o sobre odres henchidos, y con frecuencia se anticipaba a sus correos.
Suetonio, Vida de los doce Césares, César, 64.

También sabemos que era un general valiente, que dirigía sus tropas desde el propio frente de batalla, para que su ejemplo infundiera valor en los soldados, y era proclive a las arengas y mantenedor de una férrea disciplina. Sin embargo, sus soldados lo veneraban y fueron muy raros los casos de deserción, quizá debido al carácter magnánimo de César.

En Alejandría atacó un puente, pero una inesperada salida del enemigo le obligó a saltar a una barca, perseguido por gran número de enemigos; se lanzó al mar, y recorrió a nado el espacio de doscientos pasos hasta otra nave, sacando la mano derecha fuera del agua para que no se mojasen los escritos que llevaba, y llevando cogido con los dientes su manto de general para no abandonar aquella prenda al enemigo.
Suetonio, Vida de los doce Césares, César, 53-54.

También montaba un caballo que nació en los establos que el general tenía en su casa. El caballo presentaba atavismo en las patas, por lo que tenía varios dedos largos rematados en pezuña además de casco central, algo causado por la desactivación del gen inhibidor que impide el crecimiento de más dedos en los caballos aparte del tercero durante el desarrollo embrionario.
Para ofrecer una visión lo más amplia posible de la capacidad táctica de César se ha elegido ofrecer breves reseñas de algunas de sus batallas; quizá no las más representativas o fundamentales, pero sí de las que supusieron alguna innovación táctica o una muestra de cómo César dirigía sus tropas: la batalla de Bibracte como ejemplo de batalla contra fuerzas no romanas, la batalla de Alesia como ejemplo de asedio, la batalla de Farsalia como ejemplo de lucha entre romanos, la batalla de Ruspina por la manera en la que se convirtió de una derrota casi segura en una retirada ordenada, y la batalla de Tapso en África, que supuso la derrota de las fuerzas pompeyanas establecidas en esa provincia y, a la larga, la muerte de Catón y otras figuras señeras de la oposición a César.

### La batalla de Bibracte
En el año 58 a. C., César acababa de tomar posesión de su cargo de procónsul de la Galia, cuando fue advertido de que una confederación de pueblos germánicos, compuesta por los helvecios, los boios y los tulingios, habían decidido dejar sus tierras ancestrales y emigrar a la Galia Comata.
Ambas fuerzas coincidieron en las cercanías de la localidad de Bibracte, donde César había tomado posiciones en lo alto de una colina. Contaba con cuatro legiones veteranas, las VII, VIII, IX y X, que ordenó formar en triplex acies al pie de la subida; las legiones XI y XII, de novatos, y los auxiliares fueron desplegados bajo una elevación del terreno en la cima.

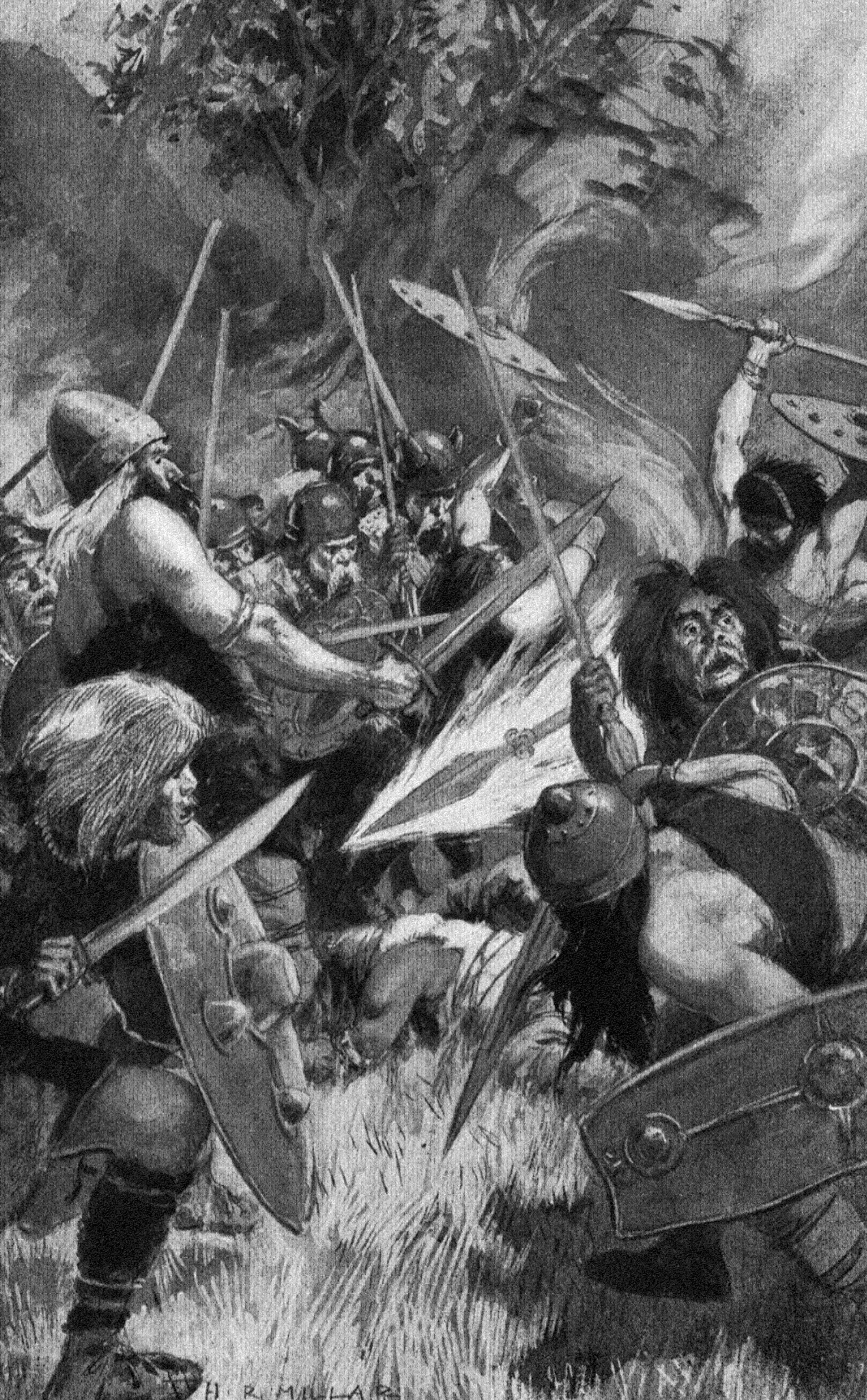
Guerreros celtas.

Las fuerzas helvecias, quizá unos 77 000 guerreros si hemos de creer al propio César en sus Comentarii, avanzaron hacia los romanos en una formación que César describe como «una falange», lo que quiere decir que probablemente formaban una masa compacta que se agrupaba tras los escudos, no una formación de tipo macedonio.
Cuando la formación helvecia se encontró al alcance adecuado, o sea unos quince metros, de las filas romanas salió la primera salva de pila. Esta jabalina pesada estaba diseñada para retorcerse al clavarse en el escudo, dejando así al guerrero atacante la opción de portar un pesado escudo con una jabalina clavada que dificultaba su manejo, o deshacerse del escudo y luchar sin protección.
La lluvia de pila tuvo el efecto de deshacer la formación de los helvecios, por lo que los romanos aprovecharon para cargar, amparados tras sus escudos, con sus gladius, aprovechando el desnivel y corriendo colina abajo; sin escudos y mal armados, los helvecios fueron obligados a retroceder hasta una colina que se hallaba como a un kilómetro y medio.
Las legiones los siguieron, confiando en una rápida victoria, cuando, de pronto, aparecieron en el campo de batalla los boios y los tulingios, en cantidad de unos quince mil guerreros, amenazando el flanco derecho del ejército romano. El flanco derecho era el más peligroso, pues era el que no portaba escudo, que se llevaba en el brazo izquierdo.
Cogidos así entre la espada de los helvecios, que al ver aparecer a sus aliados se lanzaron al ataque con ánimo renovado, y a la pared de los boios y tulingios, César ordenó que la tercera línea de la triplex acies rotara hacia la derecha, colocándose en ángulo recto de cara a los nuevos atacantes, mientras que las fuerzas restantes, formadas en duplex acies hacían frente al renovado ataque de los helvecios.
Faltos del factor sorpresa en que habían confiado, peor armados que los romanos y los helvecios ya cansados por la lucha, fueron arrasados por las legiones.
La innovación táctica de César fue la rapidez en que, calculando el problema, había convertido la tradicional disposición legionaria en triplex acies en una formación novedosa, con un frente en duplex acies, que se encargó de frenar a los helvecios, y uno en simplex acies, que contuvo el ataque por el flanco y, finalmente, le llevó a ganar la batalla.

### La batalla de Alesia

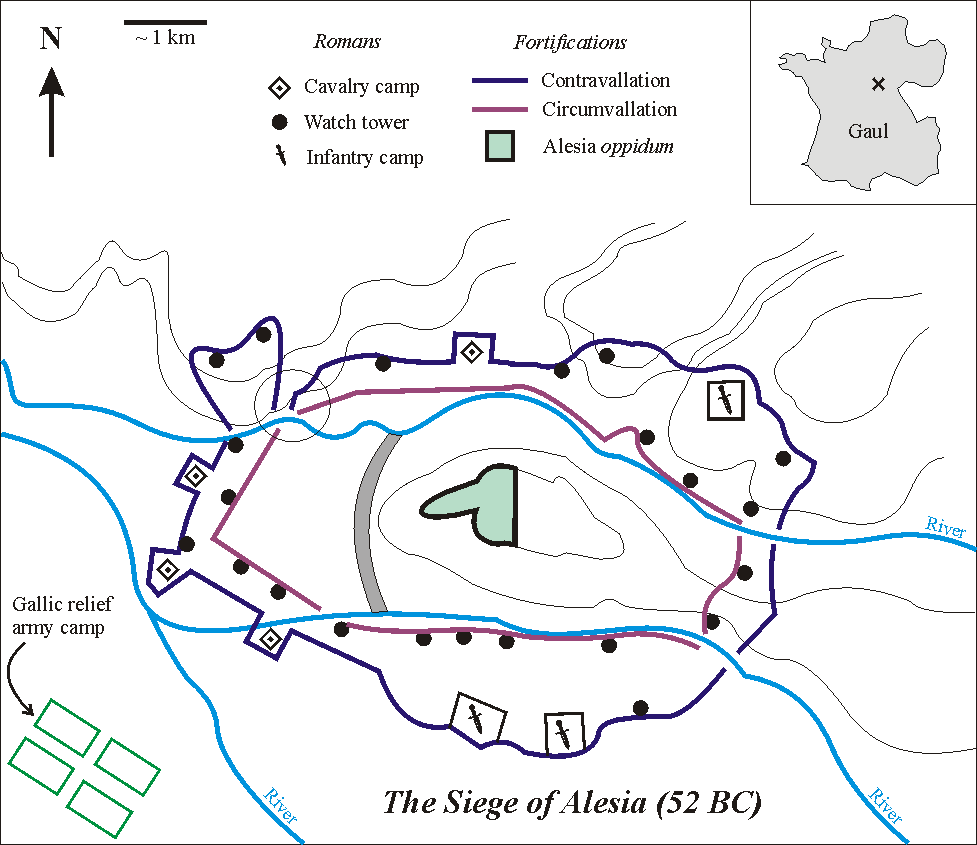
Las fortificaciones construidas por César en Alesia de acuerdo a la hipótesis de localización en Alise-Sainte-Reine.
En el mapa de la esquina la cruz muestra la localización de Alesia en la Galia (hoy Francia). En el esquema, el círculo muestra el punto débil en la circunvalación.

Alesia estaba situada en la cima de una colina rodeada por valles y ríos y contaba con importantes defensas. Dado que un asalto frontal sobre la fortaleza sería suicida, César consideró mejor forzar un asedio de la plaza para rendir a sus enemigos por hambre. Considerando que había cerca de ochenta mil hombres fortificados dentro de Alesia junto con la población civil, el hambre y la sed forzarían rápidamente la rendición de los galos. Para garantizar un bloqueo perfecto César ordenó la construcción de un perímetro circular de fortificaciones. Los detalles de los trabajos de ingeniería se encuentran en los Comentarios a la Guerra de las Galias (De Bello Gallico) de Julio César y han podido ser confirmados por las excavaciones arqueológicas en la zona. Se construyeron muros de 18 km de largo y 4 m de alto con fortificaciones espaciadas regularmente en un tiempo récord de tres semanas. Esta línea fue seguida hacia el interior por dos diques de cuatro metros y medio de ancho y cerca de medio metro de profundidad. El más cercano a la fortificación se llenó de agua procedente de los ríos cercanos. Asimismo, se crearon concienzudos campos de trampas y hoyos frente a las empalizadas con el fin de que su alcance fuese todavía más difícil, más una serie de torres equipadas con artillería y espaciadas regularmente a lo largo de la fortificación.
La caballería de Vercingetórix a menudo contraatacaba los trabajos romanos para evitar verse completamente encerrados, ataques que eran contestados por la caballería germana que volvió a probar su valía para mantener a los atacantes a raya. Tras dos semanas de trabajo, parte de la caballería gala pudo escapar de la ciudad por una de las secciones no finalizadas. César, previendo la llegada de tropas de refuerzo, mandó construir una segunda línea defensiva exterior protegiendo sus tropas. El nuevo perímetro era de 21 km, incluyendo cuatro campamentos de caballería. Esta serie de fortificaciones les protegería cuando las tropas de liberación galas llegasen: ahora eran sitiadores preparándose para ser sitiados.
Por estos tiempos, las condiciones de vida en Alesia iban empeorando cada vez más. Con los ochenta mil soldados y la población local había demasiada gente dentro de la fortaleza para tan escasa comida. Esto provocó que parte de la población civil saliera de la ciudad y pidiera víveres al ejército de César, e incluso trabajar como esclavos en las construcciones, antes que morir de hambre. César, advirtiendo su propia falta de víveres en caso de alimentarlos, los envió de vuelta a la ciudad, y cuando esto pasó, Vercingétorix ordenó cerrar las puertas de las murallas, ya que había demasiada población para la escasez de víveres. Esta parte de la población civil murió a los pocos días.
A finales de septiembre las tropas galas, dirigidas por Commio, acudieron en refuerzo de los fortificados en Alesia, y atacaron las murallas exteriores de César. Vercingetórix ordenó un ataque simultáneo desde dentro. Sin embargo, ninguno de estos intentos tuvo éxito y a la puesta del sol la lucha había acabado. Al día siguiente, el ataque galo fue bajo la cobertura de la oscuridad de la noche, y lograron un mayor éxito que el día anterior. César se vio obligado a abandonar algunas secciones de sus líneas fortificadas. Solo la rápida respuesta de la caballería, dirigida por Marco Antonio y Gayo Trebonio, salvó la situación. La pared interna también fue atacada, pero la presencia de trincheras, los campos plantados de «lirios» y de «ceppos», que los hombres de Vercingetórix tenían que llenar para avanzar, les retrasaron lo suficiente como para evitar la sorpresa. Para entonces, la situación del ejército romano también era difícil.
El día siguiente, el 2 de octubre, Vercasivellauno, un primo de Vercingetórix, lanzó un ataque masivo con sesenta mil hombres, enfocado al punto débil de las fortificaciones romanas, que César había tratado de ocultar hasta entonces, pero que había sido descubierto por los galos. El área en cuestión era una zona con obstrucciones naturales en la que no se podía construir una muralla continua. El ataque se produjo combinando las fuerzas del exterior con las de la ciudad: Vercingetórix atacó desde todos los ángulos las fortificaciones interiores. César confió en la disciplina y valor de sus hombres, y ordenó mantener las líneas. Él personalmente recorrió el perímetro animando a sus legionarios.

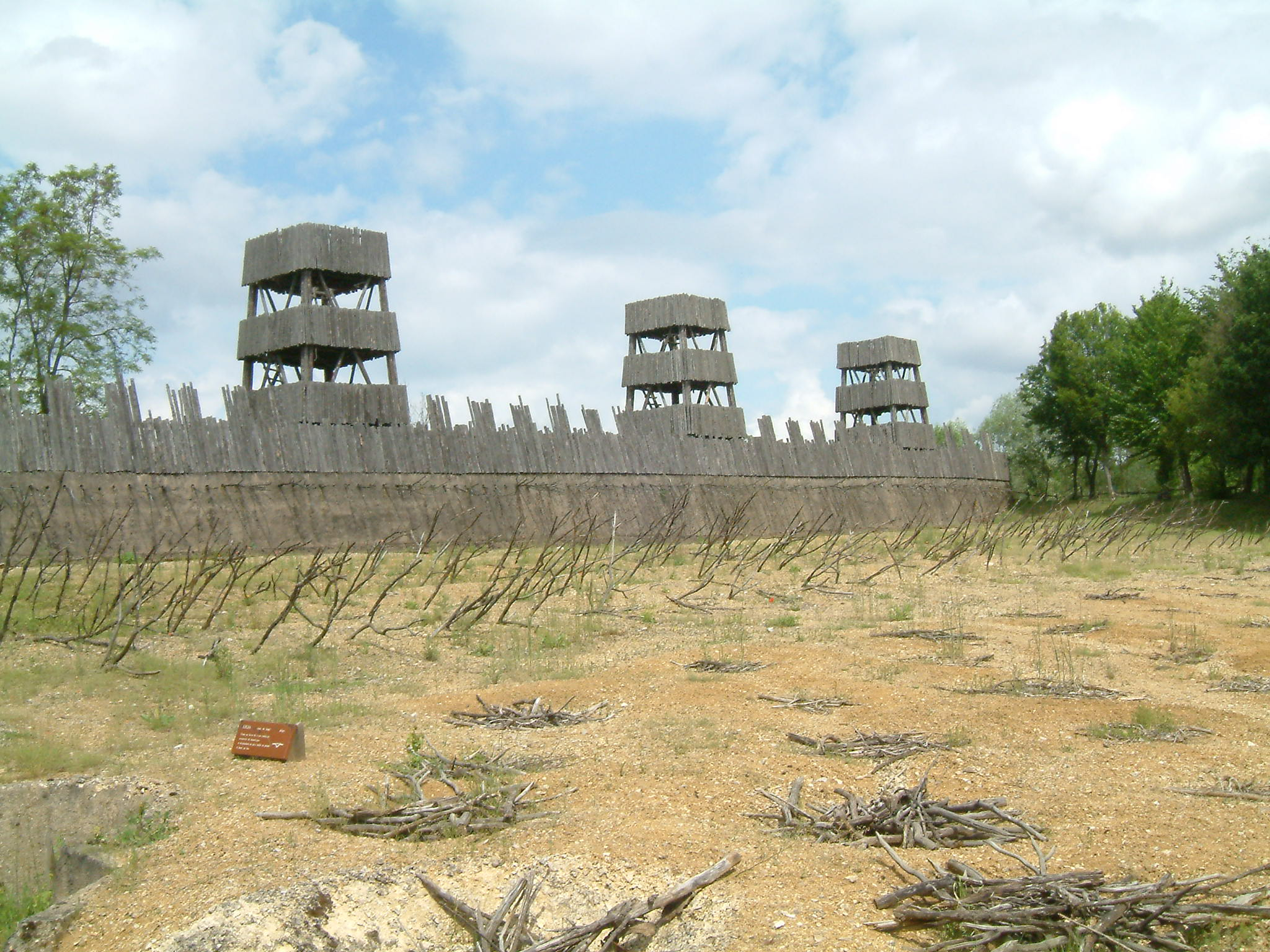
Reconstrucción actual de las fortificaciones de Alesia.

La caballería de Labieno fue enviada a aguantar la defensa del área en donde se había localizado la brecha de las fortificaciones. César, con la presión incrementándose cada vez más, se vio obligado a contraatacar la ofensiva interna, y logró hacer retroceder a los hombres de Vercingetórix. Sin embargo, para entonces la sección defendida por Labieno se encontraba a punto de ceder. César tomó una medida desesperada, tomando trece cohortes de caballería (unos seis mil hombres) para atacar el ejército de reserva enemigo (unos sesenta mil) por la retaguardia. La acción sorprendió tanto a atacantes como a defensores.
Viendo a su general afrontar tan tremendo riesgo, los hombres de Labieno redoblaron sus esfuerzos. En las filas galas pronto empezó a cundir el pánico, y trataron de retirarse. Sin embargo, como solía ocurrir en la antigüedad, un ejército en retirada desorganizada es una presa fácil para la persecución de los vencedores, y los galos fueron masacrados. César anotó en sus Comentarios que solo el hecho de que sus hombres estaban completamente exhaustos salvó a los galos de la completa aniquilación.
En Alesia, Vercingetórix fue testigo de la derrota del ejército exterior. Enfrentándose tanto al hambre como a la moral, se vio obligado a rendirse sin una última batalla. Al día siguiente, el líder galo presentó sus armas a Julio César, poniendo fin al asedio de Alesia y a la conquista romana de la Galia.

### La batalla de Farsalia
Después de haber sido derrotados en la batalla de Dyrrachium, los cesarianos se enfrentaron definitivamente en batalla campal a Pompeyo y sus aliados en las cercanías de Farsalia.

César tenía con él a las legiones VII, VIII, IX, X, XI, XII y XIII muy reducidas en cuanto a fuerza, pues probablemente no estaban compuestas por más de 2750 legionarios cada una de ellas, y, además las legiones VIII y IX, que habían sostenido el frente de batalla en Dyrrachium y habían quedado seriamente mermadas, a las que se les dio la orden de que actuaran como una sola y se protegieran una a la otra; además, contaba con un pequeño contingente de caballería. En el otro lado, Pompeyo dirigía una fuerza de once legiones, posiblemente de cuatro mil hombres cada una, y una caballería de siete mil jinetes, junto con un fuerte destacamento de arqueros y honderos.

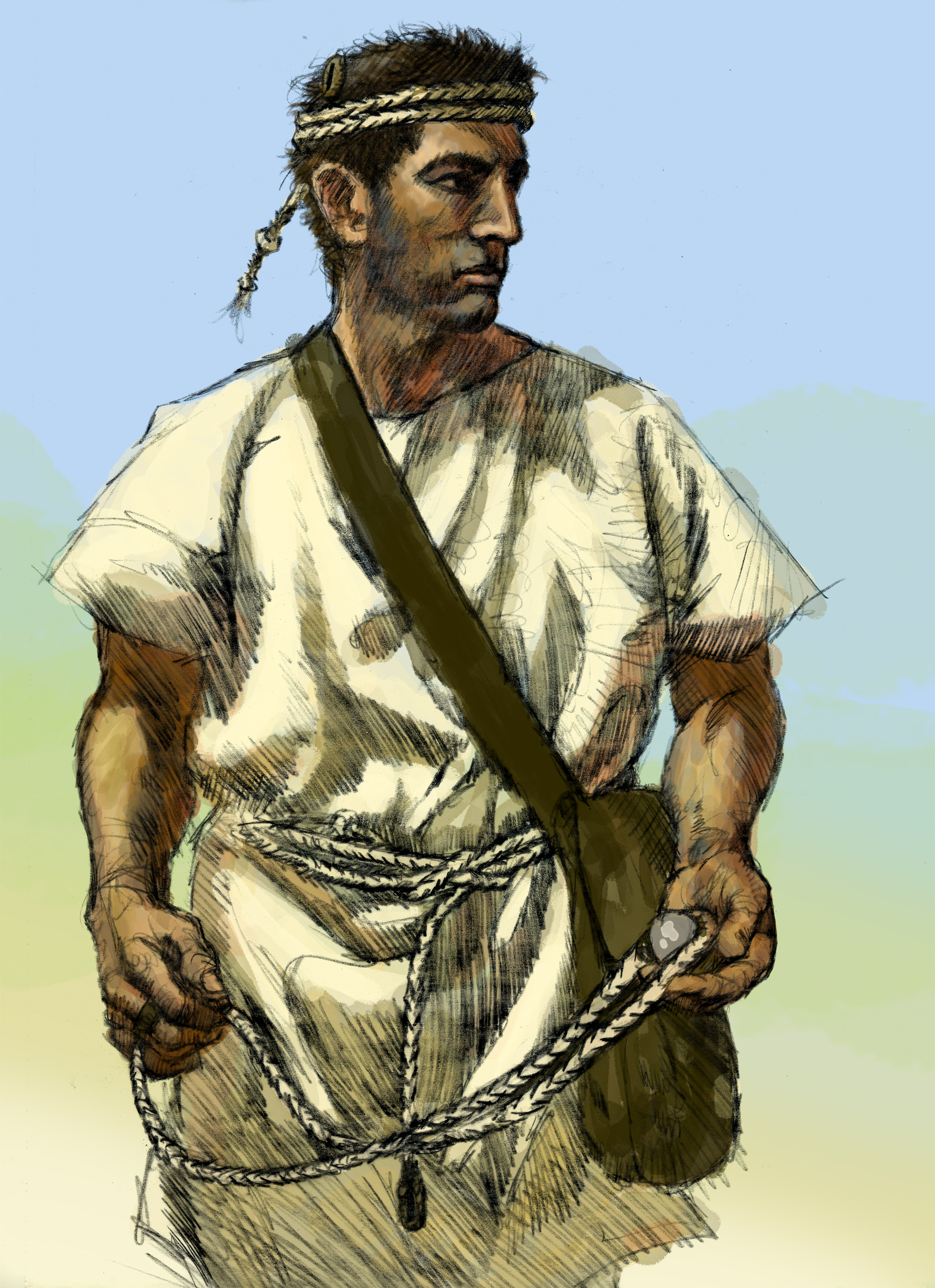
Hondero balear.

Ambos generales formaron sus ejércitos en triplex acies, uno frente a otro, y la caballería apostada en las respectivas alas izquierdas, pues los flancos derechos de las formaciones se apoyaban en el río Enipeus, que protegía de esa manera el ala derecha. César colocó a las legiones IX y VIII en el flanco derecho, apoyadas en el río, y después fue colocando sucesivamente a la XI, XII, XIII, VI, VII y X. Pero tras la línea de caballería, ocultos tras una pequeña elevación del terreno, detrajo y colocó una cuarta fila, compuesta de seis cohortes, en sentido oblicuo a la caballería y que recibió órdenes estrictas de no moverse bajo circunstancia alguna hasta que le fuera señalado por un vexillum.
Pompeyo había formado en un sistema más clásico, con todas sus legiones por igual y la caballería apoyada por una densa formación de arqueros y honderos, colocada tras ella; sin embargo, los había dispuesto en una formación más estática, con la idea táctica de que ofrecieran un muro de contención a la infantería cesariana, pues Pompeyo había depositado sus esperanzas en la superioridad de la caballería.

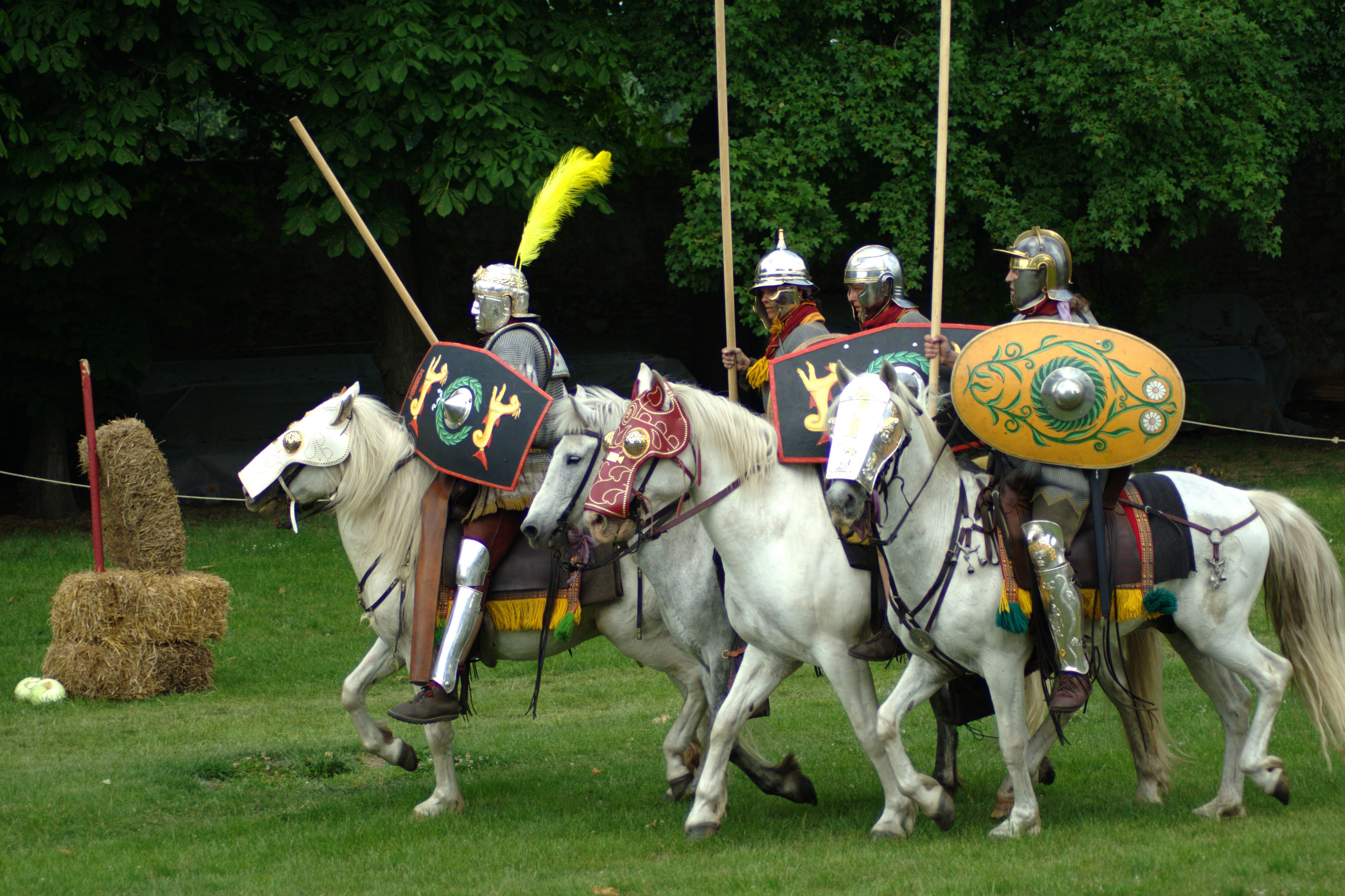
Caballería legionaria.

La batalla, si creemos a César, se abrió con la carga suicida de un centurión primípalo, esto es, el centurión que mandaba la primera centuria de la primera cohorte, un puesto de gran prestigio. Dicho centurión, de nombre Crastino, arrastró a 120 voluntarios con él a cargar contra las líneas de Pompeyo, en las que, lógicamente, fueron arrasados.
Al ocurrir esto, las líneas primera y segunda de la formación cesariana cargaron, pero a mitad de camino pararon para coger aire al ver que las legiones de Pompeyo no contracargaban (quizá porque Pompeyo tenía la esperanza de que se cansaran previamente). Los cesarianos recompusieron sus líneas y en ese momento, Pompeyo dio orden a su caballería de cargar.
La caballería pompeyana salió al galope, dividida en sus turmas individuales, seguida por los arqueros, con el fin de flanquear el ala izquierda de la formación de César, para atacar así desde la retaguardia y formar un martillo (caballería) y un yunque (infantería) para machacar a los cesarianos. La carga tuvo éxito con la caballería cesariana, que salió en desbandada.
Pero en ese momento, César ordenó a su línea escondida de seis cohortes que atacara. La caballería pompeyana se encontró con que, en vez de tomar por sorpresa por la retaguardia a las legiones cesarianas y desbaratarlas, una nueva línea de batalla se dirigía hacia ellos con ferocidad.
Las turmas que lideraban la carga entraron en pánico y huyeron, pero probablemente se toparon en su huida con los escuadrones que les seguían y que no sospechaban nada, sembrando así la consiguiente confusión. Los legionarios de César no arrojaron sus pila, sino que los usaron, por orden de su general, más como picas, enfrentándolos a la cara de los jinetes y sus caballos, aumentando de esta manera el pánico y la confusión; así, una fuerza de apenas 1650 legionarios puso en fuga a la caballería pompeyana y pudo dedicarse a destrozar a los ligeramente armados arqueros y honderos.
A continuación, se lanzaron al ataque del ahora desprotegido flanco izquierdo de los pompeyanos, apoyados en ese momento por una ataque furioso de la tercera línea de las legiones cesarianas, que, sustituyendo a las cansadas primera y segunda líneas, presionaron el frente de batalla.
Atacadas por tropas de refresco en el centro, flanqueadas por la izquierda y por la retaguardia, las tropas pompeyanas primero vacilaron y luego emprendieron una huida en toda regla, dejando en el campo a quince mil muertos, frente a los doscientos de los cesarianos.
La genialidad de César fue prever que Pompeyo iba a usar su caballería para atacar, que la suya propia no tenía la fuerza para resistirla, y arbitrar un método completamente novedoso con la línea de 6 cohortes, tendiendo una celada a su enemigo, en la que cayó, y que le sirvió para ganar la batalla y destrozar a las principales fuerzas de los pompeyanos.

### La batalla de Ruspina
Tras Farsalia, una buena cantidad de tropas pompeyanas y de señaladas figuras de la facción, como Catón el Joven, Quinto Cecilio Metelo Pío Escipión Nasica Corneliano y el antiguo legado principal de César en las Galias, Tito Labieno, se replegaron a la provincia de África, para reorganizarse y plantar cara de nuevo al dictador; corría el año 46 a. C.
Este les persiguió, y después de desembarcar, fijó sus reales en Ruspina, cerca de la actual Al Munastir. Tras una serie de peripecias, salió en busca de trigo con una fuerza de treinta cohortes armadas «a la ligera», o sea, unos trece mil hombres más o menos, dos mil jinetes y ciento cincuenta arqueros.
Súbitamente, a unos cinco kilómetros del campamento, los exploradores de César le avisaron de que se aproximaba una gran fuerza de infantería hacia ellos: eran tropas pompeyanas al mando de Labieno. Consciente de su inferioridad, César ordena a su exigua caballería y a los pocos arqueros que tenía que salieran del campamento y le siguieran a corta distancia.
Mientras César estaba colocando a sus hombres, que dada la exigüidad de esta fuerza «expedicionaria», iban formados en simplex acies con la caballería en alas, Labieno desplegó sus fuerzas, que resultaron estar constituidas en su inmensa mayoría por caballería y no por infantería. Fue una hábil celada tendida por el comandante pompeyano, que había juntado al máximo sus líneas, intercalando una numerosa tropa de infantería ligera númida entre los jinetes para dar ese efecto desde la distancia.

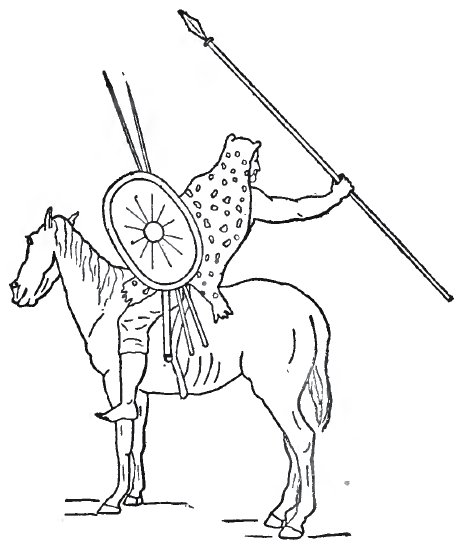
Jinete númida.

Mientras los pompeyanos avanzaron en una línea simple de extrema longitud, César había desplegado sus tropas a fines de no verse flanqueado por las de su enemigo. Pero esto fue precisamente lo que ocurrió: mientras las pocas tropas de caballería luchaban en vano para no ser superadas, el centro de la formación de César se vio golpeado por la masa de la caballería pompeyana y la infantería ligera númida, que atacaban y se retiraban sucesivamente.
La infantería cesariana respondió como pudo, pero empezó a disgregarse. Al verlo, César ordenó que ningún soldado se alejara más de cuatro pasos de su unidad. Pero la superioridad numérica del enemigo, la escasa caballería cesariana, los heridos y caballos perdidos, hicieron que la formación de César empezara a colapsarse. En ese momento, César ordenó a sus tropas que adoptaran una formación defensiva, denominada orbis (literalmente: orbe), básicamente una formación en círculo que tenía como misión la de no ofrecer el flanco al enemigo.
Pero se encontró rodeado por todos lados por las tropas, mucho más numerosas y móviles, de Labieno —en un lejano eco de la desastrosa batalla de Cannas—, y algunos de sus más recientes reclutas comenzaron a fallar; ante ello César tomó una decisión: ordenó extender la línea de batalla en orden cerrado tan lejos como fuera posible. Esta maniobra fue siempre altamente desaconsejada por los tácticos romanos porque llevaba excesivo tiempo llevarla a cabo; sin embargo, esta vez las fuerzas de César lo hicieron rápidamente y una vez que se hallaron desplegadas en una sola línea, César dio otra orden: que cada cohorte par diera un paso atrás y se enfrentaran de cara a su enemigo, con lo que consiguió transformar la simplex acies en una duplex acies.
En ese momento, la caballería cesariana apareció para romper definitivamente el círculo, forzando a los pompeyanos a formar dos líneas de batalla separadas por las tropas cesarianas. Entonces, los sorprendidos pompeyanos se vieron sometidos a una lluvia de pila por parte ambos lados de la formación contraria, lo que provocó que vacilaran y se echaran atrás una distancia, no lo suficientemente grande como para disgregarse, pero sí para que César ordenara la vuelta al campamento en orden de batalla.

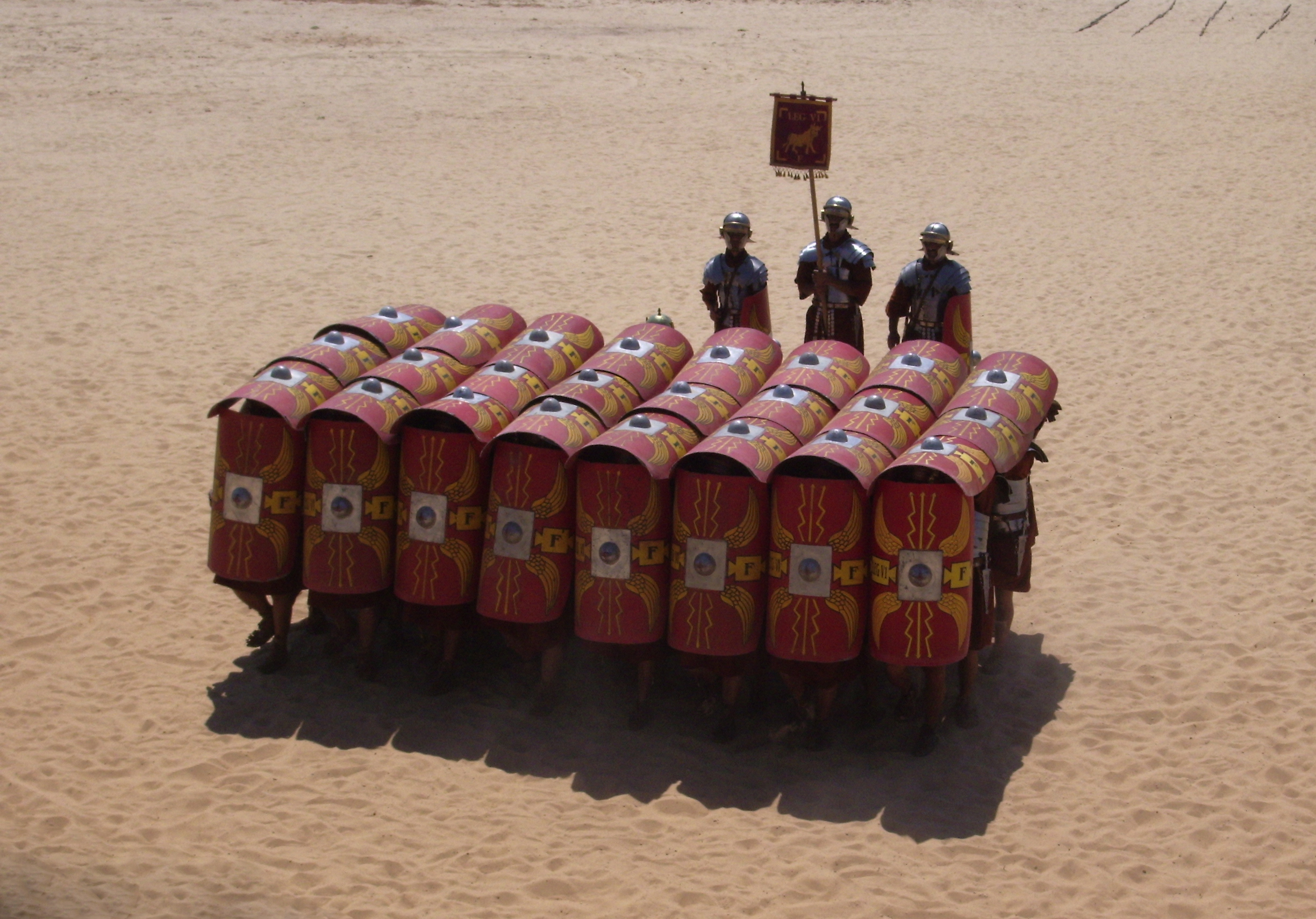
Una tropa de infantería romana formando en testudo.

Mientras volvían a sus reales, los pompeyanos se vieron reforzados por la inesperada llegada de una fuerza de 1600 jinetes y un gran número de infantes, al mando de Marco Petreyo y Gneo Pisón, que hizo que atacaran de nuevo con renovadas fuerzas, rodeando otra vez a los cesarianos, pero ahora desde más lejos a fines de que César no volviera a repetir la maniobra, y lanzando sobre sus tropas una lluvia de armas arrojadizas. Las tropas de César se pararon y, ante la avalancha, quizá formaron un «testudo» (tortuga), una formación en la que los legionarios se cubrían con los escudos.
A medida que las tropas pompeyanas se iban quedando sin jabalinas y que su energía combativa disminuía frente a la cerrada formación de César, este se dio cuenta de que llegaba el momento de romperla y atacar súbitamente, por lo que cursó órdenes de que a una señal suya, se levantara el muro de escudos para dejar pasar a unas cohortes selectas, que adoptando la formación en cuña golpearon a las tropas pompeyanas. Del relato de la Guerra de África no queda claro si este ataque se produjo en varios puntos determinados o fue un ataque masivo sobre un solo punto, pero lo cierto es que tuvo el efecto deseado y las tropas pompeyanas se abrieron, dejando expedito el paso a César y a sus hombres que se retiraron en formación hacia su campamento, donde se fortificaron.
Lo verdaderamente genial de esta batalla no es la derrota en sí de César, sino cómo mediante una serie de decisiones tácticas y variadas formaciones de batalla, logró que lo que podría haber sido una masacre se convirtiera en una retirada organizada, en la que conservó el mayor número posible de efectivos.

### La batalla de Tapso

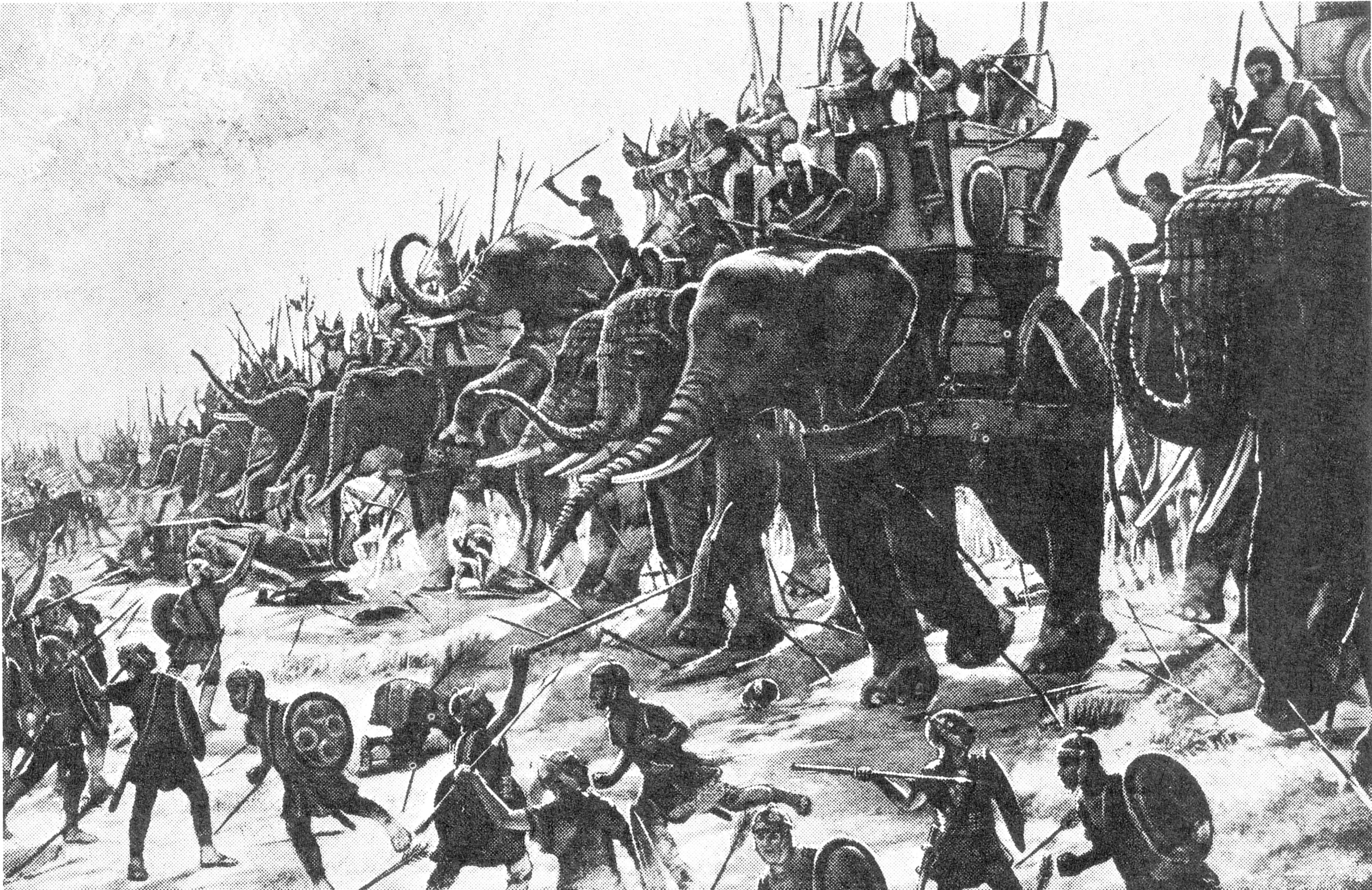
Elefantes de guerra cargando.

Tras la batalla de Farsalia, las tropas pompeyanas se habían refugiado en la provincia de África, donde al mando de destacados miembros de la facción conservadora, como Catón el Joven y Quinto Cecilio Metelo Escipión, habían logrado reorganizarse y estaban dispuestos a continuar la lucha. Los conservadores reunieron sus fuerzas a una velocidad impresionante. Su ejército incluía cuarenta mil hombres (unas diez legiones), una poderosa caballería dirigida por el que fue anteriormente la mano derecha de César en la Galia, Tito Labieno, y fuerzas aliadas de reyes locales, entre ellos el númida Juba I y sesenta elefantes de guerra. César tenía consigo al menos cinco legiones, aunque no podemos saber cómo estaban de completas, y una estimable fuerza de caballería.
Tras el incidente de Ruspina, siguieron una serie de encuentros no decisivos entre las tropas de ambas facciones, pequeñas batallas para medir sus fuerzas, y durante ese tiempo dos legiones de los conservadores desertaron para unirse a César. Mientras tanto, César esperaba refuerzos de Sicilia.
A comienzos de febrero, César llegó a Tapso y puso cerco a la ciudad, bloqueando la entrada sur con tres filas de fortificaciones. Los conservadores, bajo el mando de Metelo Escipión, no podían permitirse perder esa posición, por lo que se vieron obligados a entablar batalla.

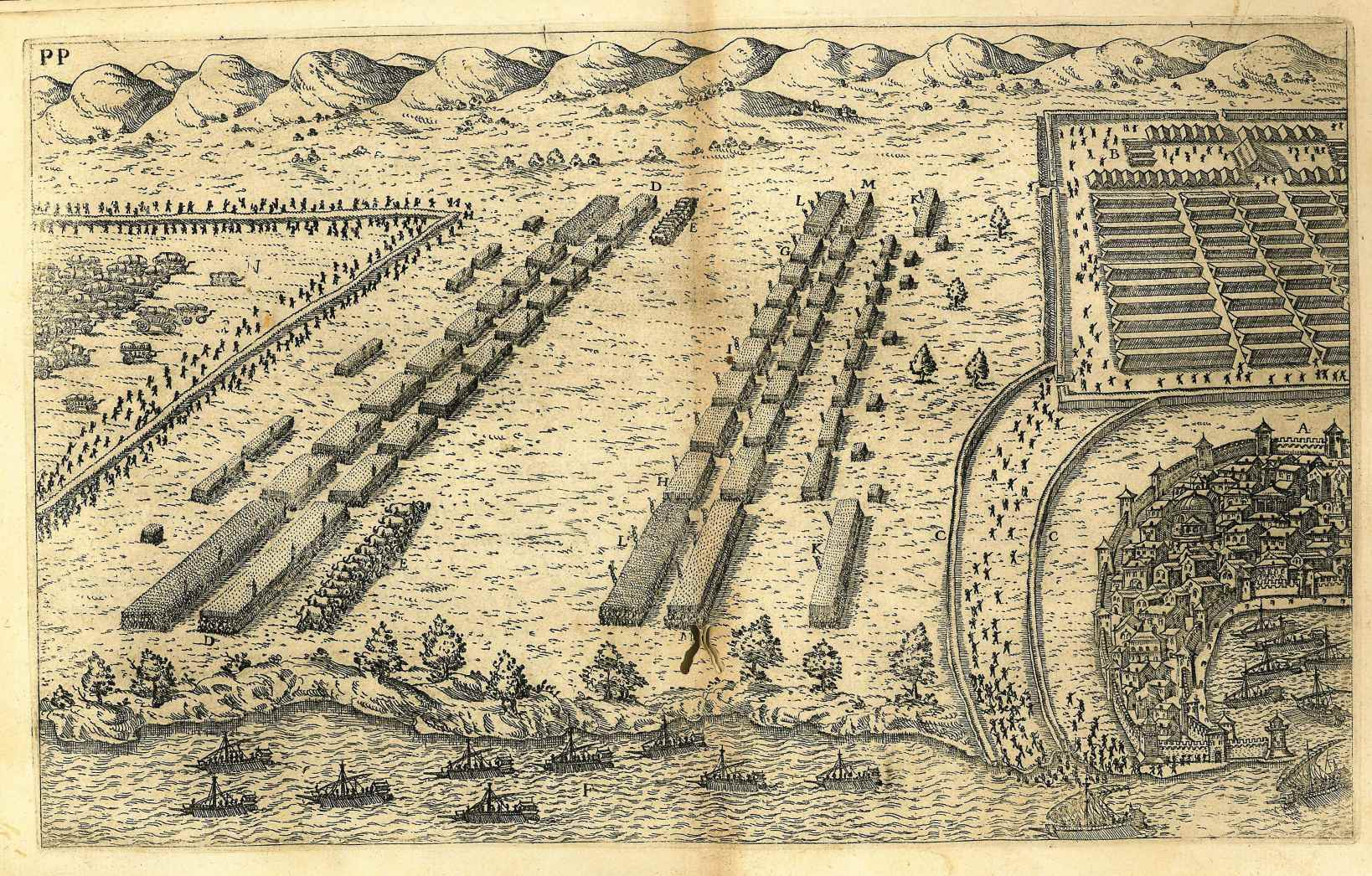
Disposición de los ejércitos en la batalla de Tapso, según un grabado del.

Escipión desplegó sus tropas, formando las legiones en el centro en cuadruplex acies, puso la caballería en las alas, delante de las cuales situó la mitad de sus elefantes de guerra (treinta en el ala derecha y treinta en el ala izquierda); por detrás de las filas legionarias, puso en el ala izquierda una formación de tropas ligeras y otra mixta de caballería e infantería ligera, y en el ala derecha una mixta de caballería e infantería ligera.
César formó con las legiones en el centro, en triplex acies,(las X y VII a la derecha y las VIII y IX a la izquierda), situó la caballería en las alas, y frente a los elefantes desplegó a sus arqueros y honderos. Pero dividió la Legio V Alaudae en dos grupos de cinco cohortes cada uno, y los situó detrás de las formaciones de arqueros y honderos.
Aunque la batalla comenzó antes de lo que César hubiera deseado, debido a la impaciencia de sus soldados del ala derecha, tomó rápidamente el mando de la situación y ordenó el ataque. Los arqueros y honderos del ala derecha dispararon sus proyectiles contra los elefantes del ala izquierda de los pompeyanos, que al recibir la lluvia de flechas y piedras, se asustaron y dieron media vuelta, cargando contra sus propias filas. En ese momento, la caballería ligera númida apostada por Escipión en esa ala, cargó hacia el frente al verse desprotegida el muro de elefantes, pero fueron desbandados por la carga de las legiones, y la Legio X tomó posesión del campamento pompeyano, impidiendo así la huida de los enemigos.
Sin un lugar al que volver, con las tropas en desbandada, rendidas o muertas, los líderes pompeyanos abandonaron el campo de batalla a César, con lo que dieron por perdida la guerra.
La genialidad de César en la batalla fue el movimiento táctico de colocar infantería legionaria protegiendo a los arqueros y honderos de los elefantes, y asumir con prontitud el desarrollo de la misma, usando a su favor la precipitación con la que había comenzado.

## César como historiador y escritor

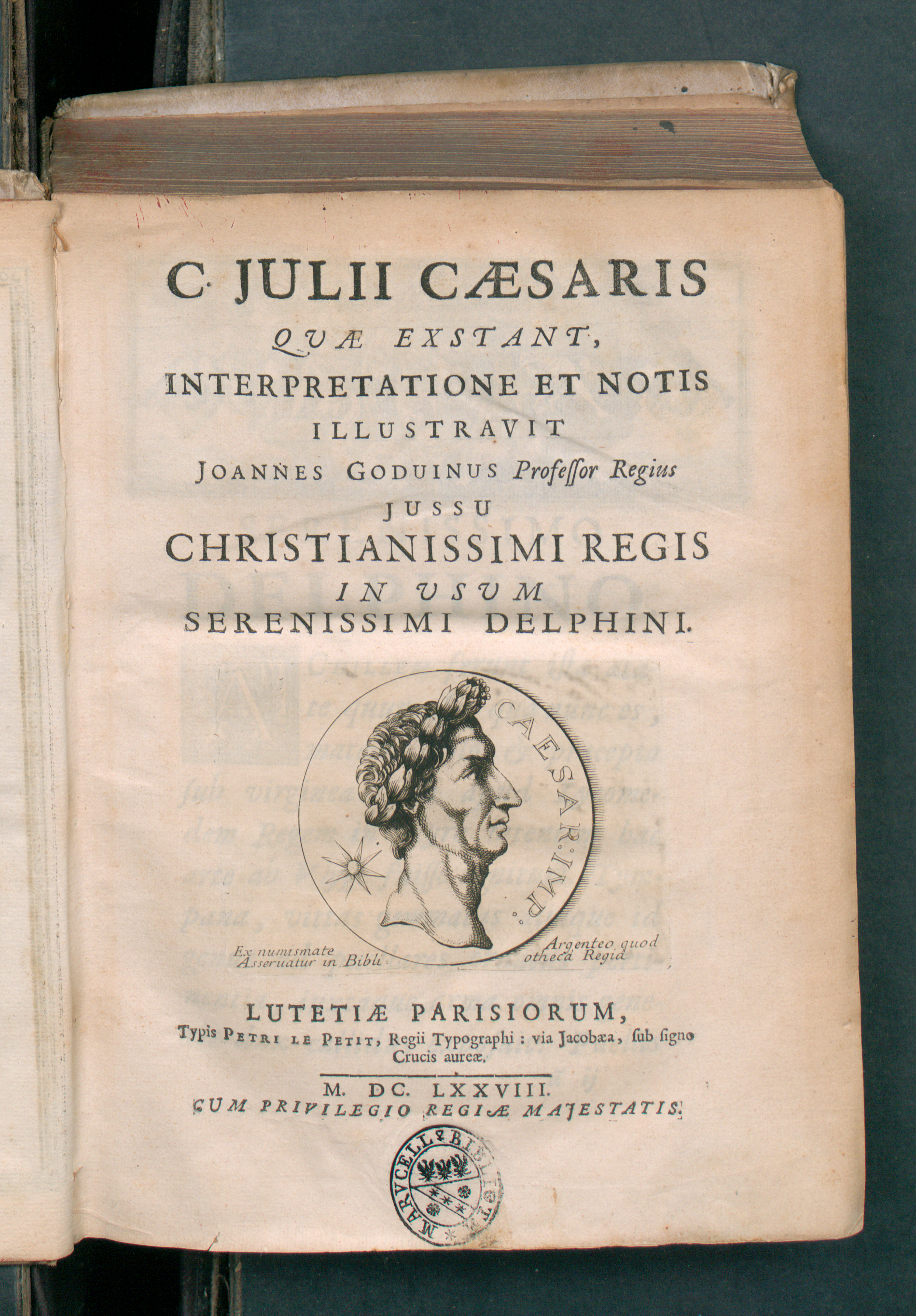
C. Iulii Caesaris quae extant, 1678.

La obra escrita que llega hasta nuestros días coloca a César entre los grandes maestros de la lengua latina. Sus trabajos conocidos incluyen:
- De bello Gallico – Comentarios sobre las campañas de la Galia
- De bello civili – Comentarios sobre la guerra civil

No se puede asegurar que la autoría del llamado «Corpus Cesariano» o «Tria Bella», esto es la Guerra de Alejandría, la Guerra de África y la Guerra de Hispania, sea de César y entre sus traductores existe un consenso generalizado acerca de que no fueron escritas por él, aunque sí están posiblemente basadas en sus notas.
Tanto la Guerra de las Galias como la Guerra Civil, son indiscutiblemente obra de César y están escritas en un latín de gran perfección sintáctica. Ambas son prueba de la erudición de su autor y fueron usadas, sobre todo, como propaganda ante el Senado y el pueblo de Roma. En ellas hace importantísimas referencias a múltiples aspectos de la vida cotidiana en el ejército romano de la tardorrepública, de su organización, tácticas, técnicas y armamento.
Asimismo, hizo descripciones etnográficas de pueblos celtas y germanos incluyendo temas como la organización social y militar, la religión o la lengua que aún hoy en día son de obligado estudio para los expertos en las diferentes materias.
Igualmente describió lugares geográficos, como la Selva Hercinia, y describe en sus escritos importantes aspectos que permiten comprender mejor la política de la República romana de los últimos años del siglo I a. C. y a figuras como Pompeyo, Cicerón, Catón y otros.
Además se sabe que sentía curiosidad por muchos temas, desde la filosofía griega hasta la astronomía, pasando por temas sagrados o lingüísticos. Por referencias en otros autores clásicos, se sabe que César compuso un tratado de astronomía, otro de lingüística y otro más sobre augurios, pero se han perdido y no se conoce ni siquiera un párrafo de ellos.
También se sabe por Suetonio que compuso un tratado en defensa suya llamado el Anticatón, dos libros sobre la Analogía y, al menos, un poema llamado El Camino; en su juventud escribió las Alabanzas de Hércules, una tragedia con el título de Edipo y una Colección de frases selectas. Parece ser que se conservaban sus oficios al Senado, sus cartas a Cicerón y su correspondencia privada. Sin embargo, Augusto prohibió a su bibliotecario que todos estos documentos fueran copiados o publicados, por lo que acabaron perdiéndose. Se sabe que era un magnífico orador, pues tanto Plutarco como Suetonio lo mencionan, y parece ser que también Cicerón y Cornelio Nepote avalaban esta opinión. También se conoce que empleaba un latín de gran perfección.
La obra conocida de César no puede tomarse como la de un historiador moderno, pues su intención no era esa. Las obras que se conservan y cuya autoría no es discutida, esto es, los Comentarios sobre las Guerras Galas y Civil, eran un instrumento de propaganda y un informe de progresos para el Senado, no una obra como las de Tácito o Polibio, por lo que todas sus afirmaciones, en especial las políticas, deben ser analizadas desde un ánimo crítico. El hecho de que la mayor parte de la obra literaria de César se haya perdido es un inconveniente que, no por habitual en la mayoría de los autores clásicos deja de ser lamentable y que ha impedido una crítica razonada de César como autor, ya que los historiadores solamente pueden basarse en unos libros que, pese a ser de los más importantes en la Historia Occidental, no dejaban de ser más un instrumento de propaganda que un alarde de erudición.
Aun así, con todas sus limitaciones, en muchas ocasiones, sus escritos son el único testimonio antiguo que se posee sobre muchos aspectos de los pueblos, usos y costumbres de la época.

## Julio César en la literatura y el cine

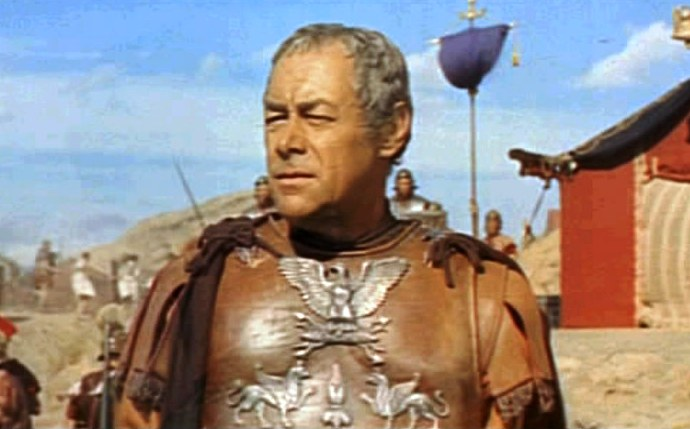
Rex Harrison interpretando a Julio César, en Cleopatra.

Julio César ha sido representado con frecuencia en obras literarias y cinematográficas. 

### Literatura del Renacimiento y la Edad Moderna
- La tragedia Julio César, de William Shakespeare, probablemente la más célebre aparición de César en la literatura.

- En el cuarto canto de La Divina Comedia, de Dante, César aparece en el Limbo junto a Héctor y Eneas en su condición de héroe de la antigüedad pagana, que no recibió el bautismo, pero que se distinguió por su clemencia.[190]

- César es también el protagonista de la ópera Julio César en Egipto, de Georg Friedrich Händel, estrenada en Londres en 1724.

### Literatura contemporánea
- César es uno de los personajes que aparecen en la serie de novelas históricas de Colleen McCullough.

- Su aparición en Cleopatra, de Emil Ludwig, que describe a Julio César como guerrero y amante.

- «La trama», cuento breve de Jorge Luis Borges, incluido en su libro El hacedor, alude, en el primero de sus dos párrafos, al asesinato de Julio César.

- Asimismo, Jorge Luis Borges, en Los conjurados (1985), le dedicó un poema que, refiriéndose a su asesinato, comienza con: Aquí lo que dejaron los puñales.... El texto concluye vaticinando su huella histórica con la frase «... cuya gran sombra será el orbe entero».[191]

- La novela César, de Allan Massie, que el mismo Adrian Goldsworthy recomienda por su fidelidad a los hechos históricos.[192]

- La novela histórica Los idus de marzo, de Thornton Wilder, escrita en forma epistolar, que fue alabada por el propio Jorge Luis Borges.[193]

- La obra de teatro César y Cleopatra, del dramaturgo británico George Bernard Shaw.

### Representaciones de Julio César en cine y televisión
En cuanto al cine, el personaje ha aparecido en numerosos filmes, desde la pantalla grande hasta la televisión, bien como protagonista, bien como personaje secundario.
Uno de los más reputados, tanto por la calidad de la cinta como por la de sus actores, es la película del año 1953, Julio César, dirigida por Joseph L. Mankiewicz y cuyos papeles principales los desempeñaban Marlon Brando (como Marco Antonio), Louis Calhern (como César), Deborah Kerr (como Porcia) y James Mason (como Bruto). Con música de Miklós Rózsa, el guion es una adaptación de la obra de teatro de Shakespeare. Fue nominada a cinco Premios Óscar, de los que ganó uno.
Otro de los filmes más premiados y conocidos, en el que César es protagonista, es la cinta Cleopatra, de 1963. Dirigida por Joseph L. Mankiewicz, con fotografía de Leon Shamroy y música de Alex North, los papeles principales fueron interpretados por Elizabeth Taylor, como Cleopatra, Richard Burton, como Marco Antonio, y Rex Harrison como César. Fue nominada a ocho premios Óscar, de los que ganó cuatro.
En el mundo del cómic, sin duda una de las más célebres representaciones de César es el personaje salido de la pluma y el pincel de René Goscinny y Albert Uderzo, antagonista (soberbio, orgulloso, pero al final, siempre justo) de su célebre personaje Astérix.
En la cuarta temporada de la serie Spartacus, César es interpretado (en una versión muy libre y poco histórica) por el actor Todd Lasance.
En Netflix, la serie El imperio romano (2016-2019) describe, simultáneamente como documental y como serie de televisión, los periodos de Julio César, de Marco Aurelio y de Calígula.

### Filmografía sobre el personaje
| Año  | Película                                    | Director                                | Actor                 |
| ---- | ------------------------------------------- | --------------------------------------- | --------------------- |
| 1908 | Julio César                                 | James Stuart Blackton/William V. Ranous | Charles Kent          |
| 1911 | Julio César                                 | Frank R. Benson                         | Guy Rathbone          |
| 1917 | Cleopatra                                   | J. Gordon Edwards                       | Fritz Leiber          |
| 1934 | Cleopatra                                   | Cecil B. DeMille                        | Warren William        |
| 1945 | César y Cleopatra                           | Gabriel Pascal                          | Claude Rains          |
| 1950 | Julio César                                 | David Bradley                           | Harold Tasker         |
| 1953 | Julio César                                 | Joseph L. Mankiewicz                    | Louis Calhern         |
| 1960 | Espartaco                                   | Stanley Kubrick                         | John Gavin            |
| 1963 | Cleopatra                                   | Joseph L. Mankiewicz                    | Rex Harrison          |
| 1968 | Astérix y Cleopatra                         | Stuart Burge                            | John Gielgud          |
| 1970 | Julio César                                 | Stuart Burge                            | John Gielgud          |
| 1976 | Las doce pruebas de Astérix                 | Jean Martinelli                         | John Gielgud          |
| 1979 | Julio César                                 | Michael Langham                         | Sonny Jim Gaines      |
| 1999 | Cleopatra                                   | Franc Roddam                            | Timothy Dalton        |
| 1999 | Astérix y Obélix contra César               | Claude Zidi                             | Gottfried John        |
| 2001 | Vercingétorix                               | Jacques Dorfmann                        | Klaus Maria Brandauer |
| 2002 | Julio César                                 | Uli Edel                                | Jeremy Sisto          |
| 2002 | Astérix y Obélix: Misión Cleopatra          | Alain Chabat                            | Alain Chabat          |
| 2003 | Augustus: El primer emperador               | Roger Young                             | Gérard Klein          |
| 2005 | Roma                                        | Varios                                  | Ciarán Hinds          |
| 2008 | Astérix en los Juegos Olímpicos             | Frédéric Forestier y Thomas Langmann    | Alain Delon           |
| 2012 | Astérix y Obélix al servicio de su majestad | Laurent Tirard                          | Fabrice Luchini       |
| 2018 | Astérix y el secreto de la poción mágica    | Alexandre Astier, Louis Clichy          | Animación             |

## Cronología

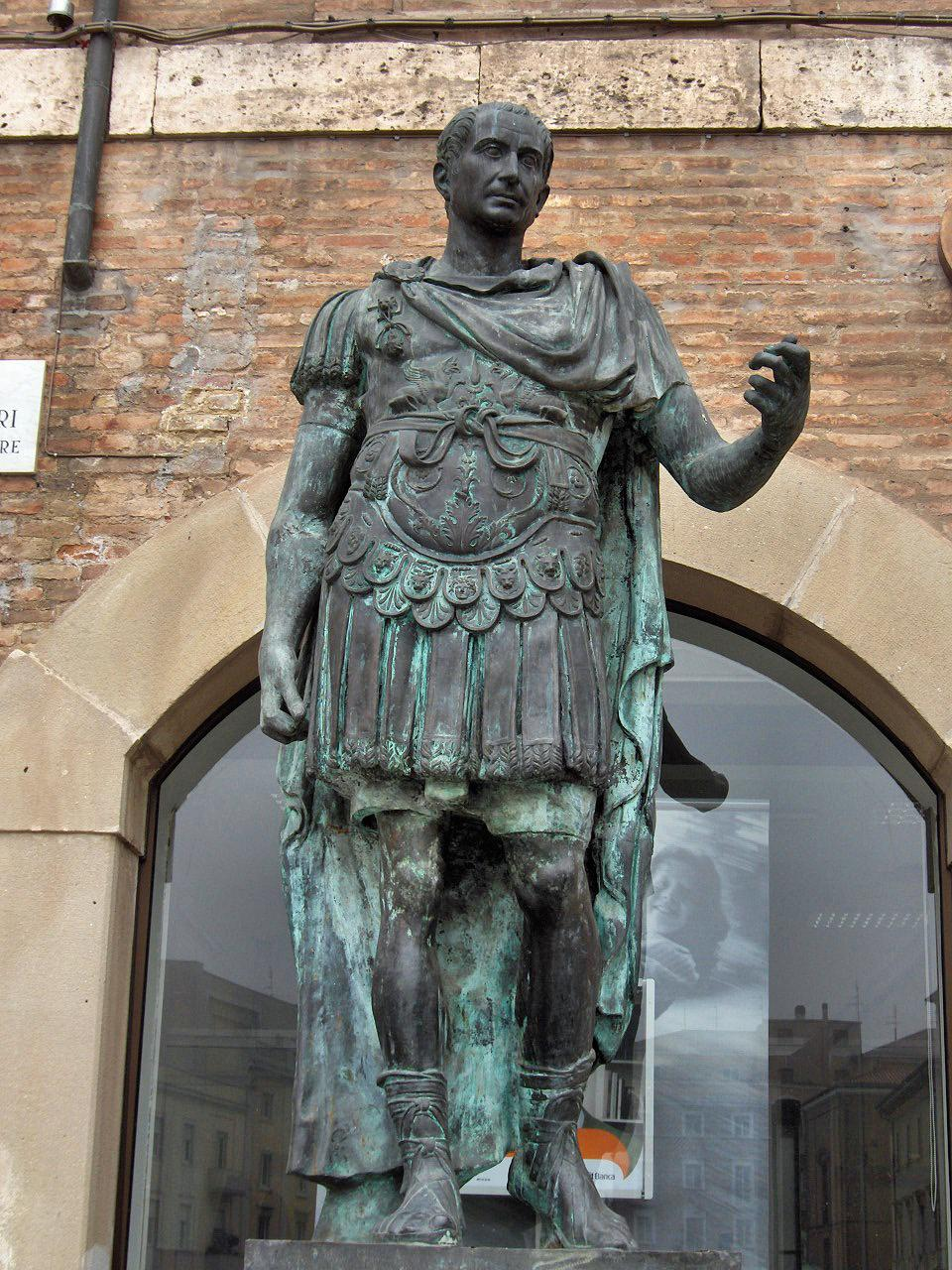
Estatua de bronce de César, en Rímini.

- 12/13 de julio 100 a. C. – Nace en Roma.
- 82 a. C. – Escapa de las persecuciones de Sila.
- 81/79 a. C. – Servicio militar en Asia y Cilicia.
- Años 70 a. C. – Carrera como abogado.
- 69 a. C. – Cuestor en Hispania Ulterior.
- 65 a. C. – Edil.
- 63 a. C. – Electo pontifex maximus y pretor urbano; conspiración de Catilina.
- 59 a. C. – Cónsul por primera vez; inicio del primer triunvirato.
- 58 a. C. – Procónsul: comienza la campaña en las Galias.
- 54 a. C. – Muerte de Julia.
- 53 a. C. – Muerte de Craso: fin del triunvirato.
- 52 a. C. – Batalla de Alesia.
- 49 a. C. – Atraviesa el Rubicón, comienza la guerra civil, Dictador por primera vez.
- 48 a. C. – Derrota a Pompeyo en Grecia; se convierte en dictador romano por segunda vez.
- 47 a. C. – Campaña en Egipto, conoce a Cleopatra.
- 46 a. C.
  - 1 de enero: César es nombrado dictador por tercera vez.
  - 16 de abril: Derrota de los pompeyanos en África en la batalla de Tapso. Mueren Catón y Metelo Escipión.
- 45 a. C.
  - 1 de enero: César es nombrado dictador por cuarta vez.
  - 17 de marzo: En la Munda, César derrota a los pompeyanos de Hispania, comandados por Tito Atio Labieno, quien murió en batalla, y los hijos de Pompeyo, Cneo y Sexto.
  - Regresa a Roma, dictador por cuarta vez.
- 44 a. C.
  - 1 de enero: César es nombrado dictador vitalicio, poder similar al de un emperador.
  - Febrero, rehúsa la diadema ofrecida por Marco Antonio.
  - 15 de marzo, asesinado.

## Eponimia
Astronomía
- El cráter lunar Julius Caesar lleva este nombre en su memoria.
- La denominación del cometa de César (referencia C/-43 K1 de la UAI), uno de los más brillantes de los que hay testimonio, está ligada con la historia de la deificación de Julio César promovida por Augusto.

## Títulos
| Predecesor: Quinto Cecilio Metelo Pío                          | Pontífice Máximo 63-44 a. C.                              | Sucesor: Marco Emilio Lépido                           |
| Predecesor: Lucio Afranio y Quinto Cecilio Metelo Céler        | Cónsul romano con Marco Calpurnio Bíbulo 59 a. C.         | Sucesor: Lucio Calpurnio Pisón Cesonino y Aulo Gabinio |
| Predecesor: Gayo Claudio Marcelo y Lucio Cornelio Léntulo Crus | Cónsul romano con Publio Servilio Vatia Isáurico 48 a. C. | Sucesor: Quinto Fufio Caleno y Publio Vatinio          |
| Predecesor: Quinto Fufio Caleno y Publio Vatinio               | Cónsul romano con Marco Emilio Lépido 46 a. C.            | Sucesor: Él mismo                                      |
| Predecesor: Él mismo y Marco Emilio Lépido                     | Cónsul romano sine collega 45 a. C.                       | Sucesor: Quinto Fabio Máximo y Gayo Trebonio           |
| Predecesor: Gayo Caninio Rébilo y Gayo Trebonio                | Cónsul romano con Marco Antonio 44 a. C.                  | Sucesor: Publio Cornelio Dolabela y Marco Antonio      |
| Predecesor: Lucio Cornelio Sila (82-81 a. C. )                 | Dictador romano Rei gerundae causa 49-44 a. C.            | Sucesor: Él mismo                                      |
| Predecesor: Él mismo (49-44 a. C.)                             | Dictador romano Perpetuus 44 a. C.                        | Sucesor: Magistratura abolida                          |